# Avignon

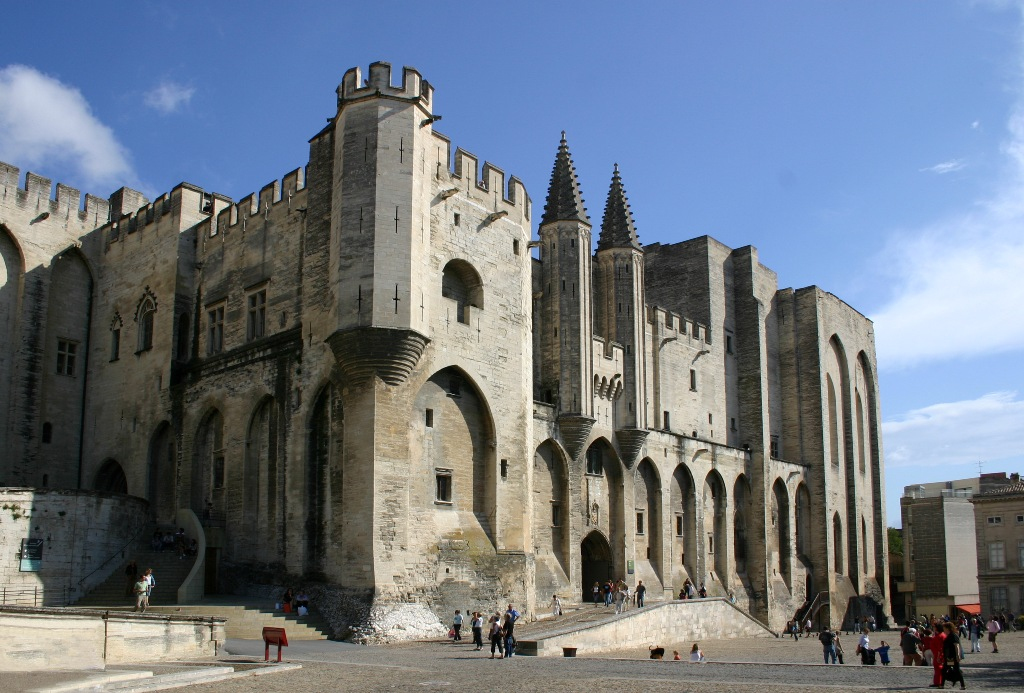
Blick auf den Neuen Palast

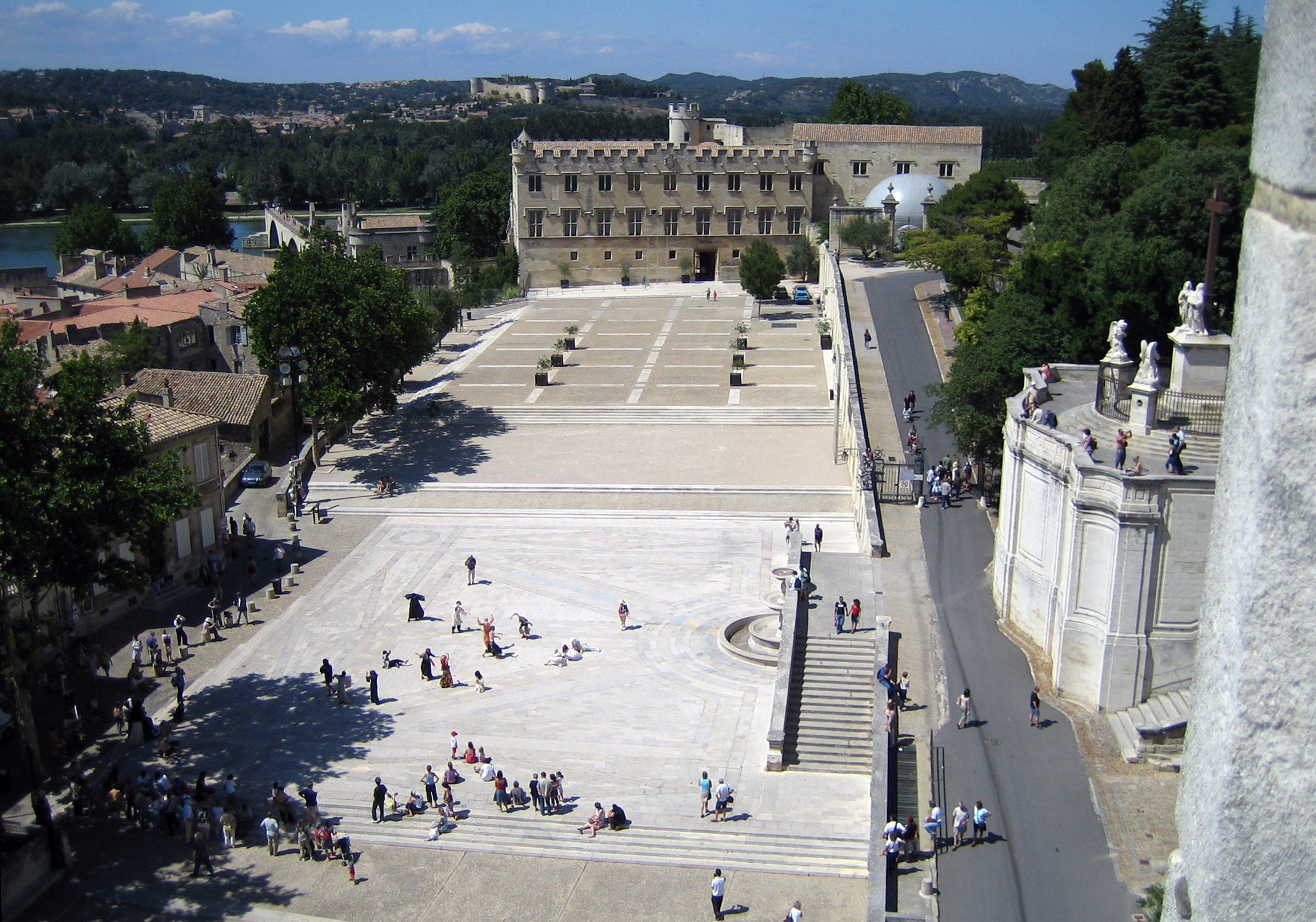
Der Platz des Papstpalastes mit dem Petit Palais im Hintergrund des Platzes; dahinter die Ebene der Rhone und der Pont Saint-Bénézet; dahinter das Fort Saint-André von Villeneuve-lès-Avignon

Avignon [aviˈɲɔ̃] (okzitanisch Avinhon bzw. Avignoun [aviˈɲũn]) ist eine Stadt und Gemeinde in der Provence in Südfrankreich am östlichen Ufer der Rhône mit 91.760 Einwohnern (Stand 1. Januar 2022), von denen etwa 15.000 innerhalb der Stadtmauern ("intra muros") wohnen. Avignon ist Sitz der Präfektur und die größte Stadt des Départements Vaucluse.
Da Avignon von 1309 bis 1376 – und während des nachfolgenden Abendländischen Schismas – Sitz des Papstes war, trägt die Stadt den Beinamen „Stadt der Päpste“. Die Altstadt von Avignon mit ihren prachtvollen mittelalterlichen Bauten ist von einer intakten Befestigungsmauer umgeben. Mit dem gotischen Papstpalast (Palais des Papes) aus dem 14. Jahrhundert, der Bischofsanlage, dem Rocher des Doms und der berühmten Brücke, dem Pont Saint-Bénézet, zählt Avignons Altstadt zum UNESCO-Weltkulturerbe. Die Brücke ist vor allem durch das französische Volkslied Sur le pont d’Avignon bekannt.
Künstlerisch-kulturell ist die Stadt durch das Festival von Avignon über Frankreich hinaus bekannt. Im Jahr 2000 war Avignon zudem Kulturhauptstadt Europas.

## Geographie

### Lage

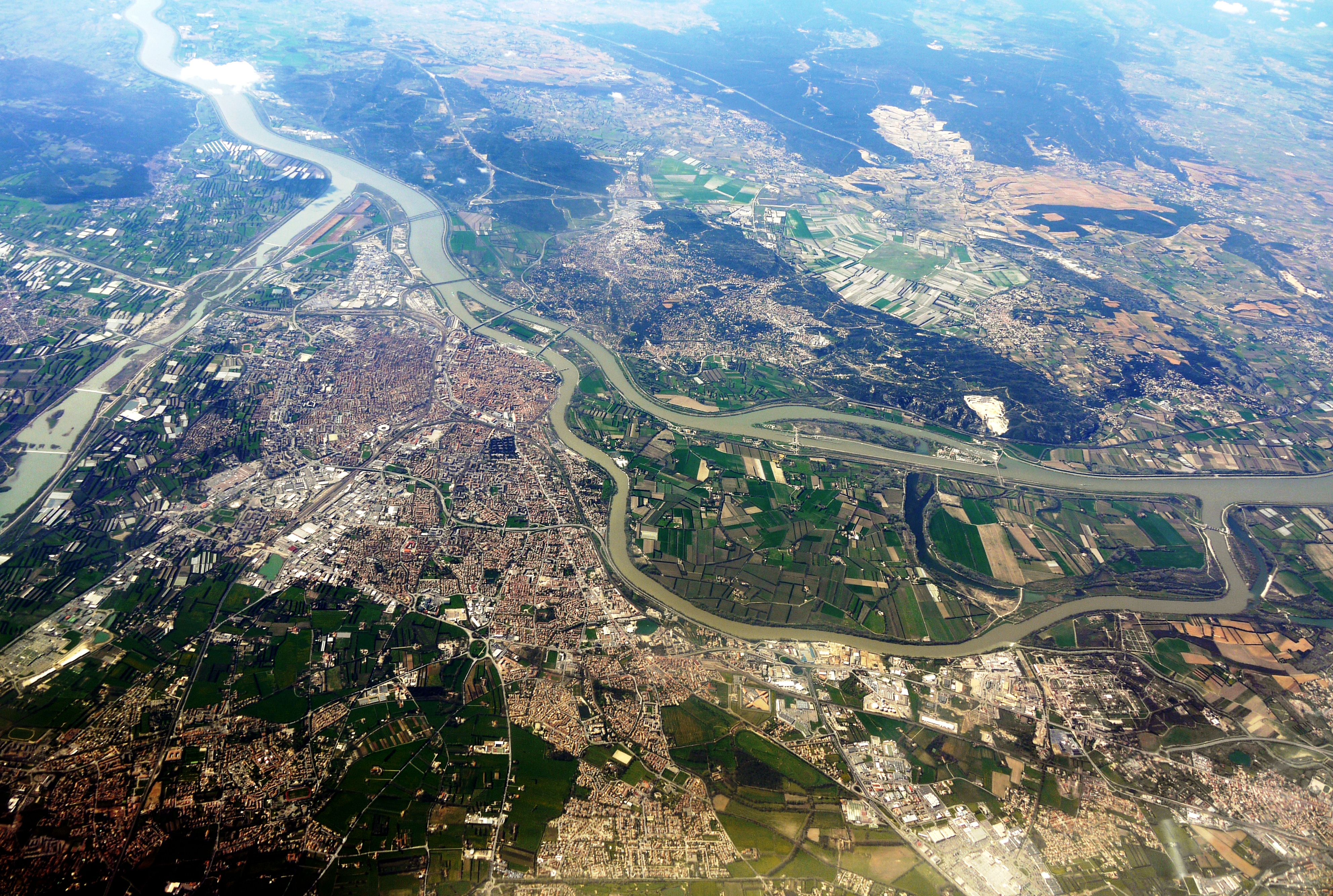
Luftblick auf Avignon

Avignon befindet sich am Zusammenfluss der Rhône und der Durance, die im Süden der Gemeinde entlang fließt und auch die Grenze zum Département Bouches-du-Rhône bildet. Die Rhône befindet sich westlich der Gemeinde und bildet die Grenze zum Département Gard.

### Nachbargemeinden
Benachbart liegen im Osten und Norden die Gemeinden Caumont-sur-Durance, Morières-lès-Avignon, Le Pontet und Sorgues.
Im Westen grenzt Avignon an die zum Département Gard gehörenden Gemeinden Villeneuve-lès-Avignon und Les Angles, während im Süden das Département Bouches-du-Rhône mit den Gemeinden Barbentane, Rognonas, Châteaurenard und Noves liegt.
Die nächsten größeren Städte sind Orange (im Norden), Nîmes und Montpellier (im Südwesten), Arles (im Süden), Salon-de-Provence und Marseille (im Südosten).

### Geologie
Die Region, in der sich Avignon befindet, ist sehr reich an Kalkstein. Besonders häufig kommt die „molasse burdigalienne“ vor, aus der zum Beispiel die heutige Stadtmauer von Avignon gebaut wurde.
Die bedeutendste kalkhaltige Erhebung vom urgonischen Typ ist der Rocher des Doms innerhalb der Stadtmauern. Das kalkhaltige Massiv ist rund um die Gemeinde verteilt (Massif des Angles, Villeneuve-lès-Avignon, Alpilles) und zum Teil das Ergebnis der Ozeanisierung der ligurisch-provenzalischen Senke, die der Bewegung des korsisch-sardischen Kontinentalblockes folgte.
Eine andere Erhebung von Avignon ist der bewaldete Hügel von Montfavet im Osten der Gemeinde.
Das Rhônetal weist alte Alluvialböden auf: Ein Großteil des Erdbodens wird dort von einer lockeren Ablagerung bedeckt, die sich aus sandigem Schluff zusammensetzt. Dieser ist mehr oder weniger durch Kieselsteine gefärbt, die hauptsächlich aus Silikatgestein stammen. Die Inseln der Rhône, darunter die Île de la Barthelasse, sind durch Anhäufung von angeschwemmten Ablagerungen und durch Eingreifen des Menschen entstanden. Das Relief ist nicht sehr stark ausgeprägt, doch sind die bestehenden Erdhügel in der Lage, bei Hochwasser die Inseln ausreichend zu schützen.
Als Böden findet man in der Umgebung der Stadt vor allem Lehm, Schlick, Sand und Kalk.

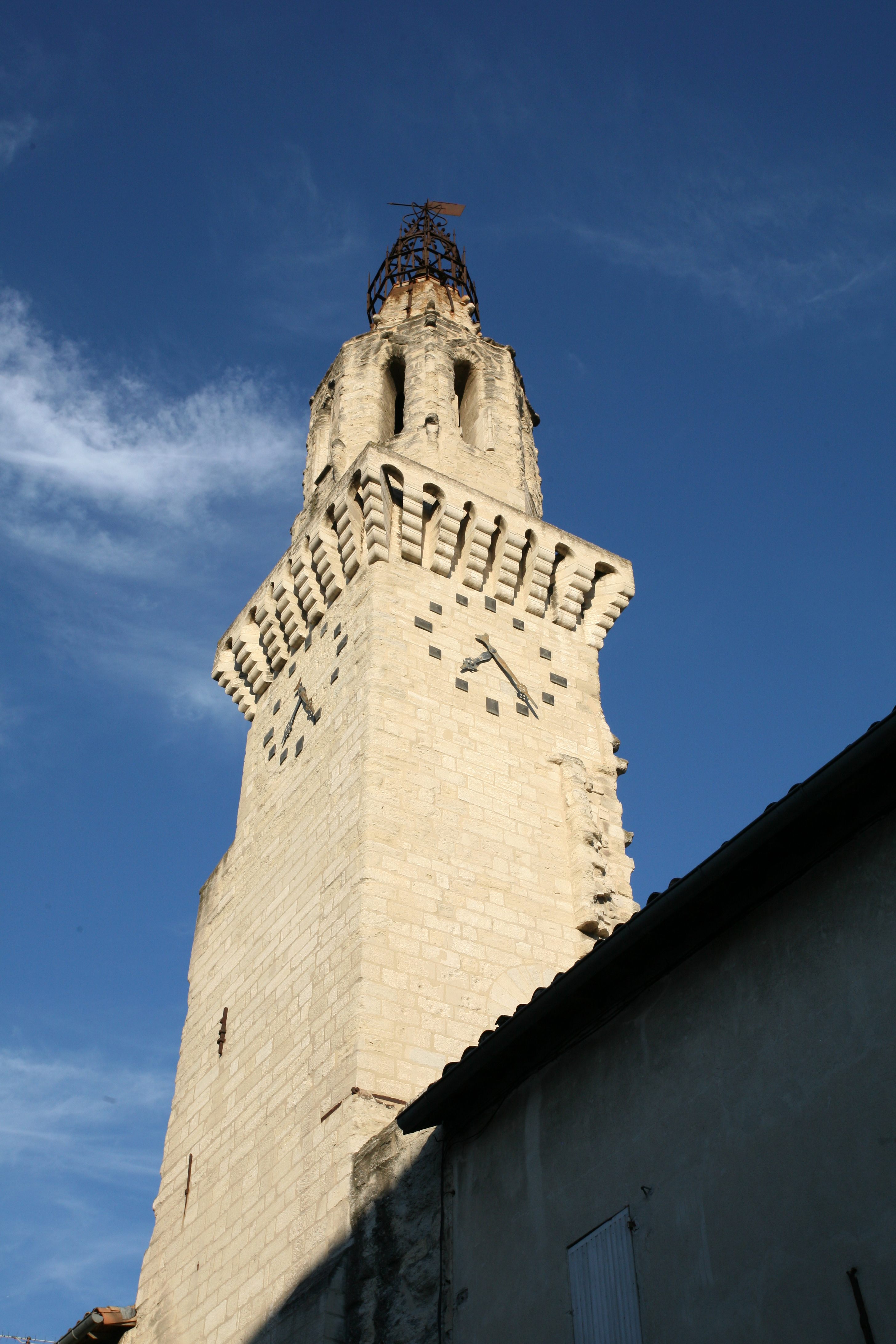
Schiefer Glockenturm der Augustinerkirche

Wie das Auftreten von Spalten im kalkhaltigen Substrat zeigt, gab es in den verschiedenen geologischen Zeitaltern tektonische Aktivitäten, die Erdbeben ausgelöst haben. Die letzte Erderschütterung von bedeutendem Ausmaß fand am 11. Juni 1909 statt. Spuren davon sind noch im Stadtzentrum und am deutlichsten am Glockenturm der Augustinerkirche in der Rue Carreterie sichtbar, der als Folge der Erderschütterung leicht geneigt steht.

### Hydrographie

#### Flüsse und Wasserläufe

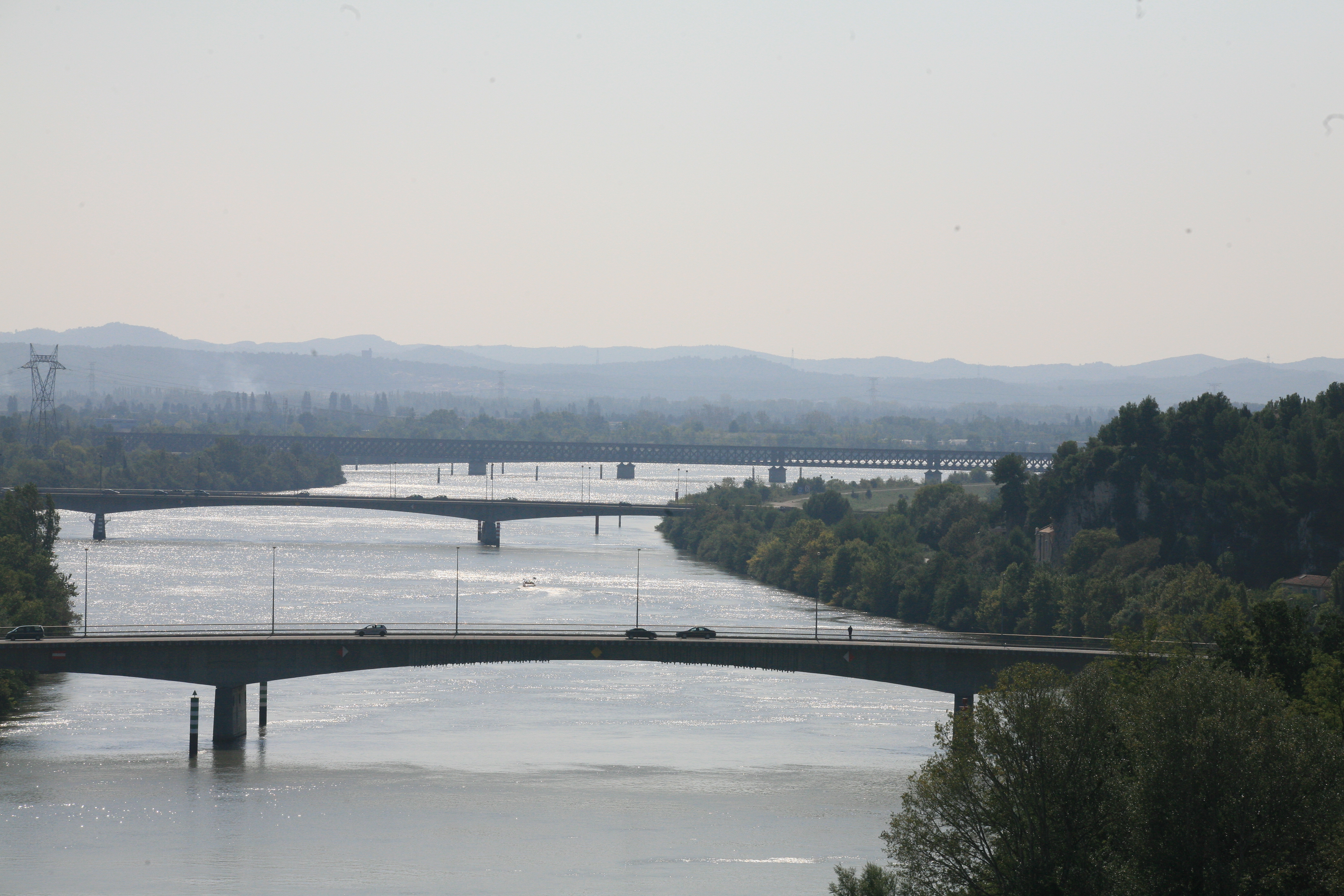
Brücken über die „große Rhone“

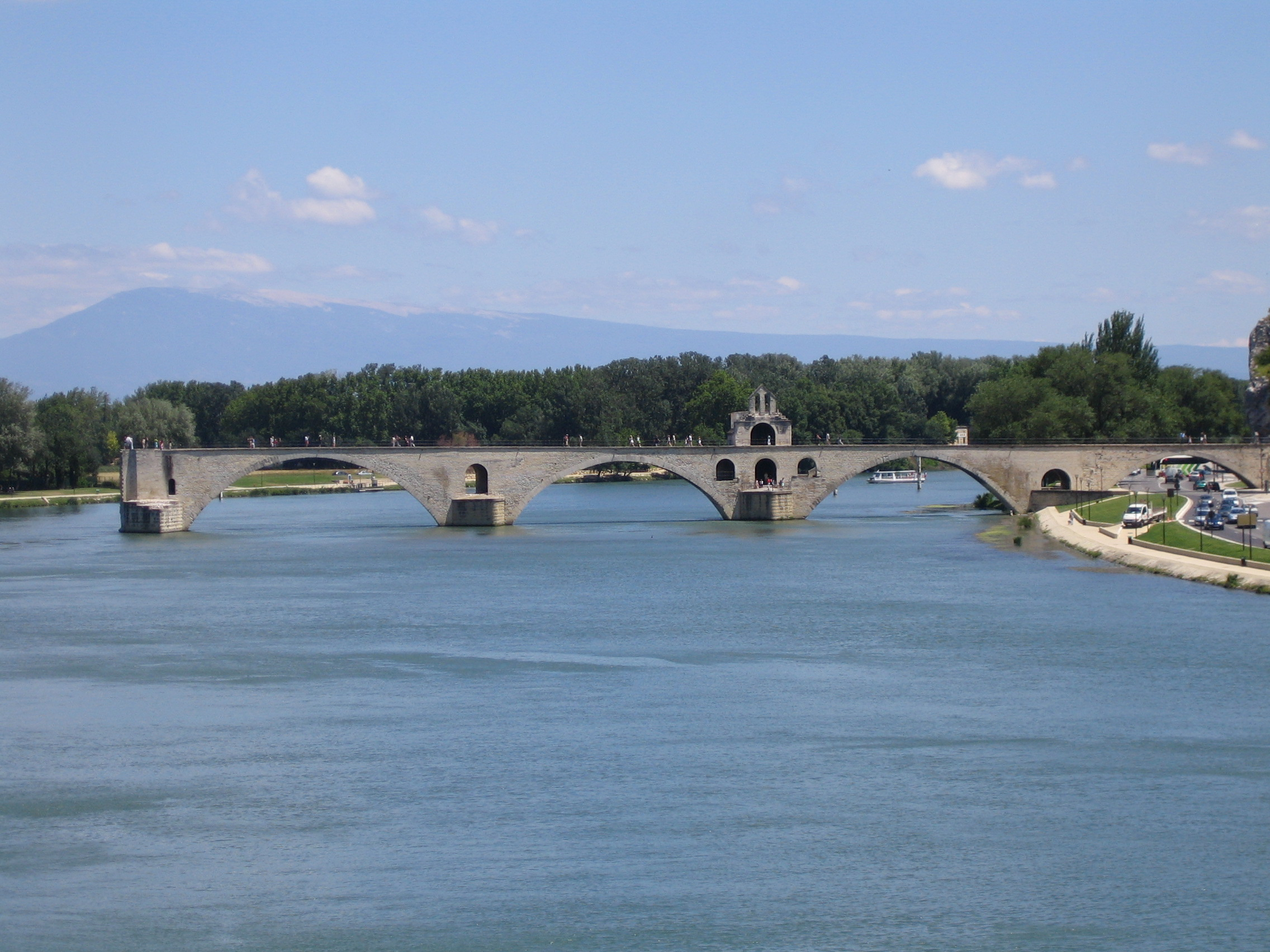
Die Pont d’Avignon auf der „kleinen Rhône“, im Hintergrund der Mont Ventoux

Die Rhône führt am westlichen Stadtrand vorbei, ist aber in zwei Arme geteilt: man spricht von der „kleinen Rhône“ oder dem „toten Arm“ für den Teil, der Avignon berührt und von der „großen Rhône“ oder „lebendigem Arm“ für den westlichen Teil, der Villeneuve-lès-Avignon im Département Gard streift. Dazwischen befindet sich eine Reihe von Inseln, darunter die Île de la Barthelasse als größte. Parallel zur Rhône wurde ein Kanal angelegt.
Die Durance, die an der Südgrenze der Gemeinde entlang fließt, mündet in die Rhône und markiert die Grenze zum Département Bouches-du-Rhône.

#### Hochwasser
Die Ufer der Rhône und die Insel von Barthelasse können während des Herbstes und Mitte März von Hochwasser betroffen sein. Maurice Champion erwähnte 1861 einige davon. Das Hochwasser von 1856, das einen Teil der Stadtmauern zerstörte, war eines der verheerendsten. Weitere traten 1935 und im Januar 1955 auf. Die Hochwasser stellen auch heute noch ein ernstzunehmendes Problem dar, wie zuletzt die Überschwemmung vom 2. Dezember 2003 gezeigt hat. Aus diesem Grund wurde auch eine neue cartographie du risque erstellt.

#### Kanäle und künstliche Wasserflächen
Die Stadt verfügt über zahlreiche Kanäle, die stellenweise ein komplexes Kanalsystem bilden. Diese Kanäle dienten einst der Bewässerung der Ackerflächen sowie der Versorgung der Wassergräben, die Avignon umgaben.
Im 10. Jahrhundert wurde ein Teil des Wassers der Sorgue d’Entraigues umgeleitet, das heute unter den Stadtmauern bis zur Innenstadt fließt. Die Wasserläufe wurden „Canal de Vaucluse“ genannt, aber die Einwohner nennen sie immer noch „la Sorgue“ oder „Sorguette“. Sie ist in der Innenstadt entlang der Rue des Teinturiers (Tuchfärbergasse) sichtbar. Sie versorgte die Wassergräben der ersten Stadtmauern, danach die neuen östlichen Stadtmauern des 14. Jahrhunderts. Im 13. Jahrhundert (Urkunde von 1229) wurde ein Teil des Wassers der Durance abgezweigt, um die Versorgungsanlagen der Wassergräben zu verstärken und um dann nach Bonpas geleitet zu werden. Diese Wasserläufe wurden später „la Durançole“ genannt. Die Durançole versorgte die westlichen Wassergräben der Stadt. Sie wurden auch genutzt, um das Ackerland von Montfavet zu bewässern. In der Innenstadt sind diese Wasserläufe meistens unter den Straßen oder den Wohnhäusern versteckt und dienen heute als Abwasserkanäle.
Daneben wurden der Canal de l’Hôpital (der sich mit der Durançole vereinigt) und der Canal de Crillon (1775) gegraben, die die Gebiete von Montfavet, Le Pontet und Vedène bewässerten. Die beiden Kanäle teilen sich in zahlreiche „Phiolen“ auf (provenzalisch filhòlas oder fiolo). Auf gleiche Art und Weise wurde der Canal Puy (1808) angelegt, der die ehemaligen Gärten im Süden von Avignon bewässerte. All diese Kanäle leiten das Wasser der Durance ab und wurden anfangs genutzt, um die einst sehr steinigen Böden zu überschwemmen und mit den Kalksteinablagerungen zu düngen.
Die Kanäle dienten außerdem zum Antrieb zahlreicher Mühlen.
In der Gemeinde Avignon gibt es mehrere natürliche oder künstliche Wasserflächen wie den lac de Saint-Chamond im Osten der Stadt.

### Klima

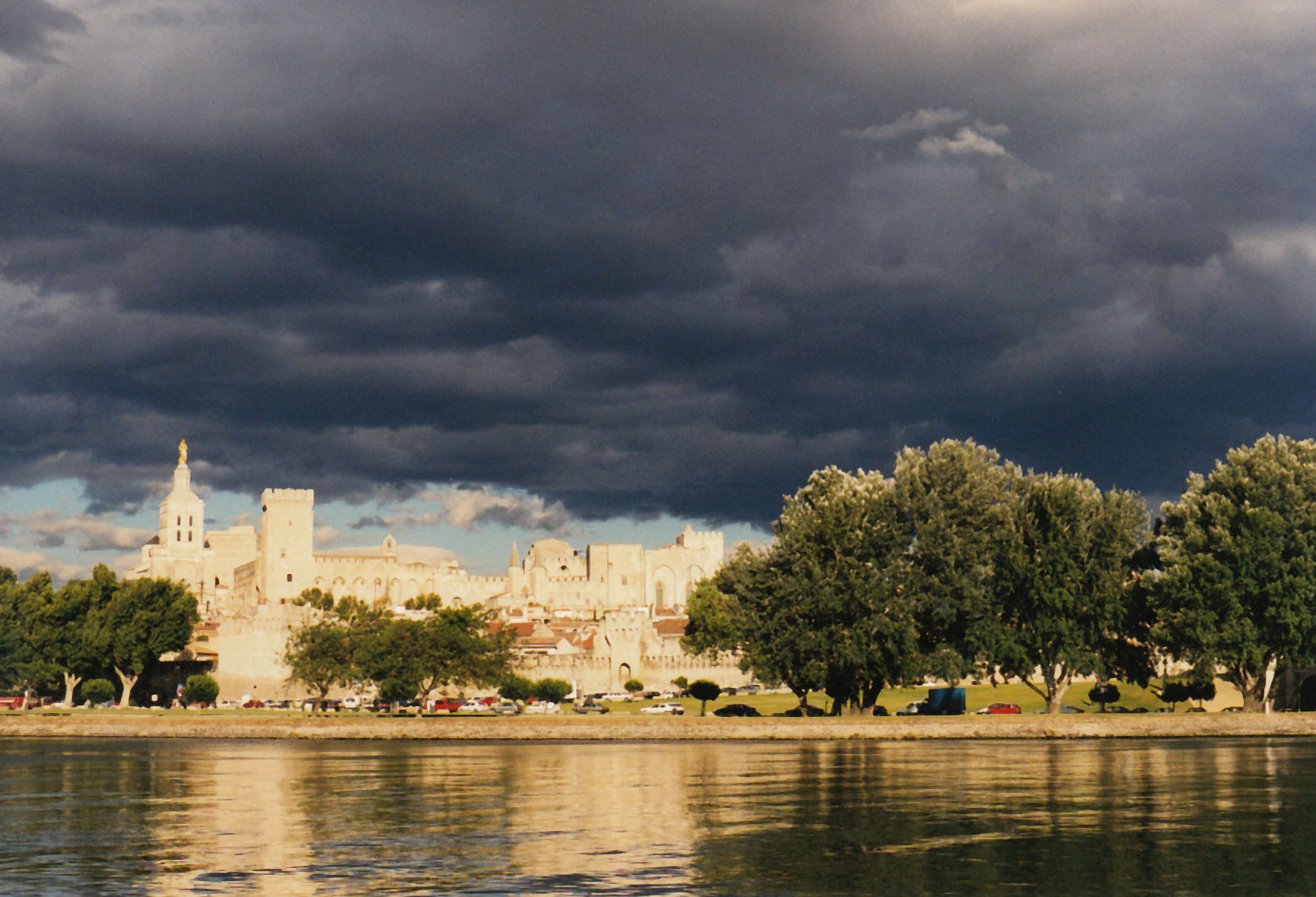
Heftiges Sommergewitter über Avignon (Juli 2000)

Avignon steht unter Einfluss des Mittelmeerklimas. Niederschlag gibt es in einem Rhythmus von vier Phasen: zwei trockene Jahreszeiten (eine kurze am Winterende und eine sehr lange und stark ausgeprägte im Sommer) und zwei regenreiche (eine im Herbst mit ergiebigem Regen bis hin zu Wolkenbrüchen und eine im Frühling). Der Sommer ist unter Einfluss von subtropischen Hochdruckgebieten warm und trocken, wird aber von teilweise heftigen Gewitterstürmen unterbrochen. Der Winter ist mild mit wenig Niederschlägen und nur seltenem Schneefall.
Laut Météo-France gibt es im Jahr durchschnittlich 45 Tage mit mehr als 2,5 Liter Niederschlag pro Quadratmeter. Insgesamt beträgt die jährliche Niederschlagsmenge durchschnittlich 660 l/m². Die Durchschnittstemperaturen liegen je nach Jahreszeit zwischen 0 °C und 30 °C. Die Rekordtemperaturen seit den Aufzeichnungen der Station des INRA liegen bei 40,5 °C während der europäischen Hitzewelle 2003 am 5. August 2003 (und 39,8 °C am 18. August 2009) und bei −12,8 °C am 5. Januar 1985. Die meteorologischen Werte wurden im Agroparc d’Avignon gemessen.
Der Hauptwind ist der Mistral, der mitunter Windgeschwindigkeiten von 110 km/h erreichen kann. Er weht zwischen 120 und 160 Tage im Jahr, mit einer Durchschnittsgeschwindigkeit von 90 km/h pro Bö.
|                        | Jan  | Feb  | Mär  | Apr  | Mai  | Jun  | Jul  | Aug  | Sep  | Okt  | Nov  | Dez  |   |       |
| Mittl. Temperatur (°C) | 6    | 7,5  | 11   | 13   | 17,5 | 21   | 24   | 24   | 19,5 | 15,5 | 8,5  | 7,5  | ⌀ | 14,6  |
| Mittl. Tagesmax. (°C)  | 10   | 12   | 16   | 18   | 23   | 27   | 30   | 30   | 25   | 20   | 13   | 10   | ⌀ | 19,5  |
| Mittl. Tagesmin. (°C)  | 2    | 3    | 6    | 8    | 12   | 15   | 18   | 18   | 14   | 11   | 6    | 3    | ⌀ | 9,7   |
|                        |      |      |      |      |      |      |      |      |      |      |      |      |   |       |
| Niederschlag (mm)      | 36,5 | 23,3 | 24,9 | 47,5 | 45,6 | 25,4 | 20,9 | 29,1 | 65,8 | 59,6 | 52,8 | 34,0 | Σ | 465,4 |

| 2 |

| 3 |

| 6 |

| 8 |

| 12 |

| 15 |

| 18 |

| 18 |

| 14 |

| 11 |

| 6 |

| 3 |

| 2 |

| 3 |

| 6 |

| 8 |

| 12 |

| 15 |

| 18 |

| 18 |

| 14 |

| 11 |

| 6 |

| 3 |

## Stadtgliederung

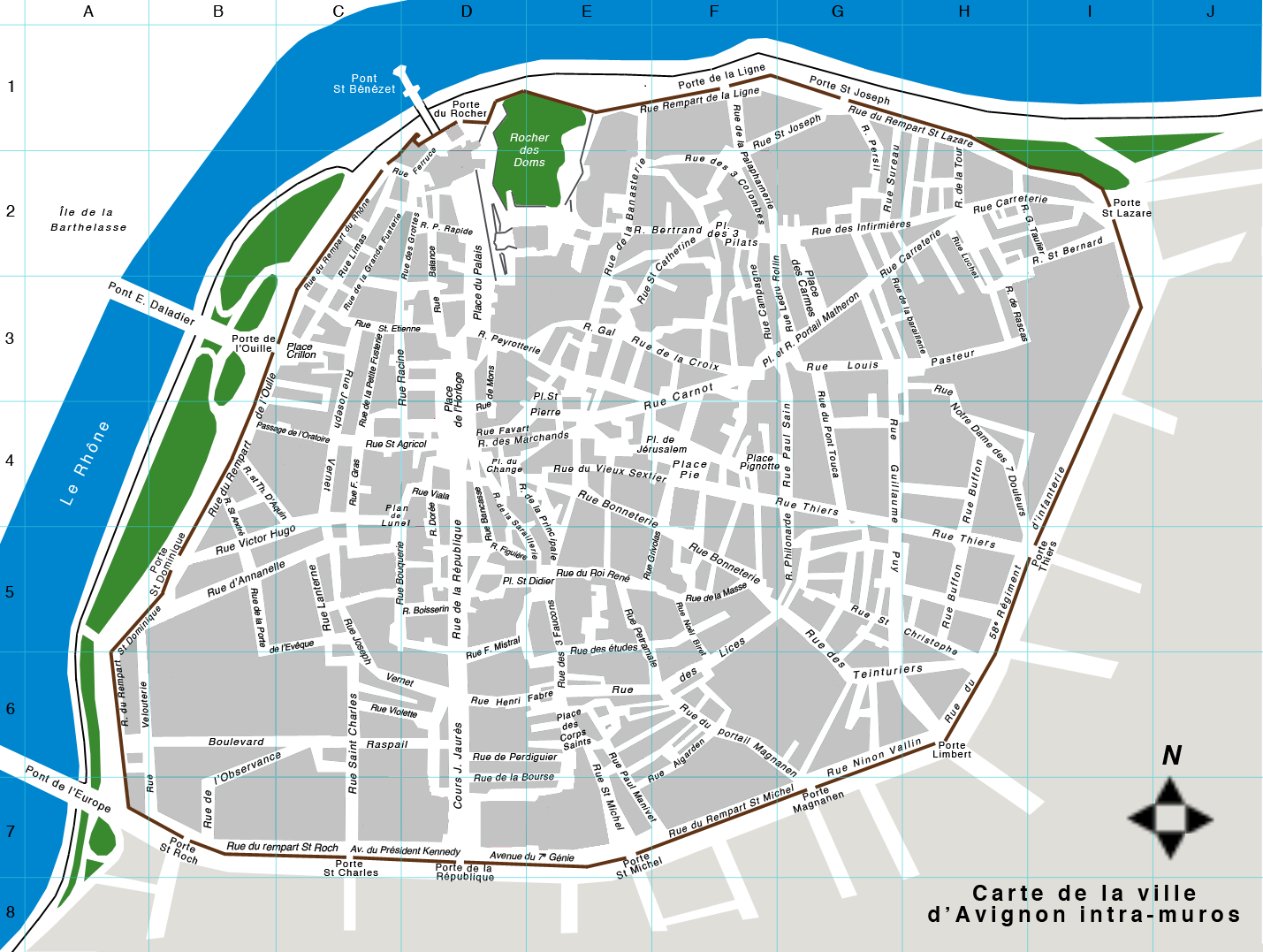
Karte des historischen Zentrums von Avignon

Avignon hat sich aus historischen und strategischen Gründen zwischen der Rhône, die als erster natürlicher Schutzwall diente, und dem Rocher des Doms entwickelt, der einen weiten Ausblick ermöglicht (oder einen Blick auf den Papstpalast). Die Stadt hat eine größtenteils runde Form, die an mehreren Stellen ausgeweitet ist. Die ersten Stadtmauern tauchten im ersten Jahrhundert auf und wurden den Erfordernissen entsprechend nach und nach modernisiert.

### Eingemeindungen
Zwischen 1790 und 1794 wurde Montfavet in die Gemeinde von Avignon aufgenommen. 1870 Avignon löste sich von Morières-lès-Avignon, 1925 von Le Pontet.
Am 16. Mai 2007 gab die Gemeinde von Les Angles in Gard dreizehn Hektar Land an Avignon ab.

### Fläche und Bevölkerung
Die Gemeinde von Avignon besitzt eine Fläche von 64,78 km² und eine Bevölkerungszahl von 91.657 (2010) und lässt sich damit folgendermaßen einordnen:
| Platzierung                | Fläche | Bevölkerung | Bevölkerungsdichte |
| -------------------------- | ------ | ----------- | ------------------ |
| Frankreich                 | 524.   | 046.        | 632.               |
| Provence-Alpes-Côte d’Azur | 105.   | 005.        | 023.               |
| Vaucluse                   | 006.   | 001.        | 002.               |

### Innenstadt
Die Innenstadt bezeichnet den Teil der Stadt, der sich innerhalb der Stadtmauern befindet und wird im Französischen als Intra-muros bezeichnet. Die Gebäude sind dementsprechend mehrheitlich sehr alt, dennoch wurden mehrere Stadtviertel im Laufe der Jahre stark verändert (Durchschlag der Rue de la République während des Zweiten Kaiserreiches, Bau „haussmannisierter“ Fassaden, Umgestaltung des Place de l’Horloge und des heutigen Rathauses im neoklassizistischen Stils, sowie des Theaters und des quartier de la Balance) und verschiedene Gebäude (Postamt, Lycée Frédéric-Mistral) neu errichtet.
In den 1960er Jahren wurde Avignon, zur Zeit der Errichtung der Secteurs sauvegardés (städtebauliche Schutzzonen), Gegenstand einer wichtigen Debatte. Der damalige Bürgermeister schlug eine radikale Renovierung des quartier de la Balance vor, bei dem ungefähr zwei Drittel der Bauten ohne Rücksicht auf den Denkmalschutz abgerissen werden sollten. Man fand schließlich eine Kompromisslösung, bei der tatsächlich ein Teil des Viertels ganz neu aufgebaut wurde. Nur das Gebiet nahe dem Papstpalast wurde verschont und erfuhr eine echte Restaurierung.

### Außenbezirke
Im Gegensatz zum Stadtzentrum mit seinen engen Gassen und großem Altbaubestand sind die Außenbezirke (Extra-muros) von moderner Architektur geprägt. Es gibt folgende Viertel:
- im Norden: Saint Jean Grange d’Orel, Reine Jeanne, Neuf Peyre
- im Süden: Saint Chamand, la Rocade Charles de Gaulle, La Croix des oiseaux, Les Sources
- im Osten: Pont-des-deux-eaux, La Croisière
- im Westen: Louis Gros, Champfleury, Monclar

## Geschichte

### Antike
Die Besiedlung des Gebietes um Avignon geht bis in die Jungsteinzeit, ins vierte Jahrtausend vor Christus zurück. Erste Besiedlungsspuren konnten auf dem steilen Felshügel Rocher des Doms nachgewiesen werden, der die Bewohner sowohl vor Feinden als auch vor regelmäßigen Hochwassern der Rhône schützte.
Etwas später gründete das keltoligurische Krieger- und Fischervolk der Kavaren eine erste befestigte Ansiedlung mit dem Namen Aouenion, was so viel wie „Herr der Wasser“ bedeutet.
Dank der günstigen strategischen Lage legten im sechsten oder fünften Jahrhundert vor Christus die Phokäer von Marseille einen befestigten Flusshafen und einen Warenumschlagplatz (Emporion) namens Avenio an, der vor allem flussabwärts verschiffte Waren aufnehmen sollte. Der neue Name bedeutete so viel wie „Stadt der gewaltigen Winde“ und findet sich auch auf Münzen geprägt.
Unter der ab 48 v. Chr. beginnenden römischen Herrschaft kommt es zum Ausbau des Flusshafens und zur Umbenennung der Stadt in Colonia Iulia Augusta Avenionesium. Die Stadt entwickelte sich zu einem florierenden Gemeinwesen. Kaiser Hadrian verlieh ihr den Status einer römischen Kolonie.
Von der römischen Zeit sind nur wenige Überreste erhalten: Lediglich Teile einer Säulenhalle und eines Forums zeugen von der antiken Architektur. Die meisten antiken Bauten wurden vermutlich zur Zeit der Päpste zerstört und überbaut.

### Früh- und Hochmittelalter
Die Christianisierung wurde möglicherweise Ende des dritten Jahrhunderts vollzogen. Außerhalb der Stadtmauern existierte eine kleine christliche Gemeinde, die als Vorläuferin der Abtei Saint-Ruf gilt.
Während der Völkerwanderung verlor Avignon an Bedeutung. Kriege und Epidemien sorgten für einen Rückgang der Bevölkerungszahl, sodass nur noch ein kleiner Bezirk um den Rocher des Doms besiedelt war. 737 verbündete sich die Stadt mit den in die Provence einfallenden Sarazenen. Als Vergeltung kam es in der Schlacht bei Avignon zur Eroberung durch die Truppen Karl Martells, die die Stadt bis auf die Grundmauern niederbrannten.
Danach setzten die Entwicklung des Feudalwesens und eine lange Periode des Friedens ein. Die Herrschaft über die Stadt war zwischen dem Bischof, der einen Palast neben der Kathedrale besaß, und dem Grafen der Provence, der auf dem Rocher des Doms residierte, geteilt.

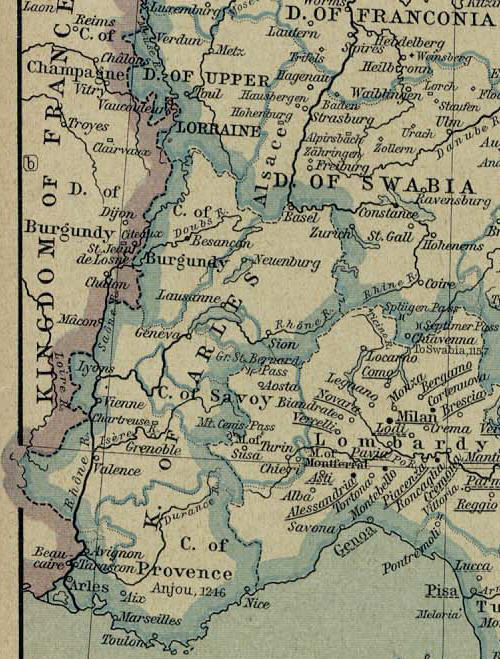
Karte des Königreichs von Arles, das 1032 ans Heilige Römische Reich angegliedert wurde

Im Jahr 932 bildete sich aus den Königreichen von Provence und Hochburgund das Königreich Arelat, in dem Avignon eine der wichtigsten Städte war. Mit Angliederung des Königreiches von Arles an das Heilige Römische Reich 1032 unterstanden Avignon und die Provence dem deutschen Kaiser. Die Rhône bildete zum Königreich Frankreich von nun an die neue westliche Grenze des Kaiserreiches und konnte nur über eine alte Holzbrücke bei Avignon überquert werden.
Im 12. Jahrhundert errang Avignon den Status einer sich selbst verwaltenden Stadtrepublik nach italienischem Vorbild. In dieser Zeit entstanden ein erster Mauerring und die St.-Bénézet-Brücke, mit der sich die Stadt zu einem bedeutsamen Durchreisepunkt im Süden des heutigen Frankreichs entwickelte.
Zur Zeit der Albigenserkriege kämpfte die Stadt auf Seiten der Albigenser und verweigerte König Ludwig VIII. 1226 die Durchreise, was zur Belagerung von Avignon führte. Avignon wurde drei Wochen lang ausgehungert und musste schließlich kapitulieren. Es kam zur Zerstörung der Festungsanlagen und einer schweren Beschädigung der  St.-Bénézet-Brücke.
Um 1250 schaffte Ludwigs Bruder Karl I. von Anjou die kommunale Selbstverwaltung wieder ab und stellte Avignon erneut unter gräfliche Herrschaft. Seit 1290 gehörte die Stadt dem Grafen der Provence Karl II. von Anjou, der zugleich König von Neapel und ein treuer Vasall der Kirche war.
Bereits 1303, noch vor Ankunft der Päpste, gründete Papst Bonifaz VIII. die Universität Avignon in Konkurrenz zur Pariser Sorbonne.

### Papsttum von Avignon

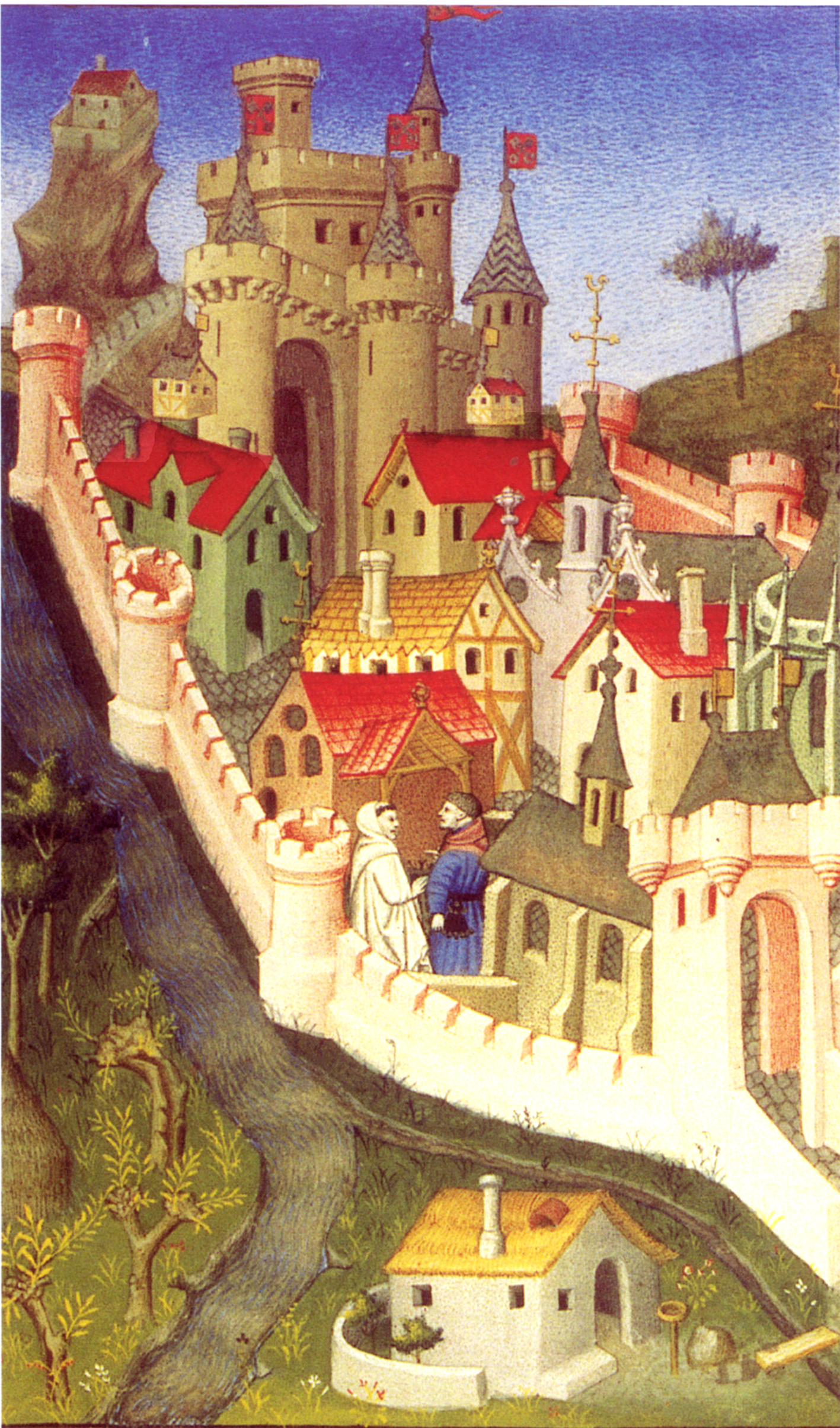
Der Papstpalast und die Stadt von Avignon, Miniaturmalerei des Boucicaut-Meisters zu Beginn des 15. Jahrhunderts
(Bibliothèque nationale de France)

Anfang des vierzehnten Jahrhunderts führten Machtkämpfe in Rom dazu, dass Avignon für siebzig Jahre lang zum Sitz der Päpste und damit zur Hauptstadt des Christentums wurde. Nach dem kurzen Pontifikat des bereits 1304 verstorbenen Benedikt XI. ließ sich sein Nachfolger Clemens V. mit Unterstützung des französischen Königs Philipp der Schöne als erster Papst auf französischem Boden krönen. Nach der Krönung in Lyon wurde die päpstliche Residenz zunächst in die Grafschaft Venaissin verlegt, die seit dem Ende des Albigenserkreuzzugs päpstliches Eigentum war. Im Jahr 1309 erfolgte der Umzug nach Avignon. Clemens’ Nachfolger Johannes XXII., vorher Bischof von Avignon, nahm zunächst seinen dauerhaften Sitz im Bischofspalast ein. Benedikt XII., ein hochgebildeter Zisterzienser, ließ den ersten Teil des Papstpalastes (Alter Palast) bauen. Clemens VI., der als prunk- und kunstliebend galt, errichtete den Neuen Palast. Außerdem kaufte er 1348 die Stadt für 80.000 Goldgulden von Johanna I. aus Neapel und verleibte Avignon somit dem Kirchenstaat ein. Innozenz VI., der von 1352 bis 1362 amtierte, ist die heutige Stadtmauer zu verdanken.
Schon Urban V. versuchte, wieder nach Italien zurückzukehren, doch erst Papst Gregor XI. gelang es, sich gegen den französischen König durchzusetzen und 1377 den Sitz zurück nach Rom zu verlegen. Dabei bekam er moralische Unterstützung von Katharina von Siena, die ihm half, das Exil zu beenden. Da die französischen Kardinäle mit der Wahl seines Nachfolgers Urban VI. unzufrieden waren, wählten sie Clemens VII. zum Gegenpapst, der erneut von Avignon aus sein Amt ausübte. Mit dieser Wahl setzte das Große Abendländisches Schisma ein, das zur Spaltung der katholischen Kirche führte und erst wieder mit dem Konzil von Konstanz 1414 beendet wurde. Als letzter Papst übte Benedikt XIII. von 1394 bis 1417 sein Pontifikat in Avignon aus. Insgesamt residierten sieben römische Päpste in der Stadt, außerdem zwei Gegenpäpste, die nicht von der katholischen Kirche anerkannt wurden.
Die Verlegung des Papstsitzes nach Avignon sollte sich nachhaltig auf das Stadtbild auswirken. Der mächtige Papstpalast entstand und um die Stadt herum ein Verteidigungswall. Hinzu kamen gotische Kirchen, Klöster und Türme sowie eindrucksvolle Kardinalslivrées. Der neue Papsthof wurde zu einem der glanzvollsten Höfe des Mittelalters. Mit dem Papsttum begann gleichzeitig der Aufschwung der Stadt. Avignon wurde zu einem intellektuellen, künstlerischen und kulturellen Zentrum. Im Gefolge der Päpste strömten viele Menschen in die Stadt, darunter Kardinäle, Kleriker, Adlige, Handwerker und Kaufleute. Aber auch Architekten, Bildhauer und Künstler wurden angezogen, wie etwa die italienischen Maler Matteo Giovanetti und Simone Martini oder der Dichter Francesco Petrarca. Zu der Zeit sollen etwa 30.000 Menschen in der Stadt gelebt haben, womit Avignon zu den großen Städten Westeuropas zählte.
Jedoch konnten nicht alle Menschen gleichermaßen vom neuen Reichtum profitieren. Während innerhalb der Stadtmauern vor allem die Kardinäle und Adligen in Prunk und Wohlstand lebten, wurden die äußeren armen Stadtviertel von immer mehr Bettlern, Tagelöhnern und Prostituierten bewohnt. Die schlechten hygienischen Zustände begünstigten 1349 den Ausbruch der Pest, die ungefähr 11.000 Menschen das Leben kostete. Darüber hinaus litt die Bevölkerung unter Dürreperioden, Hungersnöten und umherstreifenden plündernden Soldaten des Hundertjährigen Krieges.

### Frühe Neuzeit
Nach dem Weggang des letzten Gegenpapstes Anfang des fünfzehnten Jahrhunderts blieben Avignon und die Grafschaft Venaissin unter Verwaltung eines päpstlichen Gesandten. Als 1481 die Provence an das Königreich Frankreich fiel, hatte die Stadt sogar den Status einer päpstlichen Enklave auf französischem Boden.
Von den in Frankreich wütenden Hugenottenkriegen blieb auch Avignon nicht verschont. Nachdem es in Orange zur Zerstörung zahlreicher kirchlicher Güter durch Protestanten gekommen war, wurden von Avignon aus päpstliche Truppen in die Stadt entsandt, die dort ein Massaker veranstalteten. Als Vergeltungsmaßnahme wurde Avignon 1562 durch den Baron des Adrets belagert.
In den darauffolgenden Jahrhunderten bis zur Französischen Revolution erlebte Avignon eine friedliche Zeit, in der es zum Bau neuer Häuser, Kirchen, Monumente und Hôtels kam. Eine Ausnahme bildete der Ausbruch der Großen Pest im Jahr 1721, der die zuvor 24.000 Einwohner zählende Stadt auf ein Viertel ihrer Bevölkerung dezimierte.

### Französische Revolution bis 21. Jahrhundert

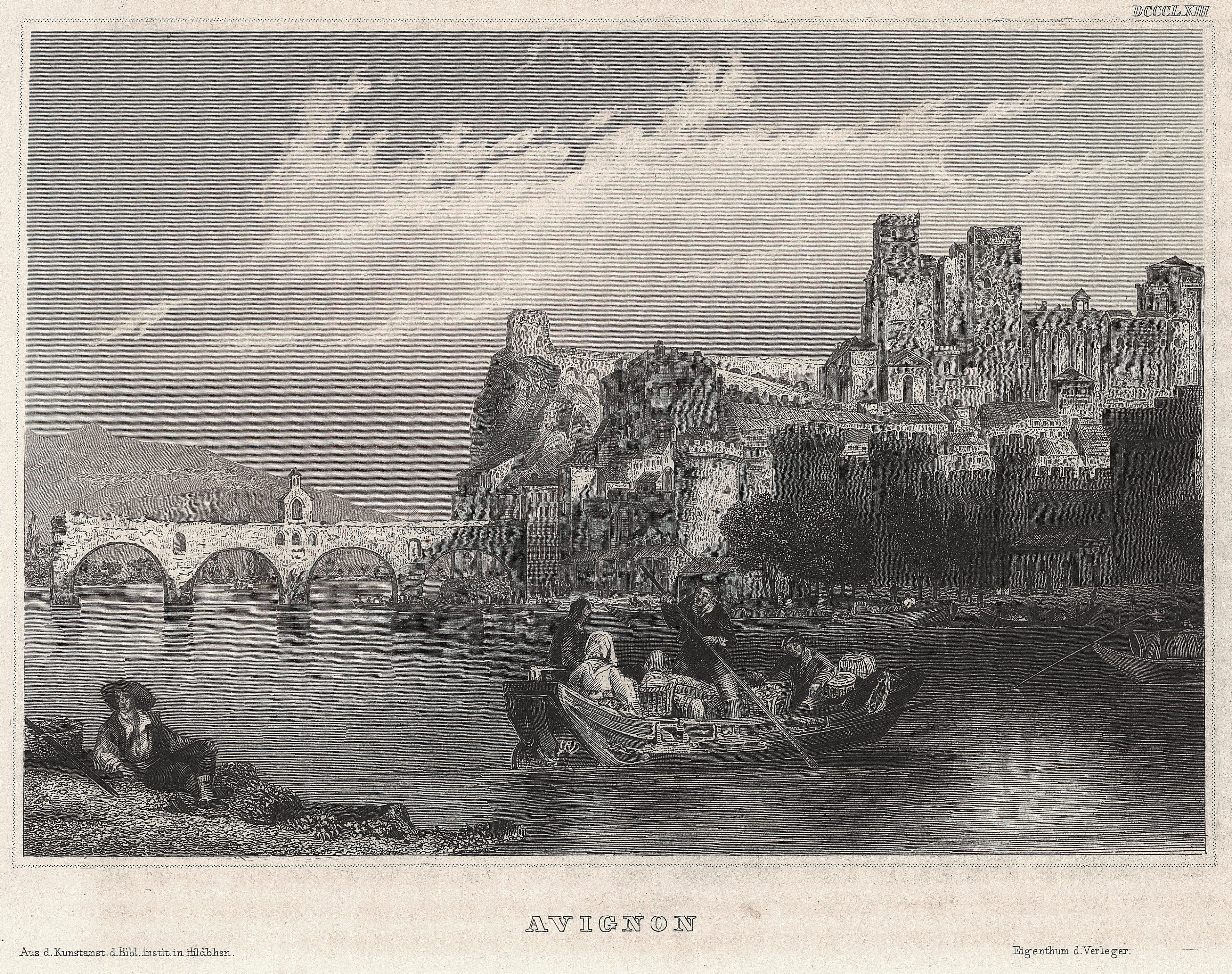
Blick auf Avignon, ca. 1857

Die Französische Revolution spielte sich in der Provence vor allem in den großen Städten Marseille, Aix, Arles und Avignon ab. 1790 kam es in der Provence zur Verwaltungsaufteilung in Départements. Für die Bildung des Départements Vaucluse wurde im Zuge der einsetzenden Entchristianisierung eine rasche Angliederung der päpstlichen Gebiete an Frankreich gefordert, was in Avignon zu einer papsttreuen Konterrevolution führte. Diese blieb jedoch ohne Erfolg. Revolutionäre Truppen annektierten 1791 Avignon und die Grafschaft Venaissin, die damit ihren Sonderstatus verloren. 1793 wurde Avignon Hauptstadt des neu geschaffenen Départements Vaucluse. Bei den revolutionären Kämpfen kam es in der Stadt zur Zerstörung vieler Bau- und Kunstdenkmäler.
Zur Zeit des Zweiten Kaiserreiches (1852–1870) wurde das Stadtbild weiter verändert. Es kam zur Verbreiterung der Rue de la République, zur Vergrößerung des Place Pie und zur Anlage von Lustgärten am Rocher des Doms. Bei einem amerikanischen Luftangriff am 27. Mai 1944 starben 300 Menschen. Ende 1955 rebellierten für den Algerienkrieg eingezogene Männer in der Kaserne, brachen aus dem Militärgelände aus und demonstrierten in der Stadt.

## Bevölkerung
Avignon ist mit 91.760 Einwohnern (Stand 1. Januar 2022) die größte Stadt im Département Vaucluse und die 44-größte Stadt in Frankreich. Bei einer Landfläche von 64,78 km² entspricht dies einer Bevölkerungsdichte von 1416 Einwohnern je km². Das jährliche Bevölkerungswachstum beträgt  0.3 % (Durchschnitt 1999–2022). Die städtische Siedlungszone (Unité urbaine) von Avignon hatte im Jahr 2008 440.770 Einwohner, das Gemeindegebiet (Aire urbaine) 507.626 Einwohner.
Von 1793 bis 1911 stieg die Bevölkerungszahl stetig von 24.000 auf 49.304 an. Der Erste Weltkrieg sorgte für einen ersten leichten Bevölkerungsrückgang. Nach dem Zweiten Weltkrieg konnte ein Zuwachs der Bevölkerung beobachtet werden, der vor allem auf dem Zuzug vieler europäischer Siedler aus Algerien (Pieds-noirs) beruhte. Außerdem prägen die Einwanderung zunächst vor allem aus Italien, in den letzten Jahrzehnten aus Nordafrika, v. a. Marokko und der Türkei. Zwischen 1975 und 2000 setzte eine Stagnation ein. Verschiedenste Ursachen (Dienstleistungsangebote, Lebensqualität, Steuerbelastungen …) könnten den Attraktivitätsverlust der Gemeinde, die Abwanderung ihrer Einwohner und die Niederlassung in umliegende Gemeinden erklären. Die Stadt, deren Haupteinnahmequelle der Tourismus ist, zählt zu den ärmeren und strukturschwächeren unter den französischen Städten; die Arbeitslosigkeit liegt bei fast 22 %. Zuletzt konnte der Abwanderung durch eine Verbesserung der Infrastruktur wie etwa dem Bau des TGV-Bahnhofes oder durch innerstädtische Rehabilitations- und Entwicklungsprojekte teilweise entgegengewirkt werden.
| Jahr      | 1962   | 1968   | 1975   | 1982   | 1990   | 1999   | 2011   | 2018   | 2021   |
| --------- | ------ | ------ | ------ | ------ | ------ | ------ | ------ | ------ | ------ |
| Einwohner | 72.717 | 86.096 | 90.786 | 89.132 | 86.939 | 85.935 | 90.194 | 91.729 | 90.330 |

## Religion

### Sakrale Bauten

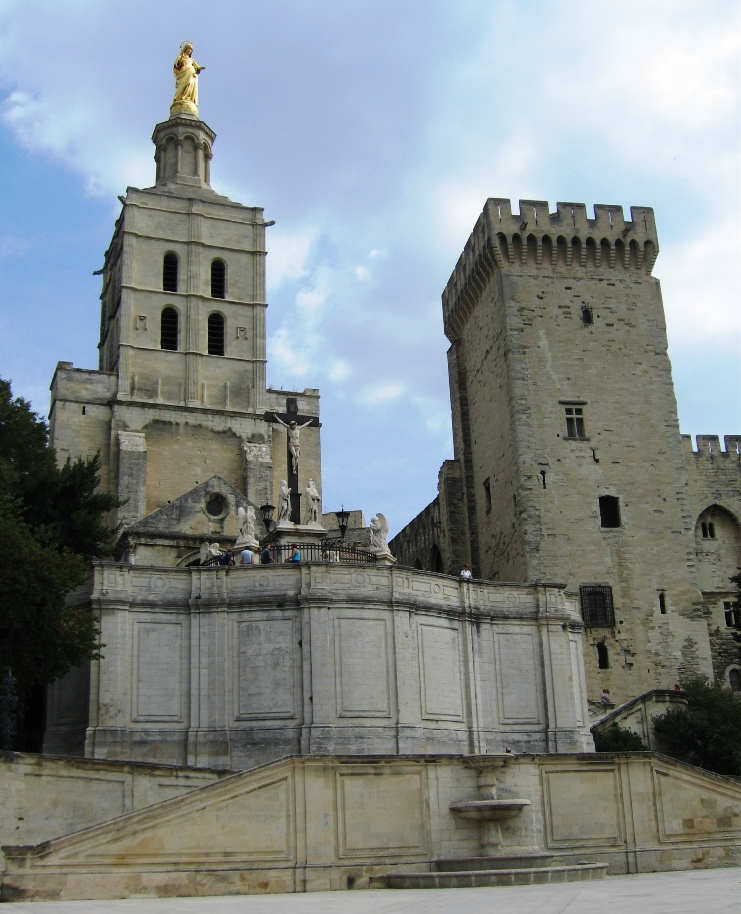
Die Kathedrale Notre-Dame-des-Doms

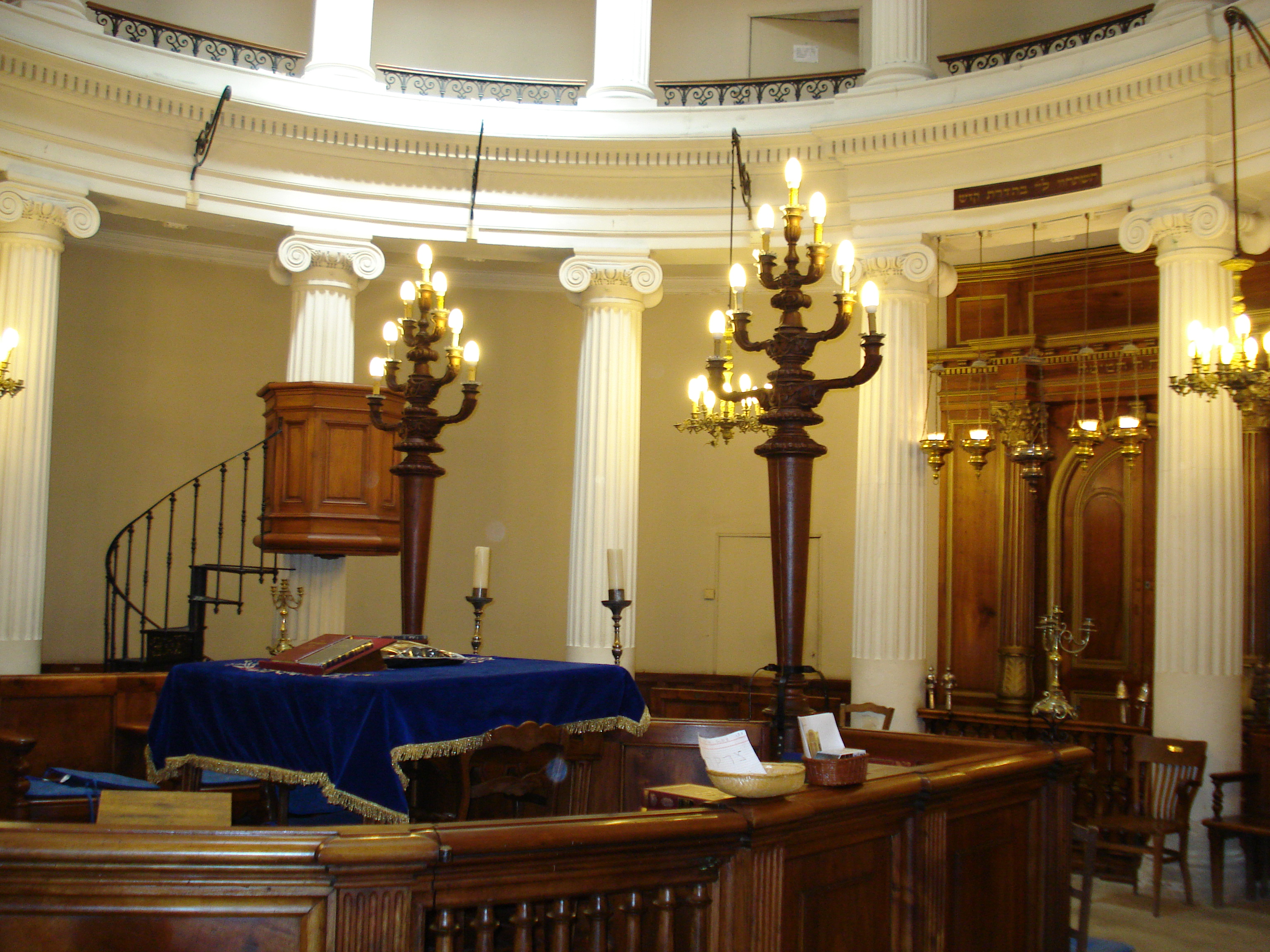
Innenansicht der Synagoge

Aufgrund der starken katholischen Präsenz in den vergangenen Jahrhunderten ist die Anzahl der aus architektonischer Sicht interessanten Sakralbauten hoch. Es gibt eine Kathedrale, die Cathédrale Notre-Dame-des-Doms, und zahlreiche Kirchen:
| - Saint-Agricol - Saint-Didier - Saint-Pierre - Saint-Symphorien - Cölestinerkirche - Saint-Joseph de la Barthelasse - Abtei Saint-Ruf - Sacré-Cœur | - Saint-Paul - Saint-Joseph travailleur - Saint-Jean - Notre-Dame de Lourdes - Notre-Dame de la Paix - Chapelle des Pénitents gris - Chapelle des Pénitents noirs |

In der Synagoge von Avignon wird bereits seit mehreren Jahrhunderten die jüdische Religion praktiziert. Die Synagoge wurde nach einem Großbrand 1845 zerstört und ein Jahr später durch den Architekten Joseph-Auguste Joffroy vollständig rekonstruiert.
Einzige protestantische Kirche ist der Temple Saint-Martial. Die Stadt besitzt mit der Kirche Saints Cosme et Damien auch ein griechisch-orthodoxes Kirchengebäude.
Historisch recht jung ist die Moschee de la Rocade, die Moschee von Monclar als auch eine türkische Moschee. Während sich die katholischen Gebäude größtenteils innerhalb der Stadtmauern befinden, liegen die Moscheen ausschließlich in den Außenbezirken.
Weiterhin gibt es Niederlassungen der Zeugen Jehovas (auf der Höhe des Viertels von Montfavet), der Scientology-Kirche, der laotisch-evangelischen Kirche und der Kirche Jesu Christi der Heiligen der Letzten Tage.

### Friedhöfe

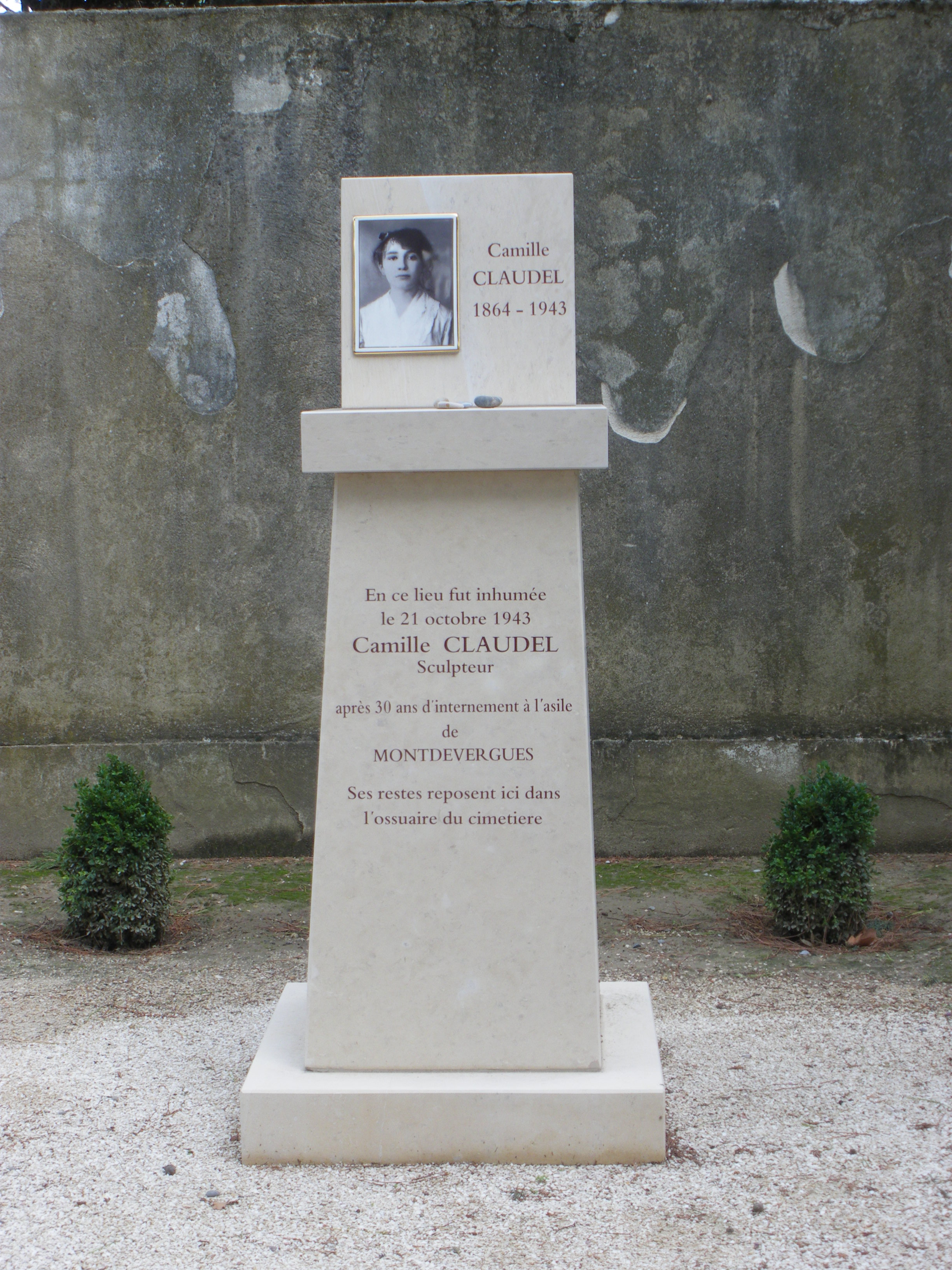
Denkmal für Camille Claudel in Montfavet

In Avignon befinden sich vier Friedhöfe:
- der Friedhof Saint-Véran, angelegt 1820, erstreckt sich auf zwölf Hektar und beherbergt 12000 Grabstätten.[39] Auf dem Friedhof steht seit 1999 ein Kolumbarium, das dazu bestimmt ist Bestattungsurnen aufzunehmen. Im Herzen des Friedhofs steht ein Denkmal für gefallene Harkis.[40]
- der Friedhof von Montfavet erstreckt sich auf sieben Hektar und beherbergt 4000 Grabstätten, darunter die von Camille Claudel. Der Friedhof nimmt auch andere religiöse Gemeinden auf (Juden, Moslems).[41]
- der Friedhof von Barthelasse besitzt zurzeit 125 Grüfte auf genau 2000 m²[42]
- der Friedhof von Saint-Roch (12. Jahrhundert) ist der älteste. Er erstreckt sich auf einer Fläche von ungefähr 2000 m². Der Ort gehört zu den Ländereien der jüdischen Gemeinde und ist nicht für die Öffentlichkeit zugänglich.[42]

## Politik und Verwaltung
Avignon ist die Präfektur des Départements Vaucluse, des Arrondissements von Avignon und Sitz der Communauté d’agglomération du Grand Avignon.

### Politische Tendenzen
Das politische Leben von Avignon ist überwiegend konservativ geprägt. Bei den Parlamentswahlen von 2007 erreichte die Kandidatin der konservativen UMP, Marie-Josée Roig, die auch bis 2014 Bürgermeisterin der Stadt war, 55,52 % der Stimmen (gegenüber 56,71 % im gesamten Wahlkreis, dem ersten Wahlbezirk von Vaucluse). In den Präsidentschaftswahlen von 2007 vereinigte Nicolas Sarkozy im zweiten Wahlgang 52,02 % der Stimmen, während er im ersten Wahlgang 30,44 % der Stimmen erreichen konnte (gegenüber 28,68 % für Ségolène Royal).
Die Einwohner von Avignon stimmten beim Referendum über die europäische Verfassung im Jahr 2005 mit 59,49 % für Nein. 51,85 % hatten 1992 den Maastricht-Vertrag abgelehnt. Bei der Europawahl 2009 siegte Françoise Grossetête (UMP) mit 25,39 % vor Michèle Rivasi der Europe Écologie (18,17 %), dem Sozialisten Vincent Peillon (16,52 %), dem Kandidaten der Front National Jean-Marie Le Pen (10,61 %) und andere, die nicht die 10 % erreicht haben. Die Wahlbeteiligung lag bei 38,76 %. Bei den Präsidentschaftswahlen 2012 stimmten die Bewohner von Avignon mit 30,87 % für den Kandidaten der Parti socialiste, François Hollande, auf Nicolas Sarkozy entfielen nur noch 23,12 % der Stimmen, auf Marine Le Pen 20,51 %. Im zweiten Wahlgang erreichte Hollande 54,92 % gegenüber 45,08 für Sarkozy.
Bei den Kommunalwahlen in Frankreich 2014 konnten die Sozialdemokraten gegen den landesweiten Trend das Rathaus von Avignon zurückerobern: Die Liste der Parti socialiste unter Führung von Cécile Helle erreichte im zweiten Wahlgang 47,5 % der Stimmen (40 Sitze), die Liste der Front National von Philippe Lottiaux erreichte mit 35 % den zweiten Platz (9 Sitze), während die UMP von Bernard Chaussegros nur noch auf 17,5 % kam (4 Sitze).

### Stadtverwaltung

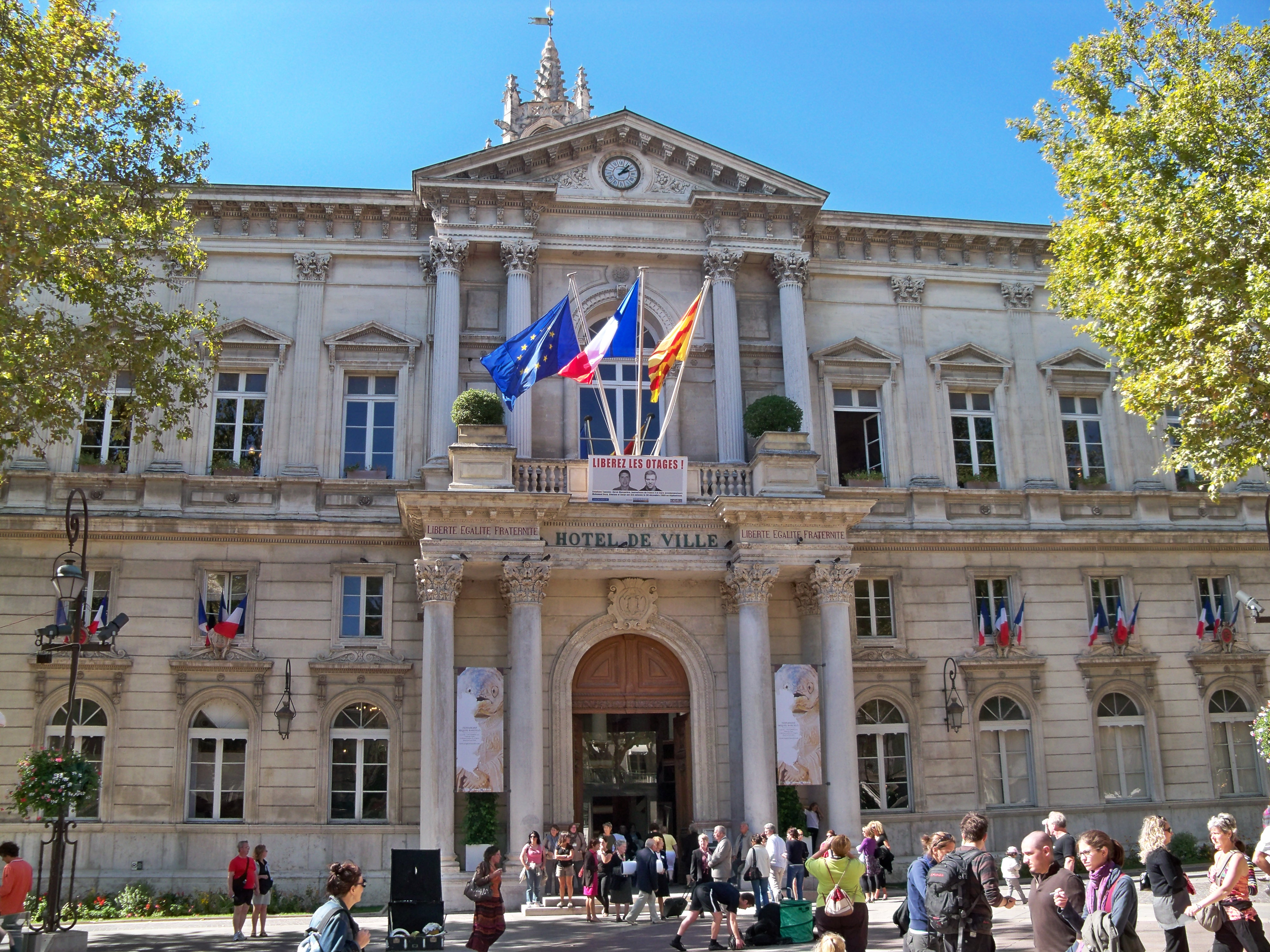
Rathaus am Place de l’Horloge

Neben dem Rathaus besitzt Avignon acht Bürgerämter.
Avignon ist die Präfektur von Vaucluse und besitzt daher zahlreiche Verwaltungsgebäude, vor allem die Archives départementales von Vaucluse, die wie alle departementalen Archive 1796 erschaffen wurden, oder auch das Centre départemental de documentation pédagogique du Vaucluse.

### Haushaltseinkommen und Steuerwesen
2007 lagen die durchschnittlichen Steuereinnahmen pro Haushalt bei 13545 Euro, womit Avignon auf Platz 28.198 unter den 30.714 französischen Gemeinden mit mehr als 50 Haushalten rangierte.

#### Budget 2007
Die Budgetierung vom 15. Februar 2007 für das Jahr 2007 plante mit einer Gesamtsumme von 218,7 Millionen Euro.
Bei einer Betriebssumme von 150,4 Millionen € dachte die Gemeinde an eine Selbstfinanzierung von 19,7 Millionen Euro.
Die Nettoeinnahmen setzten sich folgendermaßen zusammen:
- 53,9 Mio. € Steuereinnahmen und Gebühren
- 44,5 Mio. € Grand Avignon
- 43,4 Mio. € staatliche Zuwendungen
- 08,2 Mio. € restliche Einnahmen

Seit 1996 sanken die Wohnungssteuer (von 22,41 auf 19,24) und die Grundsteuer für nicht bebaute Flächen (von 62,36 auf 55,18). Die Grundsteuer für bebaute Flächen blieb gleich (25,64).
Die Betriebsausgaben setzten sich folgendermaßen zusammen:
- 67,3 Mio. € Personal und damit zusammenhängende Kosten
- 29,5 Mio. € Subventionen und Kontingente
- 23,9 Mio. € Güterkauf und Dienste
- 09,7 Mio. € Finanzaufwendungen
- 00,2 Mio. € restliche Ausgaben

#### Steuerwesen
| Steuer                                | Gemeindeteil | Gemeindeübergreifender Teil | Départementaler Teil | Regionaler Teil |
| ------------------------------------- | ------------ | --------------------------- | -------------------- | --------------- |
| Wohnungssteuer                        | 20,49 %      | 00,00 %                     | 07,55 %              | 00,00 %         |
| Grundsteuer für bebaute Grundstücke   | 27,31 %      | 00,00 %                     | 10,20 %              | 02,36 %         |
| Grundsteuer für unbebaute Grundstücke | 58,77 %      | 00,00 %                     | 28,96 %              | 08,85 %         |
| Gewerbesteuer                         | 00,00 %      | 24,56 %                     | 13,00 %              | 03,84 %         |

Der regionale Teil der Wohnungssteuer wurde nicht aufgeführt.

### Bürgermeister

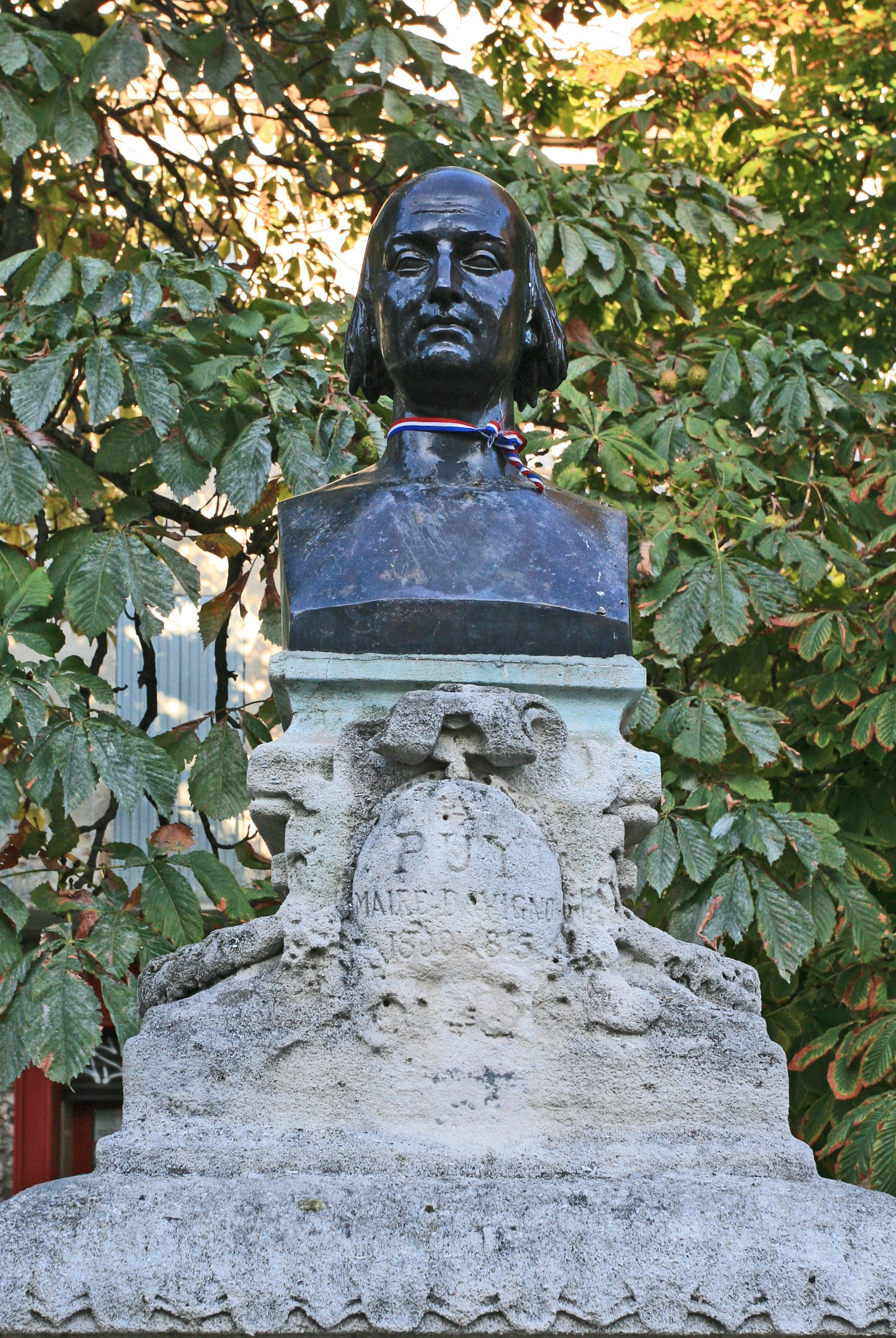
Büste von Guillaume Puy

| Zeitraum | Zeitraum  | Name             | Partei                   | Beruf |
| 1953     | 1958      | Édouard Daladier | Parti radical-socialiste |       |
| 1958     | 1983      | Henri Duffaut    | SFIO danach PS           |       |
| 1983     | 1989      | Jean-Pierre Roux | RPR                      |       |
| 1989     | 1995      | Guy Ravier       | PS                       |       |
| 1995     | 2014      | Marie-Josée Roig | RPR danach UMP           |       |
| 2014     | bis heute | Cécile Helle     | PS danach DVG            |       |

### Kriminalität
2002 stand Avignon mit 173,35 Straftaten pro 1000 Einwohner an der Spitze der Kriminalitätsstatistik bei französischen Städten mit mehr als 25.000 Einwohnern. Lediglich in einigen kleineren Orten wie Saint-Tropez gab es noch mehr Straftaten pro Kopf. 2009 war Avignon mit 120 Straftaten pro 1000 Einwohner noch auf Platz 2 unter den Städten mit mehr als 50.000 Einwohnern (hinter Saint-Denis).
2005 griffen die sozialen Unruhen in den französischen Vorstädten, die im Pariser Raum begonnen hatten, auch auf Avignon über. Im Oktober 2010 wurden in Frankreich zwölf Islamisten festgenommen, darunter auch welche in Avignon. Sie planten, Dschihadisten nach Frankreich einzuschleusen.

### Umweltpolitik
Zu den möglichen natürlichen und technologischen Risiken für die Gemeinde gehören: Überschwemmungen (und Schlammlawinen), Erdrutsche, Staudammbrüche, Erdbeben und Gefahrguttransporte.
In seiner Ausgabe vom Januar 2003 veröffentlichte das Magazin Ça m’intéresse eine Rangliste bezüglich der Müllsortierung in den größten Städten Frankreichs, bei der Avignon den ersten Platz einnahm. In sieben Jahren vervielfachte die Stadt die Menge an gesammeltem Trennmüll um mehr als das Dreifache, von ungefähr 1000 Tonnen 1996 auf 3190 Tonnen im Jahr 2003.
Zehn Müllsammelstellen stehen den Avignonesen zur Verfügung, davon vier in der Innenstadt und sechs in den Außenbezirken.
Seit Mai 2003 ist eine „Umwelttruppe“ der Gemeindepolizei damit beauftragt, illegale Müllablagerungen, Graffitisprayer und Lärmbelästiger zu verfolgen.
Für die Behandlung und Entsorgung von Hausmüll ist die Communauté d’agglomération du Grand Avignon zuständig. Es gibt auch eine entsprechende Einrichtung für Abfälle, die von der Industrie und dem Handel im Großraum Avignon stammen.

#### Radioaktivitätsüberwachung

Kernkraftwerke in Frankreich

Avignon ist mit einer Station zur Überwachung der Luftradioaktivität ausgestattet, da sie sich im Süden von zwei anfälligen Anlagen befindet, die flussaufwärts an der Rhône liegen: in 70 km Entfernung liegt die Nuklearanlage Tricastin und die Urananreicherungsanlage von Pierrelatte und ungefähr 30 km entfernt befindet sich das stillgelegte Kernkraftwerk Marcoule. Die Stadt ist gleichermaßen mit einer Wasserbalise zur Überwachung der Wasserradioaktivität in der Rhône ausgerüstet.

#### Luftqualität
Tagtäglich wird ein Indikator für die Luftqualität („ATMO“) über der Stadt gemessen. Im Durchschnitt wird die Luft in 60 Prozent der Fälle als „gut“ oder „sehr gut“ bewertet, zu 38 Prozent „mittel“ oder „unzureichend“ und nur zu 2 Prozent als „schlecht“. Diese Ergebnisse werden durch den Mistral begünstigt, der als Zerstreuer fungiert.

#### Lärmbekämpfung
In der Stadtgemeinde von Avignon sind zur Bekämpfung des Lärms die Behörden des Service environnement hygiène santé (Umweltservice für Hygiene und Gesundheit) und die Gemeindepolizei beauftragt. Zur Lärmbekämpfung wurden bisher mehrere Maßnahmen ergriffen: Verabschiedung einer Gemeindeverordnung, gebührenpflichtige Verwarnungen, Errichtung von Lärmschutzwänden, Einkauf von Elektrofahrzeugen usw. Hauptverursacher für die Geräuschbelastung ist der Flugplatz von Avignon-Caumont, besonders durch seinen Kunstflugbetrieb. Die Vereinigung ADRAC (association de défense des riverains de l’aérodrome de Châteaublanc) unterzeichnete im Oktober 2001, nach sechs Verhandlungsjahren, mit anderen Partnern (Aéroclub Vauclusien, Stadt von Avignon usw.) eine „Charta für gutes Verhalten“. Während der Tage der offenen Tür des Flugvereins im Frühling 2009 führte jedoch die Anwesenheit eines Tucano dazu, dass sich eine Anwohnervereinigung erneut über die Flugzeuge beschwerte, darunter über die Kunstflieger, die bis dahin im Flugverein seit drei Jahren nicht mehr geflogen sind.
Im Januar 2005 wurde in Avignon die vierte Tagung für die qualité de l’environnement sonore (Qualität des Umweltlärms) durchgeführt.

### Stadtsymbole

#### Wappen
| Wappen von Avignon | Blasonierung: „In Zinnoberrot drei pfahlweise waagerecht mit dem Bart nach rechts unten zeigende goldene Schlüssel mit einem Kreuzeinschnitt im Bart und einer Vierpassreite. Die Schildhalter sind zwei Gerfalken, die jeweils eine Schelle an der Pfote tragen, und von einer Krone in Form einer gezinnten Stadtmauer überragt.“ |
| Wappen von Avignon | |

#### Devise und Logo
Die Devise ist Unguibus et rostro und bedeutet wortwörtlich „Schnabel und Klauen“ (à bec et à griffes), ähnlich zur französischen Redewendung à bec et ongles.
Das Logo der Stadt zeigt einen Teil des Pont Saint-Bénézet über der in Großbuchstaben AVIGNON steht. Es handelt sich um eine unscharfe, verfälschte Fotografie der Brücke, deren Brückenbogen ungewöhnlich in die Länge gezogen wurde. Die gelbe Ockerfarbe steht im Kontrast zum Himmel und zum Wasser der Rhone, die Brücke ist anhand ihrer Kapelle identifizierbar. Es existieren mehrere Ausführungen. Am unteren Rand kann unter der Brücke der Slogan „VILLE D’ESPRIT“ stehen.

#### Schutzpatrone
Im Laufe ihrer Geschichte hat die Stadt Avignon mehrere Schutzheilige erhalten. Im achtzehnten Jahrhundert wurden bei der Umgestaltung des Rhôneufers Statuen dieser Heiligen aufgestellt.
- Saint Ruf: gilt als Gründer der Kirche von Avignon.[72]
- Sainte Marthe[73]
- Peter von Luxemburg: Seit 1432 Patron von Avignon, 1527 seliggesprochen. Die Kirche Saint-Didier besitzt Reliquien seines Körpers.[74]
- Saint Agricol: 627 als Sohn von Saint Magne in Avignon geboren, Bischof der Stadt. Er wurde 1647 durch den Erzbischof César Argelli zum Patron der Stadt erklärt.[75]
- Saint-Bénézet, starb 1184 in Avignon.

### Städtepartnerschaften
Avignon unterhält folgende Städtepartnerschaften und Kooperationen:
| Stadt      | Land                   | seit | Typ                    |
| ---------- | ---------------------- | ---- | ---------------------- |
| Colchester | Vereinigtes Königreich | 1972 | kulturelle Kooperation |
| Diourbel   | Senegal                | 1961 |                        |
| Guanajuato | Mexiko                 | 1990 | kulturelle Kooperation |
| Ioannina   | Griechenland           | 1984 | Partnerstadt           |
| New Haven  | Vereinigte Staaten     | 1978 | Partnerstadt           |
| Siena      | Italien                | 1961 | kulturelle Kooperation |
| Tarragona  | Spanien                | 1968 | kulturelle Kooperation |
| Tortosa    | Spanien                | 1967 | Partnerstadt           |
| Wetzlar    | Deutschland            | 1960 | Partnerstadt           |

Die Kooperation mit Guanajuato existiert seit der Ankunft der Vertreter der Stadt 1989 bei der Auflage des Festivals von Avignon.

## Kultur und Sehenswürdigkeiten

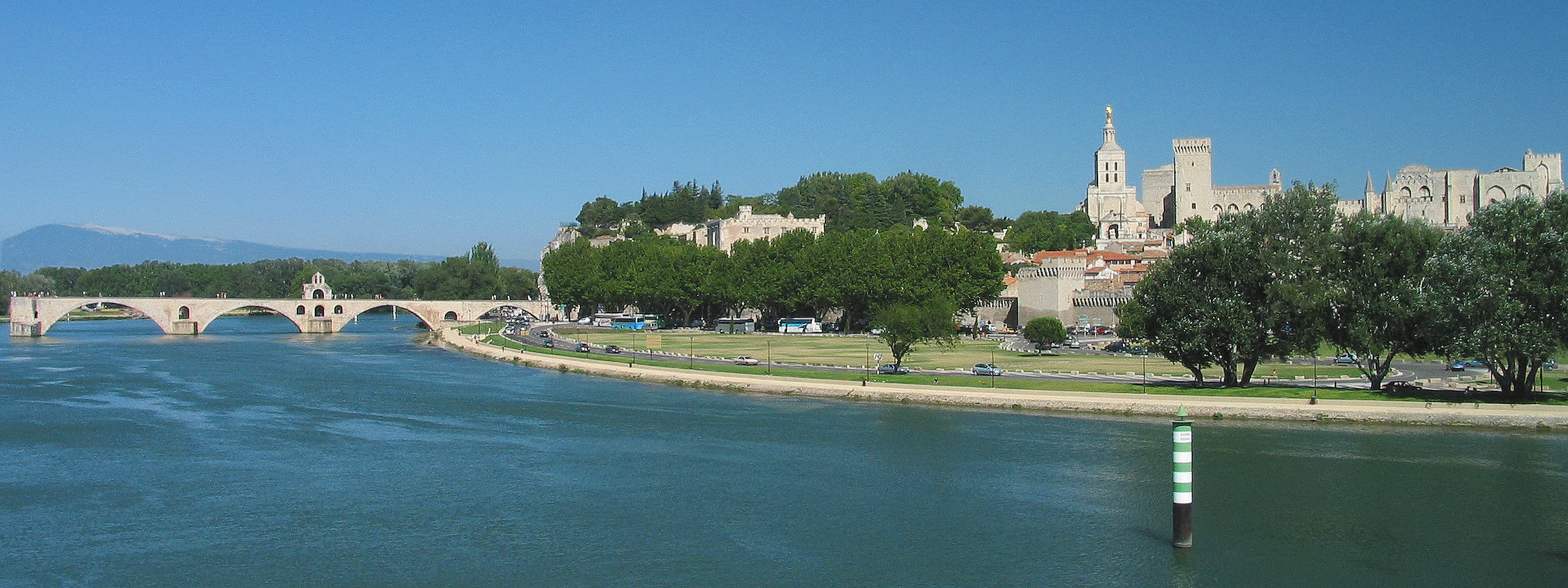
Blick nach Nordosten mit dem Mont Ventoux im Hintergrund

Die Stadt Avignon ist nicht nur ein Verwaltungszentrum, sondern vordergründig ein künstlerischer und kultureller Schauplatz und eine Stadt mit einem reichen Kulturerbe. Sie trug lange Zeit den Titel „Stadt der Kunst“, der 2005 abgeschafft und durch den Titel „Städte und Länder der Kunst und Geschichte“ ersetzt wurde. Die Stadtgemeinde beschloss jedoch, sich dieser neuen Bezeichnung nicht weiter anzuschließen.

### Bauwerke

#### Stadtmauer
Die hohe Stadtmauer aus dem 14. Jahrhundert fällt einem als erstes auf, wenn man sich dem Stadtzentrum nähert. Sie ist ungefähr vier Kilometer lang und wird von 39 Türmen und sieben Haupttoren flankiert, die sich um die Altstadt herum verteilen. Die ehemaligen Wassergräben wurden zugeschüttet und in Parkplätze umgewandelt, die Mauer hat jedoch immer noch ihre einstige Höhe erhalten, mit der sie den Einwohnern von Avignon einen guten und sicheren Schutz bot.

#### Historische Altstadt
In der Altstadt findet man viele Kirchen, eine davon ist die Pfarrkirche St-Pierre d’Avignon, eine um 1356 im Südwesten des Papstpalastes errichtete ehemalige Kollegiatkirche mit einer sehenswerten spätgotischen Fassade aus dem frühen 16. Jahrhundert. Die schönen Flamboyantornamente stammen von dem damals in Avignon ansässigen Glasmaler Philippe Garcin und sind der Fassade als flaches Relief aufgeblendet. Das Portal schmücken kostbare hölzerne Renaissance-Türflügel, die der burgundische Bildhauer Antoine Volard im Jahr 1551 schuf.
Weitere sehenswerte Gebäude sind die Kardinalspaläste, die Stadthäuser mit Fassaden aus dem 16., 17. und 18. Jahrhundert, die Klöster (Kapuzinerkloster), eine Oper, mehrere kleine Plätze (place de l’Horloge) und Museen (Lapidarium, Requien-Museum, Musée Calvet, Louis-Voulant-Museum, Musée du Petit Palais, Maison Jean Vilar, ein Nebengebäude der Französischen Nationalbibliothek), eine denkmalgeschützte Bibliothek, eine denkmalgeschützte Hutmacherei (die einzige in Frankreich), die Chapellerie Mouret, eine „grüne Mauer“, die auf der Nordseite der Markthallen aufgehängt ist und natürlich der Papstpalast mitsamt seinem cour d’honneur und seinen vielen Nebengebäuden.

#### Papstpalast
Der Papstpalast war von 1309 bis 1417 Sitz des sogenannten avignonesischen Papsttums und Residenz der Päpste. Der französische König Philipp IV. hatte im Jahr 1309 durch machtpolitische Ränkespiele die Wahl eines französischstämmigen Papstes durchgesetzt, der nicht in Rom, sondern in Avignon residierte. Philipp umstieß somit das fundamentale Selbstverständnis der katholischen Kirche, nämlich dass ihr Oberhaupt in Rom residieren soll, weil der erste Papst, der Apostel Petrus, traditionell als erster Bischof von Rom gilt. Freilich dienten auch Viterbo und Anagni im Laufe der Papstgeschichte als langfristige Papstresidenzen, aber eher aus praktischen Gründen. Avignon wurde zu einem Stein des Anstoßes, um französische Macht zu betonen: Beginnend mit Clemens V. nahmen sieben aus Frankreich stammende Päpste ihren Sitz in Avignon. Im Jahr 1377 verlegte Gregor XI. seine Residenz wieder nach Rom, was jedoch die französischen Kardinäle nicht anerkannten, die im Folgejahr einen Gegenpapst wählten und damit das Schisma einleiteten, das der katholischen Kirche bis zum Ende des Konzils von Konstanz (1417) zwei Päpste bescherte, die sich gegenseitig nicht anerkannten.
Der Papstpalast wurde hauptsächlich von Benedikt XII. und Clemens VI. gebaut, dem dritten und vierten französischen Papst. Clemens VI. kaufte außerdem die Stadt Avignon von Königin Johanna von Neapel. Bis zur Französischen Revolution blieb die Stadt somit Teil des Kirchenstaates.
Jean Froissart beschrieb den Palast als „das schönste und überwältigendste Anwesen der Welt“. Der Palast wurde auf dem Rocher des Doms errichtet, der einzigen Anhöhe, die sich nahe genug an der Rhone befand und auf der auch die Kathedrale Notre-Dame des Doms steht.

#### Pont Saint-Bénézet
Wenn man die Altstadt verlässt und sich den Uferböschungen zuwendet, gelangt man zur berühmten steinernen Brücke von Avignon, dem Pont Saint-Bénézet. Von ihren zweiundzwanzig Brückenbogen, die im 14. Jahrhundert über die Rhône gebaut wurden, hielten der Flut von 1668 nur vier Bogen stand, so dass die Brücke heute im Fluss endet. Das Bauwerk, das eine erstmals im 12. Jahrhundert errichtete und mehrfach erneuerte Holzkonstruktion ersetzte, ist durch das Volkslied Sur le pont d’Avignon (dt. Auf der Brück’ von Avignon) bekannt geworden. Der Ursprung dieses Liedes, das ursprünglich Sous (dt. unter) le pont d’Avignon hieß, liegt in der Zeit, als die Brücke noch bis auf die Île de la Barthelasse führte: Damals gab es dort ein Volksfest, das u. a. unter den Brückenbögen stattfand.
Der Papstpalast aus dem 14. Jahrhundert und die Brücke Saint-Bénézet aus dem 12. Jahrhundert gehören zum UNESCO-Weltkulturerbe.

Sehenswürdigkeiten
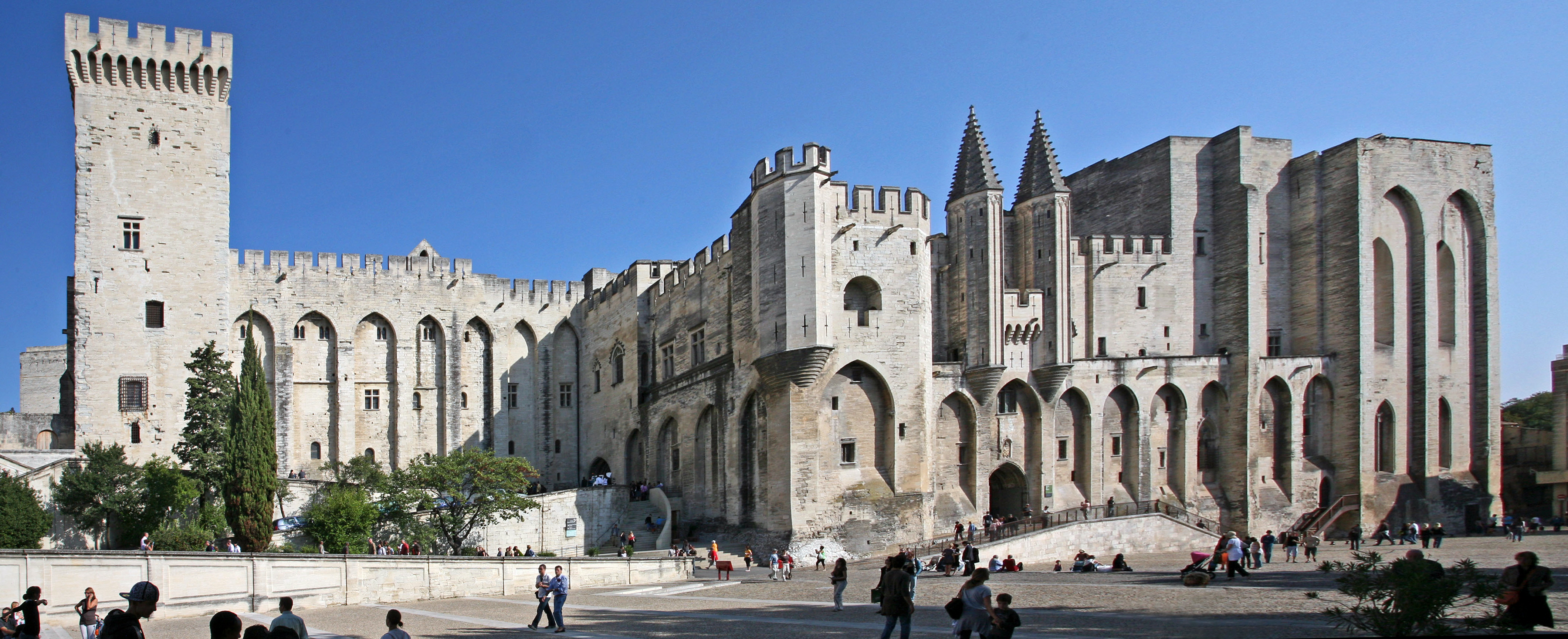
Blick auf den Papstpalast vom Platz im Westen
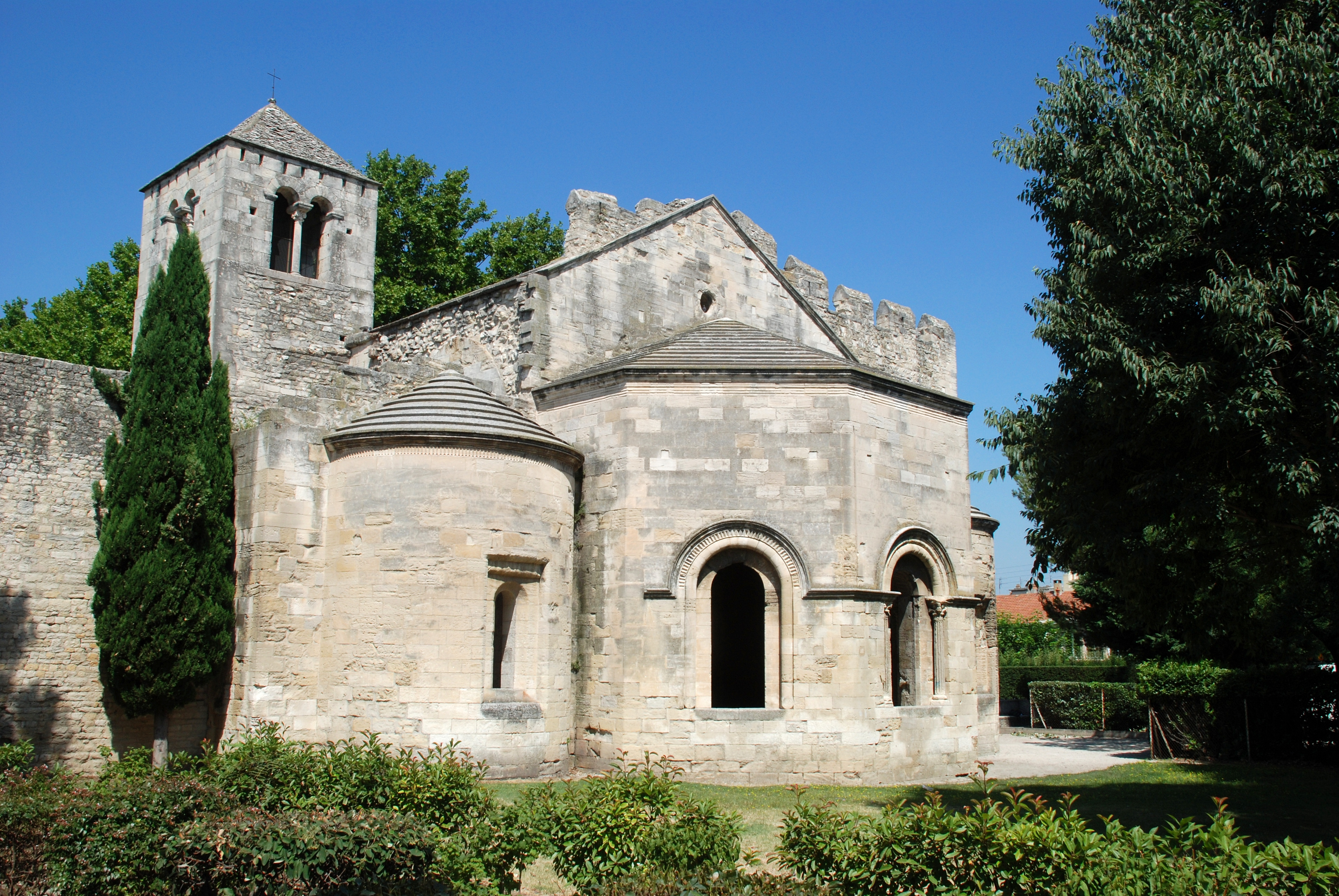
Abtei Saint-Ruf
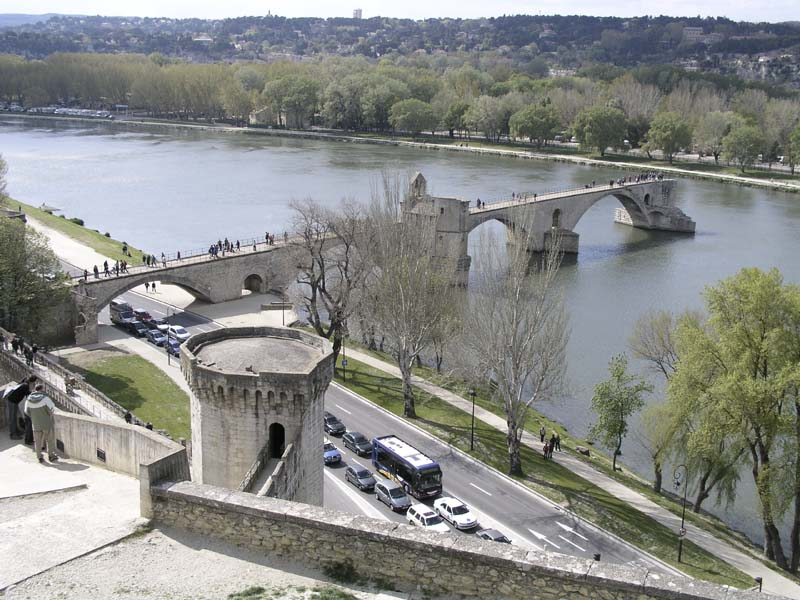
Pont Saint-Bénezet
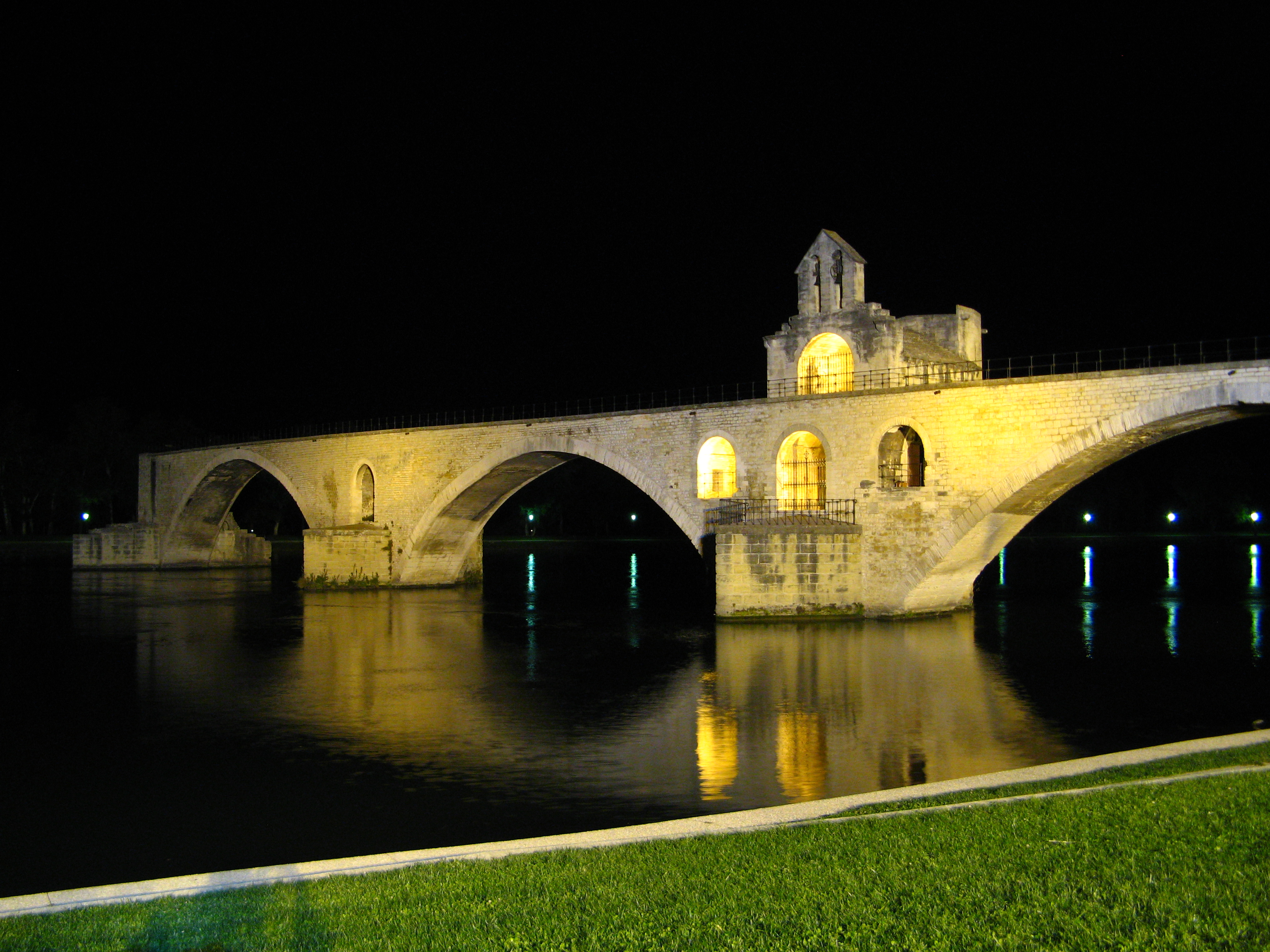
Pont Saint-Bénézet mit nächtlicher Beleuchtung
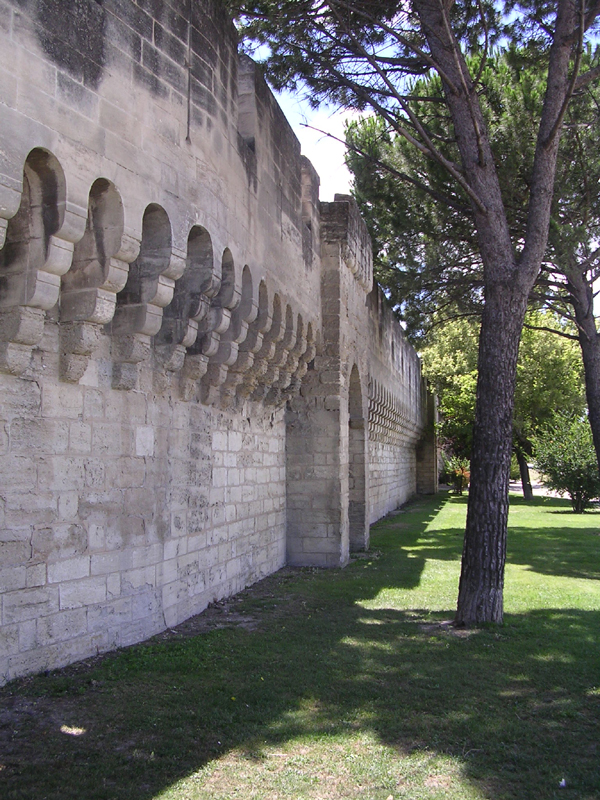
Befestigungsmauern von Avignon
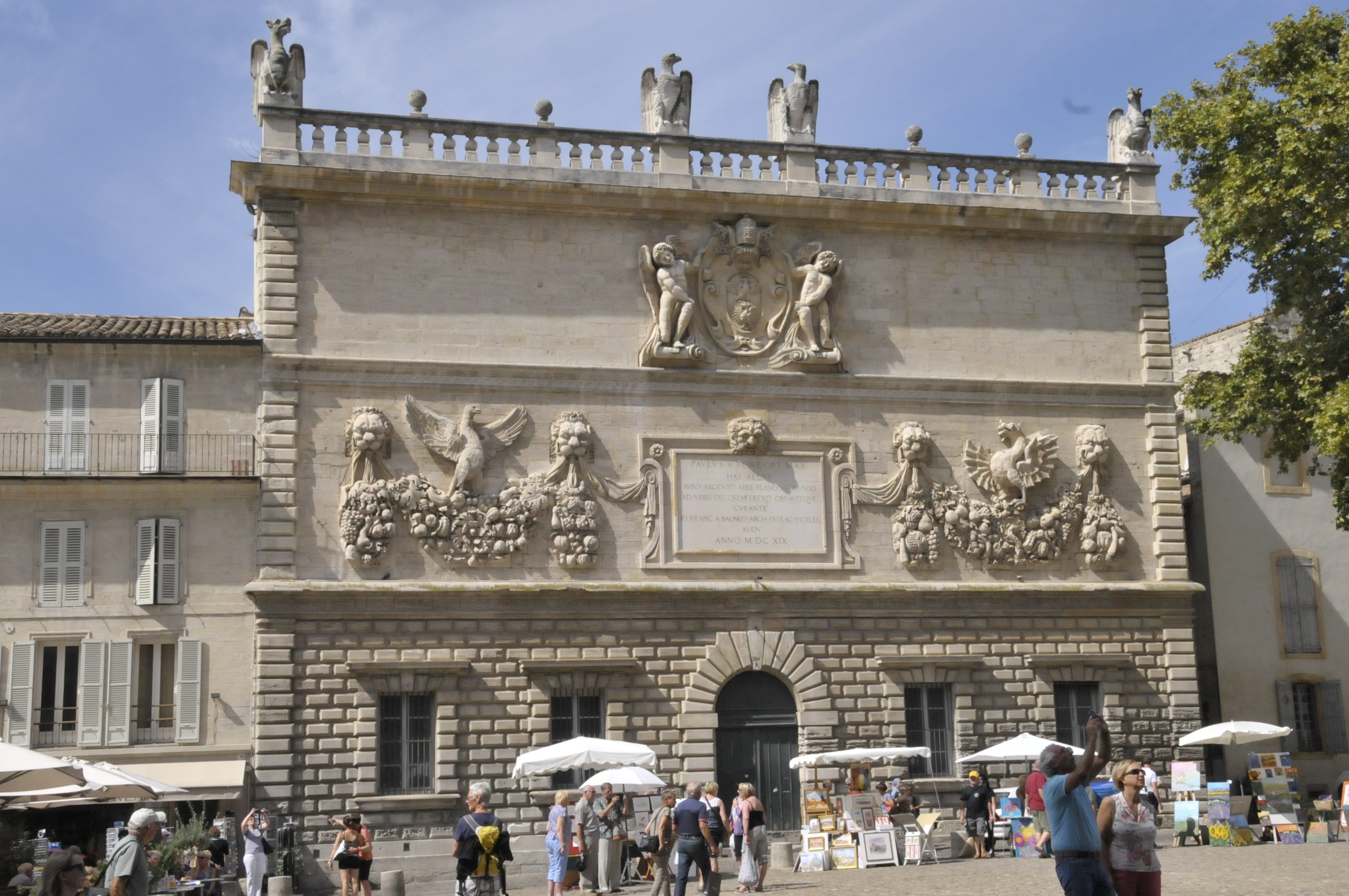
Münzprägeanstalt
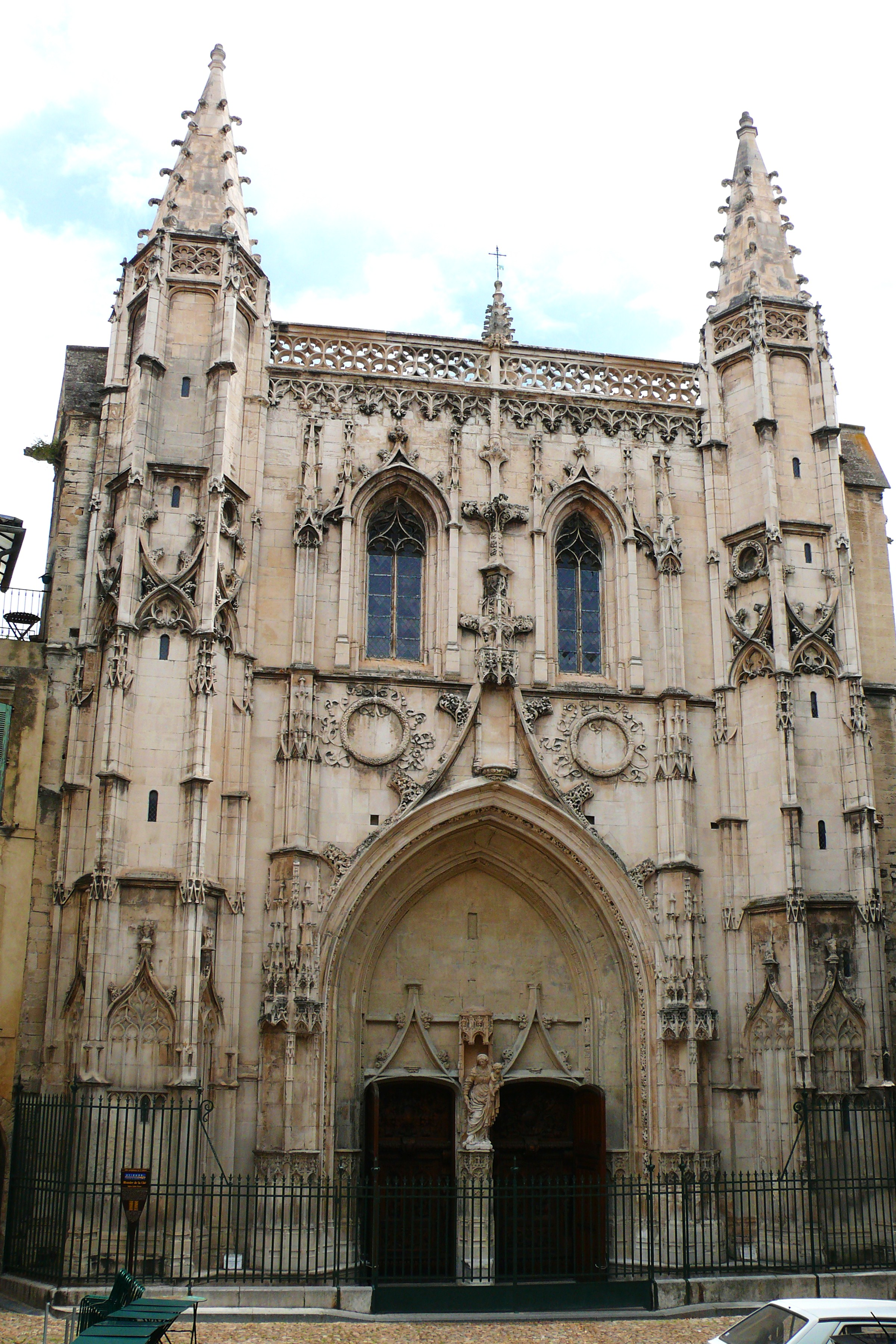
Spätgotische Fassade der Kirche St-Pierre d’Avignon
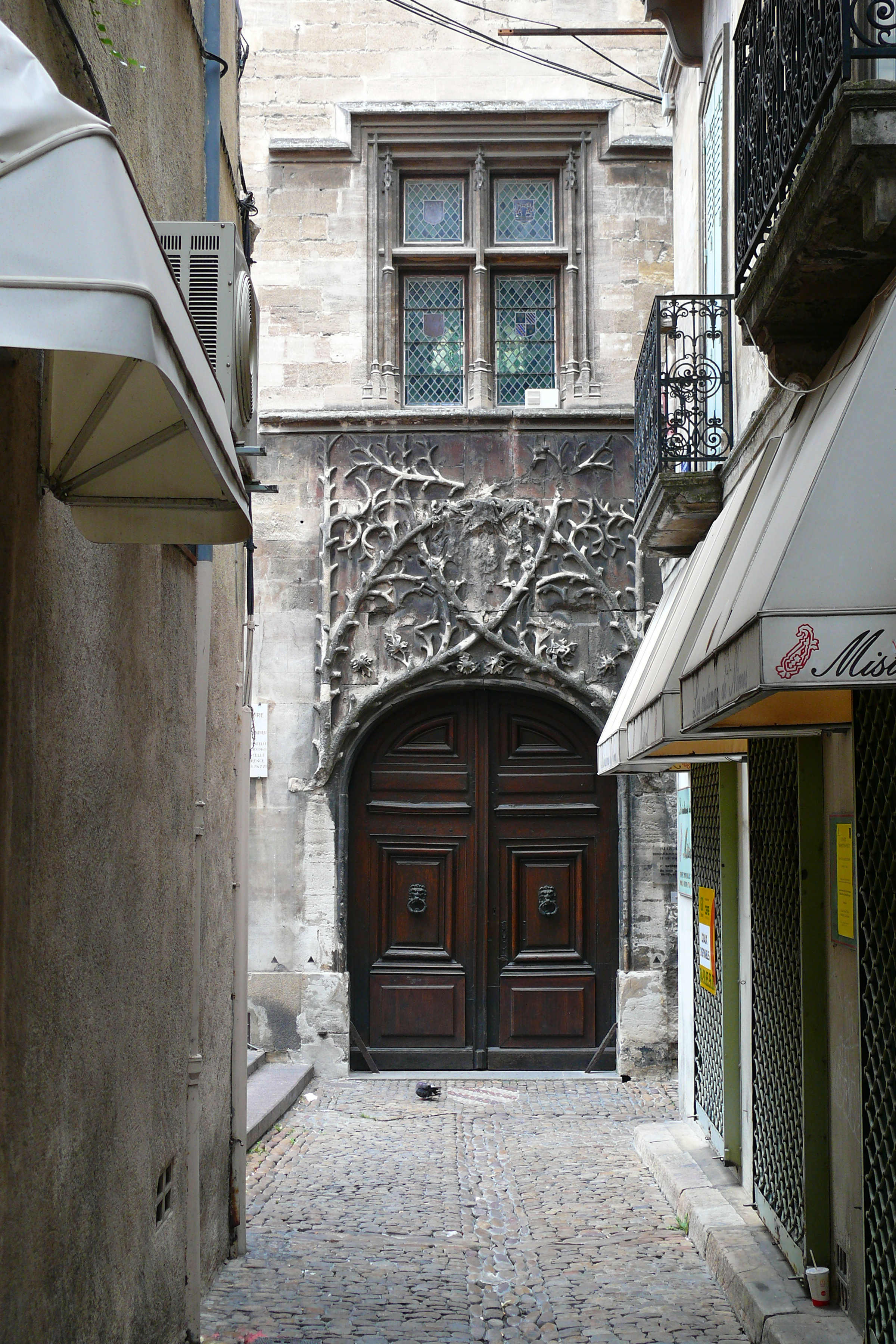
Das Portal des Palais-du-Roure

### Parks (Auswahl)

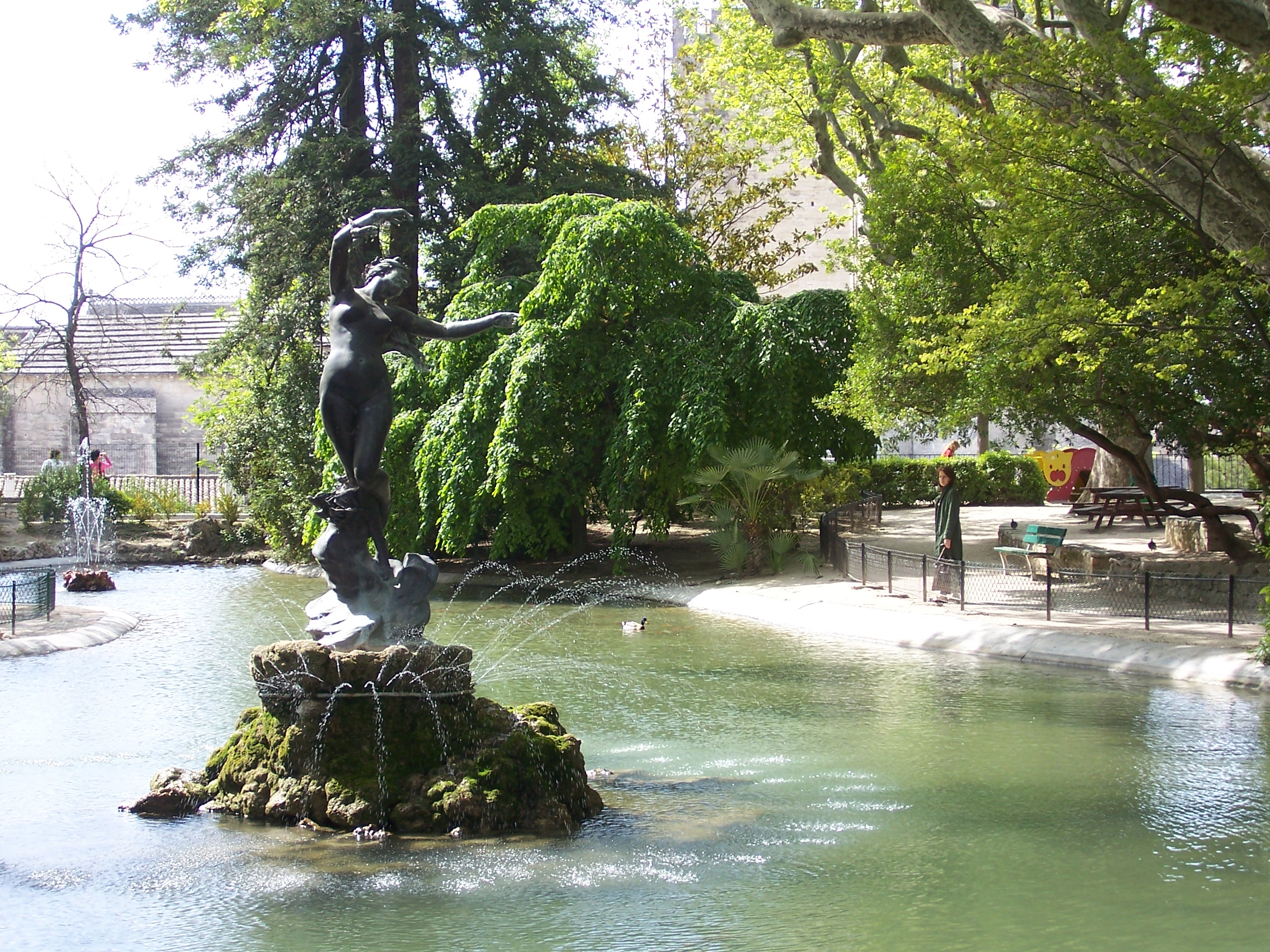
Der jardin des Doms

Der Stadt von Avignon gehören 26 Parks und öffentliche Gärten, insgesamt gibt es ungefähr zweihundert Hektar Grünflächen.
Zu den Gärten und Parks zählen:
- Jardin du Rocher des Doms
- Square Agricol Perdiguier
- Jardin des Carmes
- Square Saint-Ruf
- Square Louis Gros
- Parc Chico Mendès

### Kulturelle Einrichtungen
Avignon besitzt mehrere Kinos, darunter zwei Utopia-Kinos und zwei Independent-Kinos (Art et Essai, Cinéma de recherche). Das erste besteht aus vier Sälen und befindet sich bei La Manutention, das zweite hat nur einen Saal und liegt in der Rue de la République.
Die Stadt besitzt außerdem zahlreiche Theater, eine Oper und mehrere Kunstgalerien.

#### Bibliotheken
Avignon hat 12 Bibliotheken mit insgesamt mehr als 500.000 Büchern. Die bedeutendste davon ist die Mediathek Ceccano, die im Kardinalspalast von Ceccano eingerichtet wurde und mehr als 250.000 Medieneinheiten (Bücher, Handschriften, Drucke) beherbergt. Bedeutsam sind vor allem kostbare Handschriften aus dem fünfzehnten und sechzehnten Jahrhundert sowie eine Sammlung religiöser Ikonographie.

#### Museen

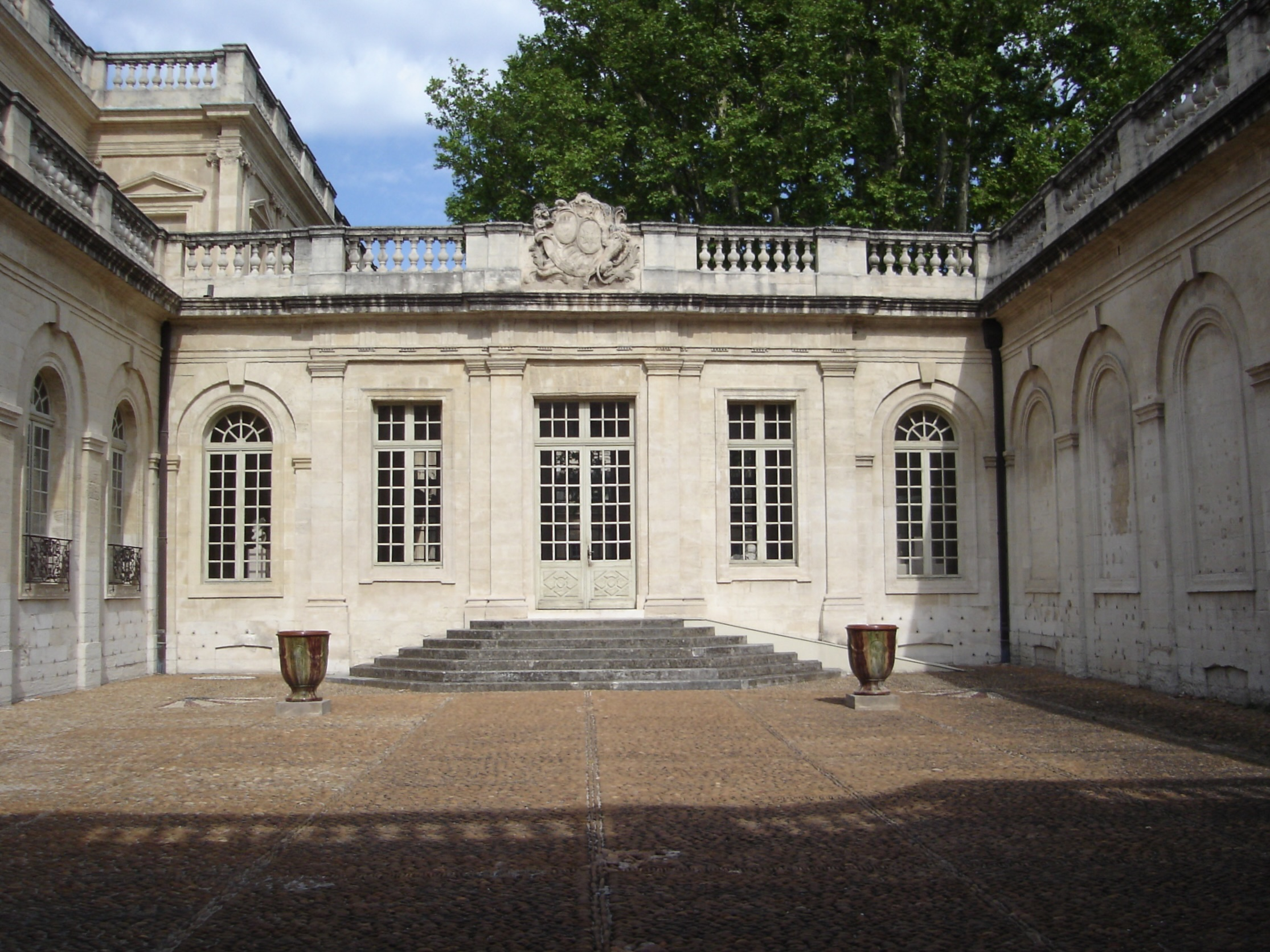
Musée Calvet im Stadthaus von Villeneuve-Martignan

Zusätzlich zum Papstpalast und seinen vielen Gebäuden besitzt die Stadt Avignon mehrere kleine Museen, die unterschiedliche Sammlungen anbieten:
- Musée Calvet, bedeutendes Kunstmuseum der Stadt (Gemäldesammlung, Skulpturen, Zeichnungen, Kunstobjekte), unterstützt von der Calvet-Stiftung
- Musée du Petit Palais, bietet außergewöhnliche Gemäldesammlungen der italienischen Primitiven und der Schule von Avignon
- Lapidarium, bietet antike Sammlungen
- Requien-Museum (Naturkundemuseum)
- Hôtel de Caumont, mit der Lambert-Sammlung
- Weitere Museen sind das Musée de l’Œuvre, Musée du Mont-de-piété, Palais du Roure, Maison Jean-Vilar (gehört zur Nationalbibliothek von Frankreich), Musée Angladon und das Musée Louis-Vouland

#### Theater

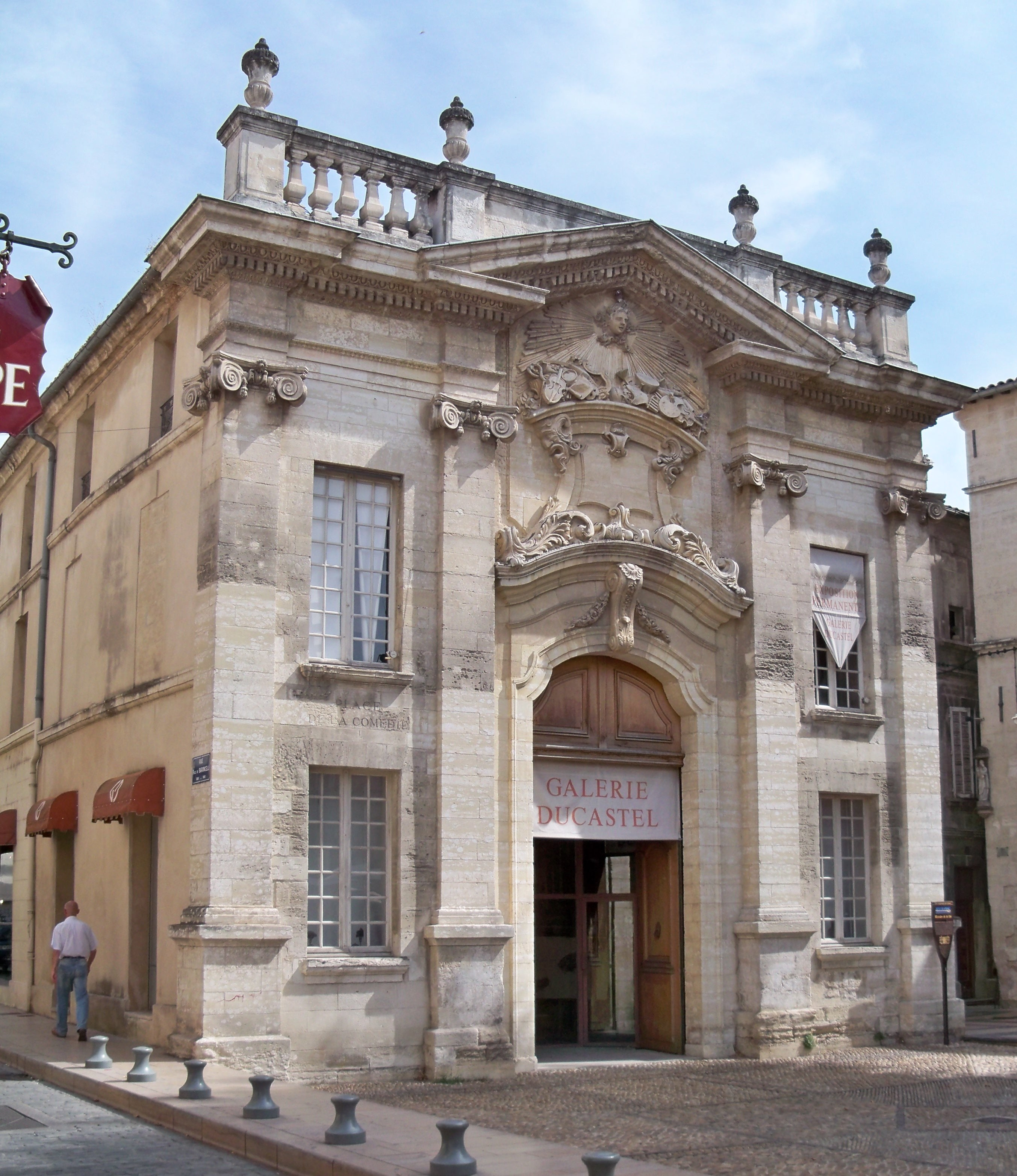
Erstes Theater, 18. Jh.

Im 14. Jahrhundert fand die große Premiere eines Mysterienspiels statt, das in einer einheimischen Sprache aufgeführt wurde. Am 27. November 1372 ließ Philippe de Mézières, unter Absprache mit Papst Gregor XI., eine Aufführung mit dem Titel Legenda Presentationis Beate Maria in der franziskanischen Cordelierskirche von Avignon spielen. Vor der Messe fanden Festspiele und Prozessionen statt, mit als Engel verkleideten Musikern und singenden Schauspielern, die ein provenzalisches Stück namens ad exitandum populum ad devotionem aufführten.
Die Theateraufführungen hatten im Laufe der Zeit ihren Stil gewechselt und sollten von nun an auch im Inneren gespielt werden. Sie wurden in der Jeu-de-Paume-Halle von Sieur Daniel Herbouillet in der Rue de la Bouquerie aufgenommen. Diese wurde daraufhin an Nicolas Mignard verkauft, der dort zwischen 1655 und 1658 Molière zu Besuch hatte.

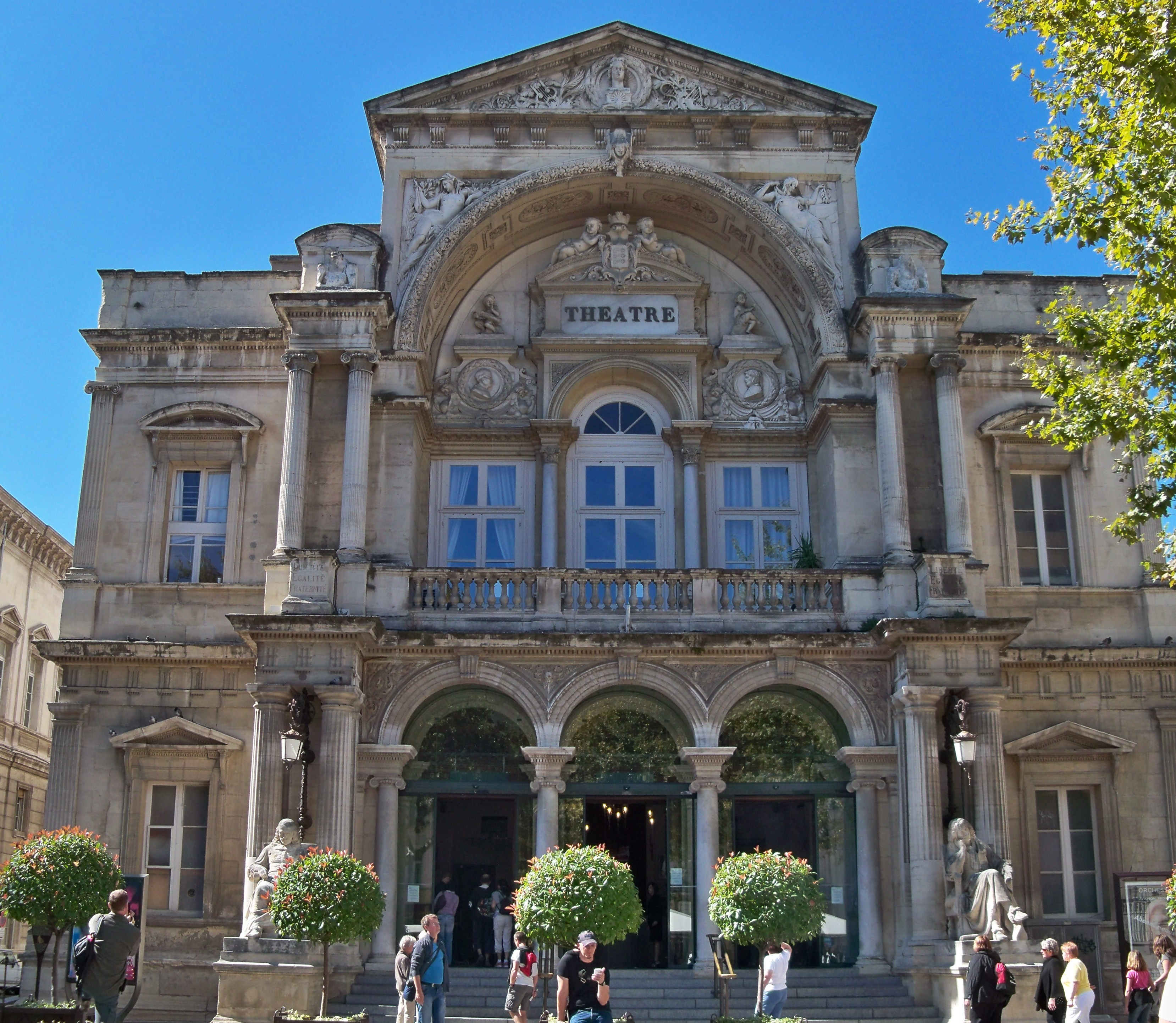
Operntheater

Das Komödientheater von Avignon war das erste Gebäude in der Stadt, das speziell für die Aufführung von Theaterstücken konstruiert wurde. Es wurde von 1734 bis 1824 in Betrieb genommen, konstruiert nach den Plänen von Thomas Lainée. Einer der Direktoren war Fabre d’Églantine. Nach Aussage des Engländers James Butler, dem damaligen Duke of Ormonde, war es das schönste Theater von Frankreich: 

„Um die Stadt noch angenehmer zu gestalten, habe ich dazu beigetragen eine Theaterhalle zu bauen, die gewiss die lustigste von Frankreich ist. Sie zieht Theatertruppen vom Lande an und wir haben dann für mehr als sechs Monate im Jahr Komödienaufführungen.“

Es wurde durch ein neues Theater ersetzt, das auf dem Place de l’Horloge anstelle des stillgelegten Benediktinerklosters von Saint-Laurent errichtet wurde. Die erste Vorstellung wurde am 30. Oktober 1825 gegeben. Zerstört durch einen Brand am 30. Januar 1846 wurde es an derselben Stelle wiederaufgebaut und 1847 fertiggestellt. Joseph Girard, Konservator des Musée Calvet, hielt es für das herausragendste Gebäude des 19. Jahrhunderts in Avignon.

### Festival von Avignon

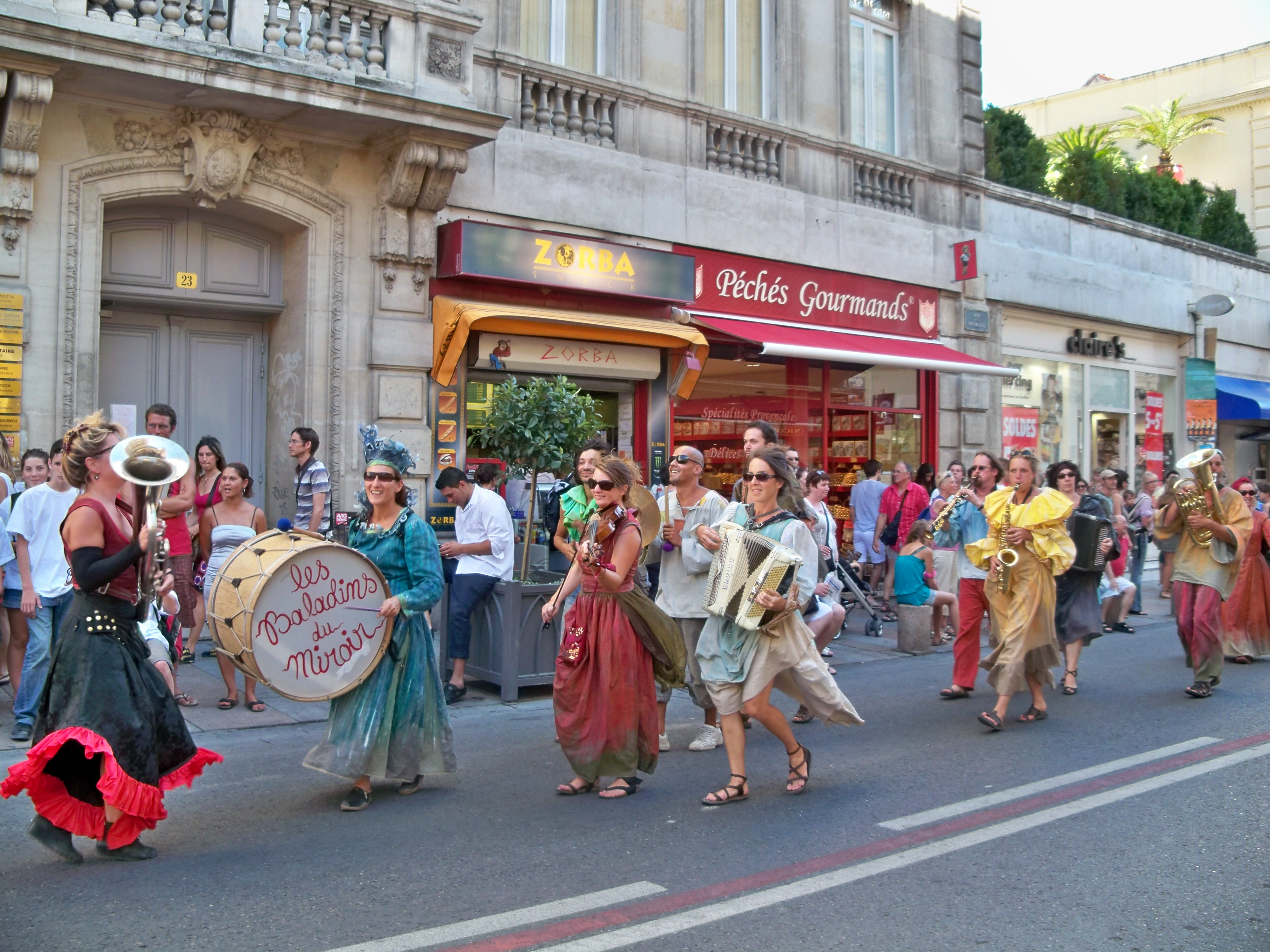
Parade auf dem Festival

Seit 1947 findet jedes Jahr im Juli das Festival von Avignon mit zahlreichen Theater-, Tanz- und Gesangsvorführungen statt. Neben den „In“-Aufführungen, die von öffentlichen Einrichtungen gefördert werden, gibt es auch hunderte „Off“-Aufführungen privater Theatergruppen. Während des Festivals herrscht ein reges Treiben in den Straßen, besonders in der Rue des Terniers, auf dem Place d'Horloge und dem Platz am Palais des Papes.
In den 1940ern baten der Kunstkritiker Christian Zervos und der Dichter René Char im Rahmen einer modernen Kunstausstellung, die in der großen Kapelle des Papstpalastes stattfand, den Schauspieler, Regisseur und Theaterdirektor Jean Vilar um eine Aufführung des Stückes Mord im Dom, das 1945 inszeniert wurde. Nachdem es nicht die Erwartungen erfüllt hatte, schlug Vilar drei weitere Erstinszenierungen vor: Die Tragödie von König Richard II. (Shakespeare), ein in Frankreich verkanntes Stück, La Terrasse de midi von dem ebenfalls unbekannten Autor Maurice Clavel und Die Geschichte von Tobias und Sara von Paul Claudel.
Nach Absprache mit der Stadtgemeinde wurde der Ehrenhof des Papstpalastes Schauplatz für die Veranstaltung Une semaine d'Art en Avignon, die vom 4. bis 10. September 1947 stattfand und aus der sich dann das Festival entwickelte. 4800 Zuschauer erlebten anfangs sieben Veranstaltungen an drei verschiedenen Orten (Ehrenhof des Papstpalastes, Stadttheater, Obstgarten von Papst Urban V.).
Neben dem großen Festival bietet die Stadt noch zahlreiche weitere Veranstaltungen:
- Les Hivernales d’Avignon (zeitgenössisches Tanzfestival)
- Avignon/New York & Avignon Film Festivals (euro-amerikanisches Filmtreffen, Independent-Filmfestival)
- Avignon-Jazz Festival

### Sport

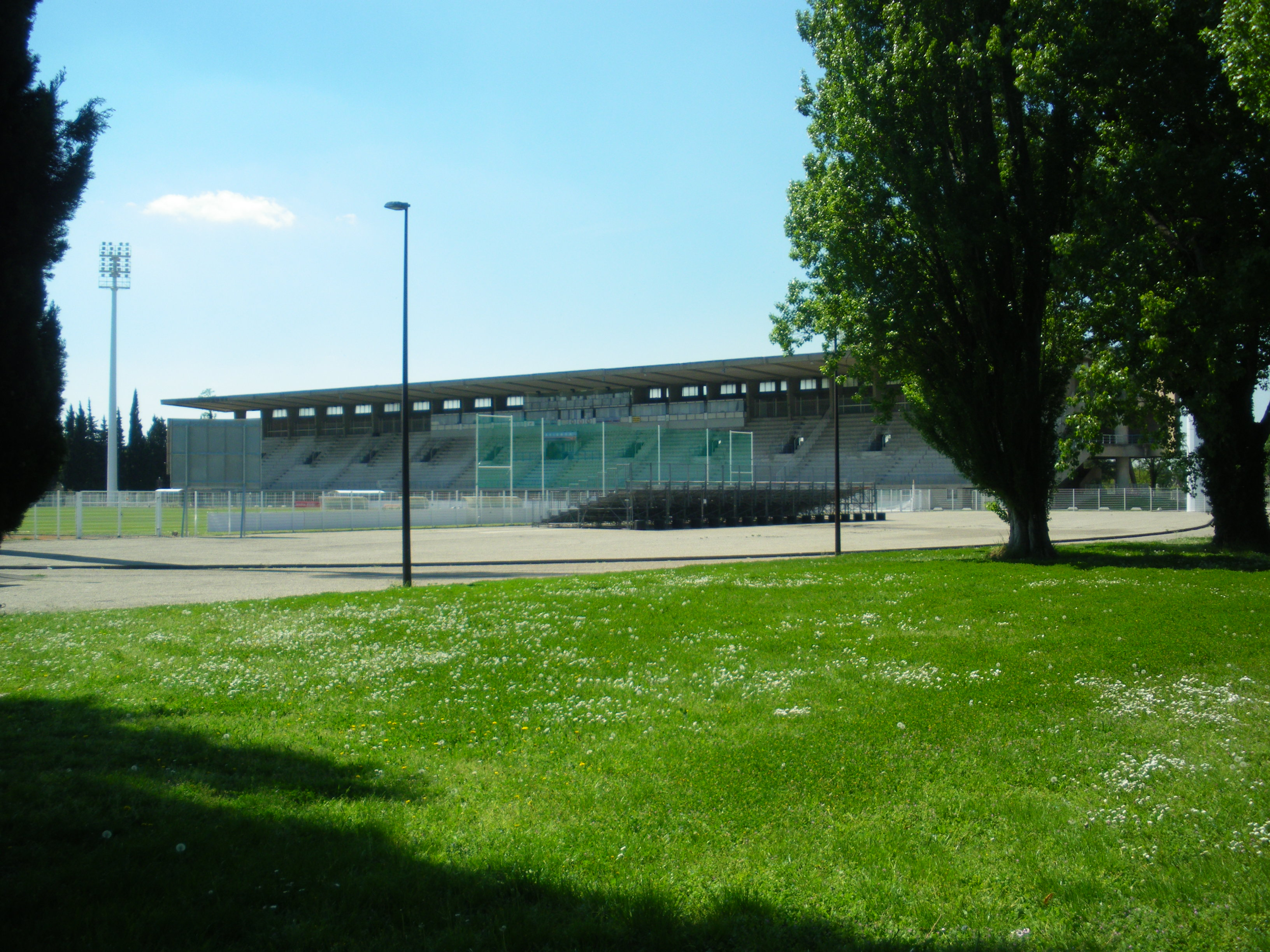
Baranka-Tribüne im Parc des Sports von Avignon

Sport in Avignon findet in organisierter Form als Breitensport in rund 120 Vereinen statt.
Avignon besitzt, wie alle größeren französischen Städte, zahlreiche Sportstätten (mehrere Stadien und Stadtbäder, Eisbahnen, Bowling-Center, Golfplätze, Dōjōs usw.). Auf den Anlagen lässt sich, egal ob öffentlich oder privat, eine Vielzahl von Sportarten ausüben. Die größten Sportstätten der Stadt sind der Parc des Sports, das Stade de Saint-Ruf, der Cosec Moretti, der Palais Omnisports Champfleury, der Palais de la Glace (Eispalast) und das Hippodrome Roberty.
Die Gemeinde Avignon ist auch der Geburtsort einiger Sportpersönlichkeiten wie des Formel-1-Piloten Jean Alesi oder des Fußballers Cédric Carrasso, der in der Jugendabteilung von Avignon Football 84 spielte, bevor er zu Olympique Marseille wechselte.
Jedes Jahr werden zahlreiche Sportevents wie die Tour des Remparts oder die 10 km de la Cité des Papes organisiert, aber auch Fußballturniere sowie Veranstaltungen im Boule-Spiel, Boxen, Gymnastik, Rugby, Rock ’n’ Roll (Tanz), Inlineskating usw.

### Malerei
Als Mitte des vierzehnten Jahrhunderts der Papstpalast gebaut wurde, kamen italienische Künstler, wie Simone Martini und Mateo Giovanetti, nach Avignon. Zur Ausbildung junger französischer Maler gründeten sie die Schule von Avignon, die als Ausgangspunkt der Renaissance-Malerei in Frankreich gilt und Maler wie z. B. Enguerrand Quarton hervorbrachte. Zu den bedeutendsten Werken zählt die Pietà von Villeneuve-lès-Avignon, die heute im Louvre hängt.

### Félibrige
Avignon galt als Zentrum der Félibrige-Bewegung, die sich zum Ziel setzte, die provenzalische Literatur wiederzubeleben. In der Stadt wohnten Théodore Aubanel und Joseph Roumanille. Frédéric Mistral studierte hier und gab seinen berühmtes Gedicht ''Mirèio'' heraus. Aus diesem Grund wird Avignon oft als „Gehirn des Félibrige“ bezeichnet. Félix Gras wohnte in der rue Sainte-Praxède, die heute seinen Namen trägt, nahe der Bibliothek seines Schwagers in der rue Saint Agricol, und galt als „unbestrittener Chef der zweiten Félibrige-Generation“. Bei der Gründungssitzung der Bewegung in Font-Ségugne beschlossen die Mitglieder, eine Zeitschrift herauszugeben, deren erste Ausgabe l’Armana prouvençau pèr lou bèl an de Diéu 1855, adouba e publica de la man di felibre hieß. Die Zeitschriften wurden zunächst bis zur Mitte des 20. Jahrhunderts in Avignon gedruckt, später im Département Bouches-du-Rhône. Von 1891 bis 1899 veröffentlichte die Bewegung zudem die wöchentliche Zeitung L’Aïoli, journal hebdomadaire, édité à Avignon, Palais du Roure.

### Kulinarische Spezialitäten

#### Gastronomie

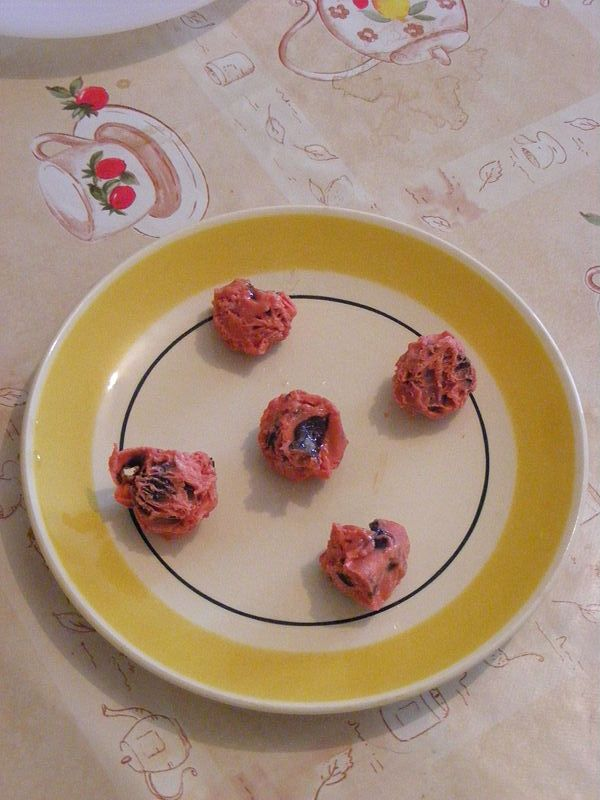
Papaline d’Avignon

Die „echte“ avignonesische Gastronomie ist typisch mediterran und zeichnet sich besonders durch die Verwendung von Olivenöl, Zwiebeln und einer großen Auswahl an Gewürzkräutern aus. Die Verwendung von Oliven- oder anderem Öl ist auch typisch für die okzitanische Küche, im Gegensatz zur nordfranzösischen, in der hauptsächlich mit Butter gearbeitet wird.
Mit sehr vielfältigen Rezepten ist Avignon ebenso innerhalb der provenzalischen Küche vertreten. Es wird viel Gemüse verwendet, vor allem Hülsenfrüchte wie Linsen, Bohnen, Kichererbsen, aber auch Tomaten, Artischocken, Auberginen und Zucchini. Charakteristisch für die Provence ist die Verwendung von Getreide wie Dinkel, aber auch Gewürze wie Knoblauch und Thymian. Das typisch provenzalische findet sich in zahlreichen einheimischen Gerichten wieder, die heutzutage immer noch von den Avignonesen zubereitet werden: Daube, Aioli, Ratatouille, Dinkelsuppe etc.
Es gibt mindestens fünf typische avignonesische Spezialitäten, die, auch wenn sie sich nicht ausschließlich auf das Gebiet von Avignon beschränken lassen, doch eine eindeutige avignonesische Identität aufweisen. Zu den traditionellen Spezialitäten zählen Gedünsteter Maifisch, Avignonesische Daube, Papeton d’aubergine, das Crespeou und die berlingots. Moderne Spezialitäten sind das navarin en avignonaise (Lammragout mit Orangen, Oliven und Gemüse) und die Papaline d’Avignon (Süßspeise, bestehend aus Oregano-Likör, der in Schokoladenmäntel eingehüllt ist).

#### Weine

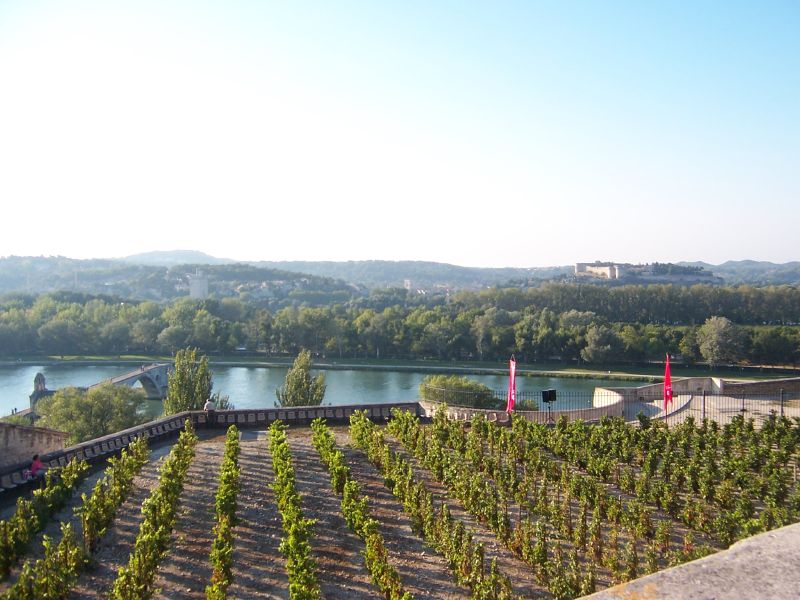
Weinberg am Rocher des Doms

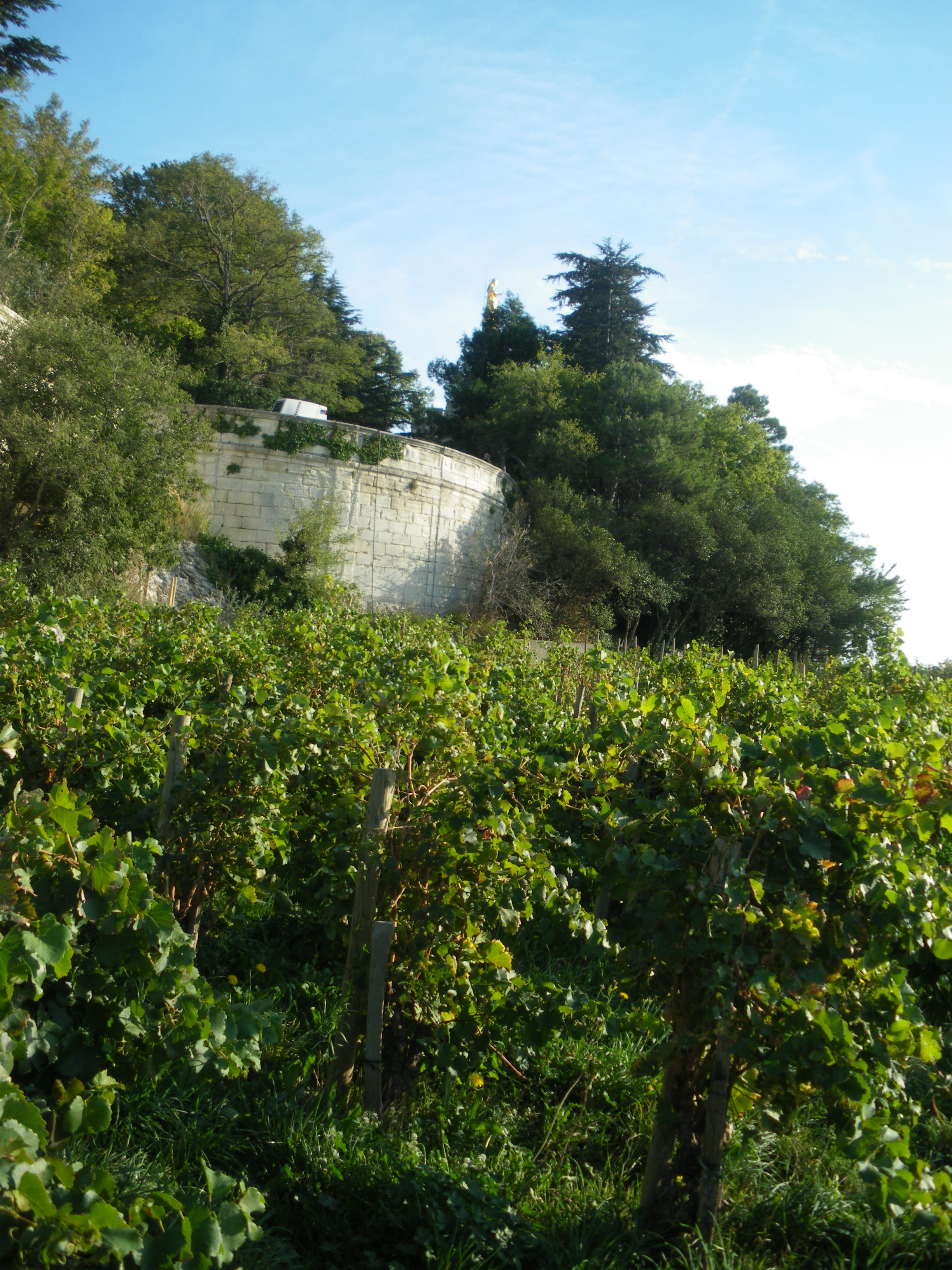
Innerstädtische Weinreben am Fuße des Jardin des Doms

Während der Papstzeit von Avignon war der Vinea Vespalis („Bischofsweinberg“) auf dem Plain-de-Lunel eines der berühmtesten Weinbaugebiete innerhalb der Stadtmauern. Er gehörte bis zum 11. Juli 1364 den Kanonikern von Avignon. An diesem Datum erlaubte Papst Urban V. seinen Bruder Anglic Grimoard über den Weinberg nach eigenem Willen zu verfügen. In einer Bulle autorisierte der Papst ihn, seine Vasallen auf dem Vinea Vespalis von allen steuerlichen Lasten zu befreien und enteignete das Domkapitel seiner Weinreben, um sie seinem jüngsten Bruder zu bewilligen. Die anderen Weinberge befinden sich im östlichen Stadtviertel „Grands Jardins“, einem nicht bebauten Gebiet zwischen den Stadtmauern, und im südlichen Champfleury, das 1348 als Pestfriedhof gedient hat.
Aber diese Weinreben, die als Hochreben angebaut wurden, haben lange für die Versorgung der Papststadt ausgereicht. Jeder Papst versorgte sich sowohl mit lokalen Weinsorten, als auch mit anderen Weinen, die über den Flussweg nach Avignon gekommen waren. Schließlich legte man einen Weinberg namens Grand Avignon an. Im Comtat Venaissin hatten die Weine aus Malaucène, Bédarrides, Valréas, Carpentras, Apt und natürlich aus Châteauneuf-du-Pape Vorrang. Weinberge aus dem Languedoc wie die von Saint-Gilles, Tavel, Bagnols-sur-Cèze oder Villeneuve-lès-Avignon belieferten die päpstlichen Weinkeller. In die Provence kamen Weine aus Manosque, Toulon und Saint-Rémy. Bestimmte Weinsorten kamen die Rhone hinauf- oder heruntergefahren, wie der Cante-Perdrix, der berühmte Wein aus Beaucaire, der Clos de Vougeot und der Hermitage.
Zurzeit erhebt Avignon Anspruch auf den Titel „Hauptstadt der Côtes du Rhône“, da die Stadt den Firmensitz der Inter Rhône im Hôtel de Rochegude innehat, die als Dachverband die Weinverbände der Côtes du Rhône und des AOC de la vallée du Rhône zusammenschließt.

## Wirtschaft und Infrastruktur
In Avignon befinden sich rund 7000 Unternehmen, 1500 Verbände, 1700 Geschäfte und 1300 Dienstleistungsbetriebe, die mehr als 35.000 Personen beschäftigten. Von 1999 bis 2010 lag die Arbeitslosenquote bei rund 22 %. Etwas weniger als ein Drittel aller Beschäftigten sind Angestellte, Arbeiter und Beschäftigte in nichttechnischen Berufen stellen jeweils rund 25 %. Rund 10 % sind Führungskräfte oder sind dem Bildungsbereich zuzuordnen. Handwerker, Händler und Geschäftsführer sind ungefähr 6 %, weniger als 1 % arbeitet in der Landwirtschaft. Es gibt nur zwei Industrieunternehmen mit mehr als 100 Angestellten: EDF (Grand Delta) mit ungefähr 850 Angestellten und Onet Propreté mit etwas mehr als 300 Mitarbeitern. Der tertiäre Sektor ist der weitaus dynamischste im Département.
Avignon ist Sitz der Industrie- und Handelskammer von Vaucluse. Diese verwaltet den Flughafen von Avignon und den Handelshafen von Le Pontet.
In Avignon gibt es neun große Gewerbegebiete (Zone d’activité). Das wichtigste Gewerbegebiet liegt in Courtine und beherbergt fast 300 Betriebe (davon sind die Hälfte Dienstleistungsunternehmen, ein Drittel Handelsunternehmen, und der Rest Industrie) mit 3600 Angestellten. Das Gebiet bedeckt eine Fläche von 300 Hektar und befindet sich südöstlich der Gemeinde, auf der Höhe des TGV-Bahnhofs. Dahinter folgt das Gewerbegebiet von Courtine mit ungefähr 100 Betrieben und 1000 Angestellten. Das Gebiet ist jedoch im Vergleich zu Courtine hauptsächlich auf Handelsunternehmen ausgerichtet.
Das Gewerbegebiet des Marché d’intérêt national (MIN), der Agroparc (oder „Technopole Agroparc“) und das Gewerbegebiet von Christole liegen nebeneinander und beherbergen jeweils etwas weniger als 100 Betriebe. Auf dem Gebiet befindet sich ein INRA-Zentrum, das seit 1953 wissenschaftliche Forschungen für Wald- und Anbauflächen betreibt und sich auf Umweltingenieurwesen und Umweltprojektplanung spezialisiert hat.
Die Gebiete von Castelette, von Croix de Noves, von Realpanier und des Flughafens zählen jeweils weniger als 25 Betriebe, die sich auf Dienstleistungen und Handel verteilen.
Südlich von Avignon wurde eine freie Wirtschaftszone eingerichtet, in der die dort ansässigen Unternehmen weniger Steuer- und Sozialabgaben zahlen müssen. Sie befindet sich zwischen den Stadtmauern und der Durance, in den Vierteln von Croix Rouge, Monclar, Saint-Chamand und Rocade.
Bezogen auf den Anbau von Frischgemüse im Département Vaucluse drängte der Marché d’intérêt national die lokalen Märkte des Départements in den Hintergrund und wurde für das Handelsgewerbe zum Strukturpol. In den Jahren 1980–1990 verstärkte die Entwicklung des Warenverkehrs zwischen Nord- und Südeuropa die Stellung Avignons als logistische Drehscheibe und begünstigte die Entstehung von Transport- und Logistikunternehmen.

### Medien
In Avignon sind mehrere Zeitungsagenturen ansässig: La Provence, Vaucluse Matin, Hebdo Vaucluse, Midi Libre, La Marseillaise, Petites affiches de Vaucluse, Actualités Avignon, Vu sur le pont, aber auch die kostenlosen Zeitschriften Bonjour 84 und Plus Hebdo.
Aus der Stadt senden sowohl lokale als auch nationale Radiostationen: Chérie FM (88,1 MHz), France Bleu Vaucluse (98,8 MHz), Virgin Radio (ehemals Europe 2) (89,0 MHz), Nostalgie Vaucluse (102,8 MHz), NRJ Vaucluse (98,2 MHz), RAJE Avignon (90,3 MHz), RCF Radio Lumières (104,0 MHz) und RFM Vaucluse (95,9 MHz). Für das Fernsehen sendet das vauclusische Studio von France 3.

### Tourismus
Vier Millionen Besucher halten sich jährlich in Avignon auf, um die Stadt, die Region oder das Festival zu besuchen. Damit gehört die Stadt, neben dem Luberon und dem Mont Ventoux, zu einem der Haupttouristikzentren im Department Vaucluse. 2010 wurden fast die Hälfte aller Hotelübernachtungen in Avignon gebucht. Zur Festivalzeit im Monat Juli sind fast alle Hotels ausgebucht.
Seit 1976 nimmt das Internationale Kongresszentrum zwei Flügel des Papstpalastes ein. Für die Veranstaltungen stehen zehn Empfangs- und Arbeitssäle zur Verfügung. Die großen Prestigesäle Grand Tinel und Grande Audience im Besucherbereich des Palastes werden ergänzend zu den Versammlungsräumen für die Organisation von Cocktailpartys, Galadiners, Ausstellungen etc. genutzt.

### Verkehr

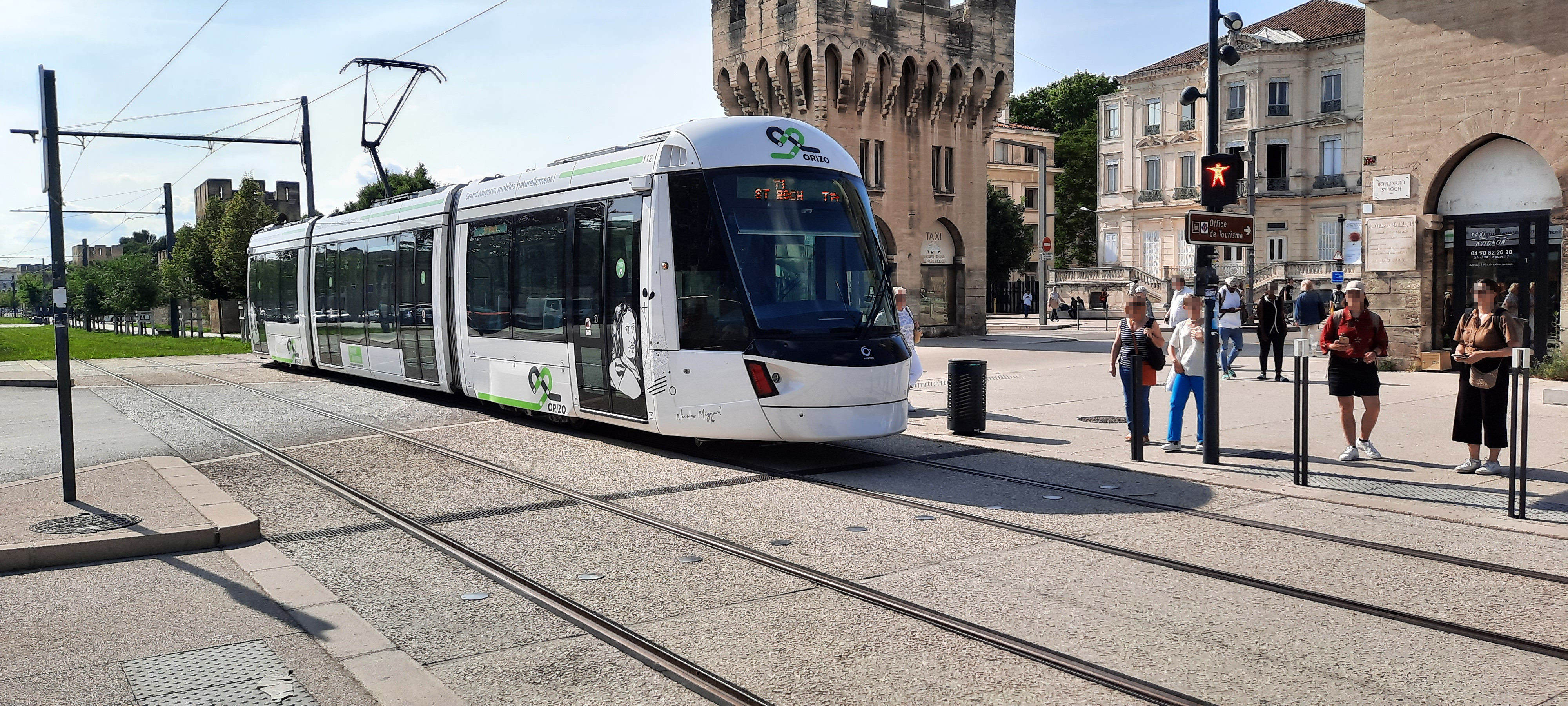
Die Straßenbahn in Avignon verlässt die Station "Gare Centre" und fährt in Richtung Saint-Roch

Dank ihrer Lage an der Rhône und ihrer Nähe zu größeren Städten wie Marseille oder Nîmes ist Avignon verkehrsmäßig gut erschlossen. Sie hat Anschluss an die Autobahnen Autoroute A7 (E714) (auch Autoroute du soleil genannt), mit den beiden Anschlussstellen: „Avignon nord“ und „Avignon sud“, und die Autoroute A9 (E15) mit der Anschlussstelle Remoulins.
Die wichtigsten Hauptstraßen sind die Route nationale 100, die nach Osten in Richtung L’Isle-sur-la-Sorgue und nach Westen in Richtung Villeneuve-lès-Avignon und Remoulins fortgeht, um nach 20 km auf die A9 zu treffen. Die Route nationale 7 führt nach Osten, gabelt sich danach im Norden in eine Schnellstraße auf und trifft wieder auf die Route départementale 225.
Die Stadt bietet sieben gebührenpflichtige überwachte Parkplätze an und stellt zwei kostenlose überwachte Park-and-ride-Parkplätze mit einer Kapazität von 1200 Plätzen zur Verfügung, mit kostenlosen Pendelbussen, die ins Zentrum der Stadt fahren.
Seit Oktober 2019 verfügt Avignon wieder über eine Straßenbahnlinie. Eine zweite Linie soll 2025 in Betrieb genommen werden. Schon von 1889 bis 1932 verkehrte eine meterspurige Straßenbahn im Großraum Avignon.

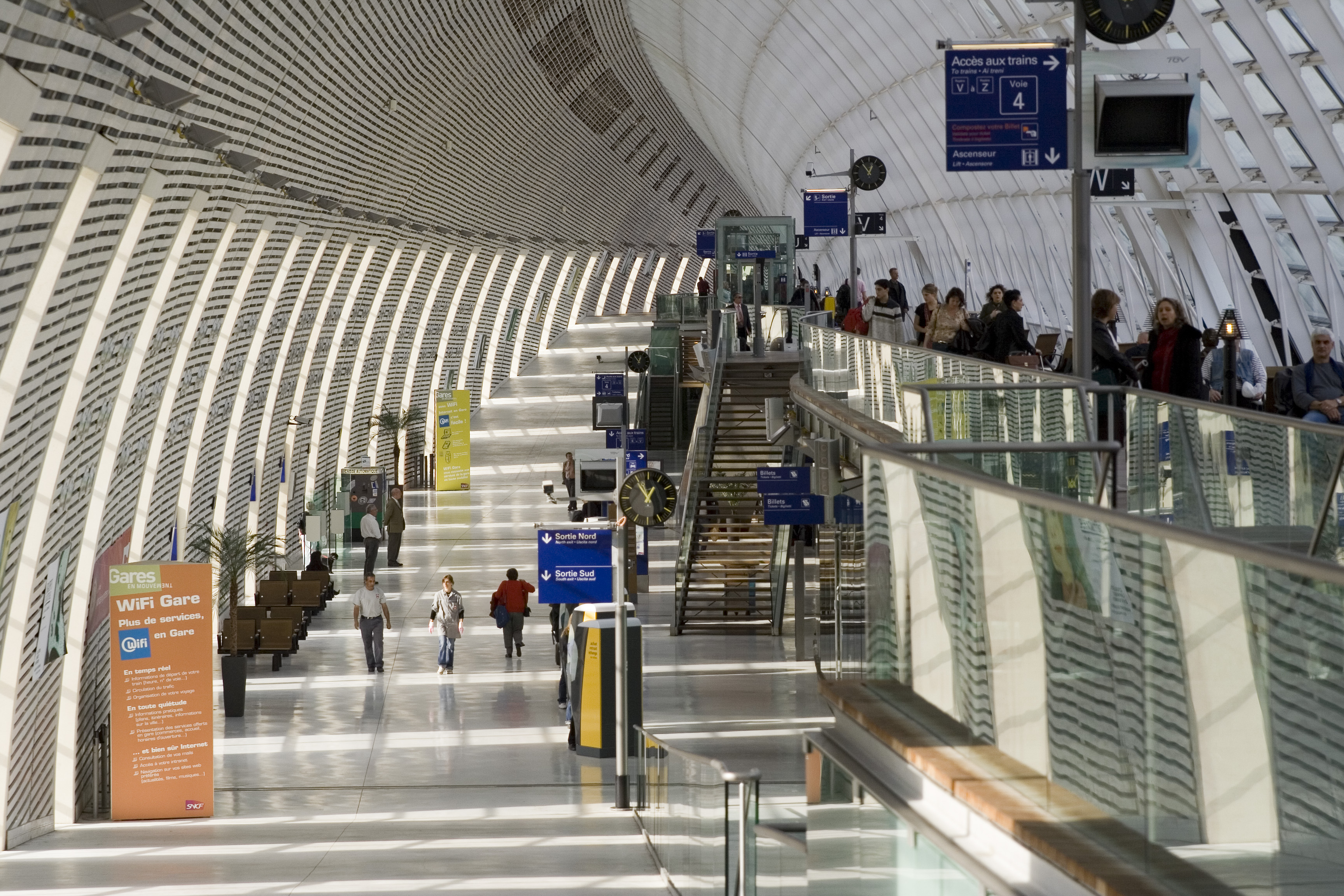
Bahnhof Avignon TGV

Avignon ist über zwei Bahnhöfe erreichbar: der historische Bahnhof Avignon-Centre aus dem Jahr 1860 befindet sich an der Bahnstrecke Paris–Marseille außerhalb der Innenstadt und kann von jedem Zugtyp angefahren werden. 2001 wurde der Bahnhof Avignon TGV in der Zone Courtine drei Kilometer südlich des Stadtzentrums für die Schnellfahrstrecke LGV Méditerranée fertiggestellt. Er kann mit dem TGV von Paris (Gare de Lyon) ohne Zwischenhalt in 2 Stunden und 40 Minuten und von Lyon (Part Dieu) ohne Zwischenhalt in 1 Stunde 10 Minuten erreicht werden. Weitere Direktverbindungen existieren u. a. nach Marseille, Brüssel, Straßburg, Genf und Frankfurt am Main, in den Sommermonaten verkehrt zusätzlich einmal wöchentlich ein Thalys-Zugpaar von Amsterdam nach Marseille.
Acht Kilometer südöstlich der Stadt befindet sich der Flughafen Avignon, der von verschiedenen britischen Flughäfen aus angeflogen wird. Der Flughafen befördert ungefähr 80.000 Passagiere pro Jahr. 80 km südlich liegt der Flughafen Marseille, 90 km südwestlich der Flughafen Montpellier.
Die Rhône fungiert seit Jahrhunderten als wichtiger Transportweg für die Stadt. Der Wasserverkehr in Avignon profitiert von zwei Handelshäfen, von Anlegestellen für Kreuzfahrtschiffe. Auch ein kostenloses Wassertaxi kommt vor Ort zum Einsatz.

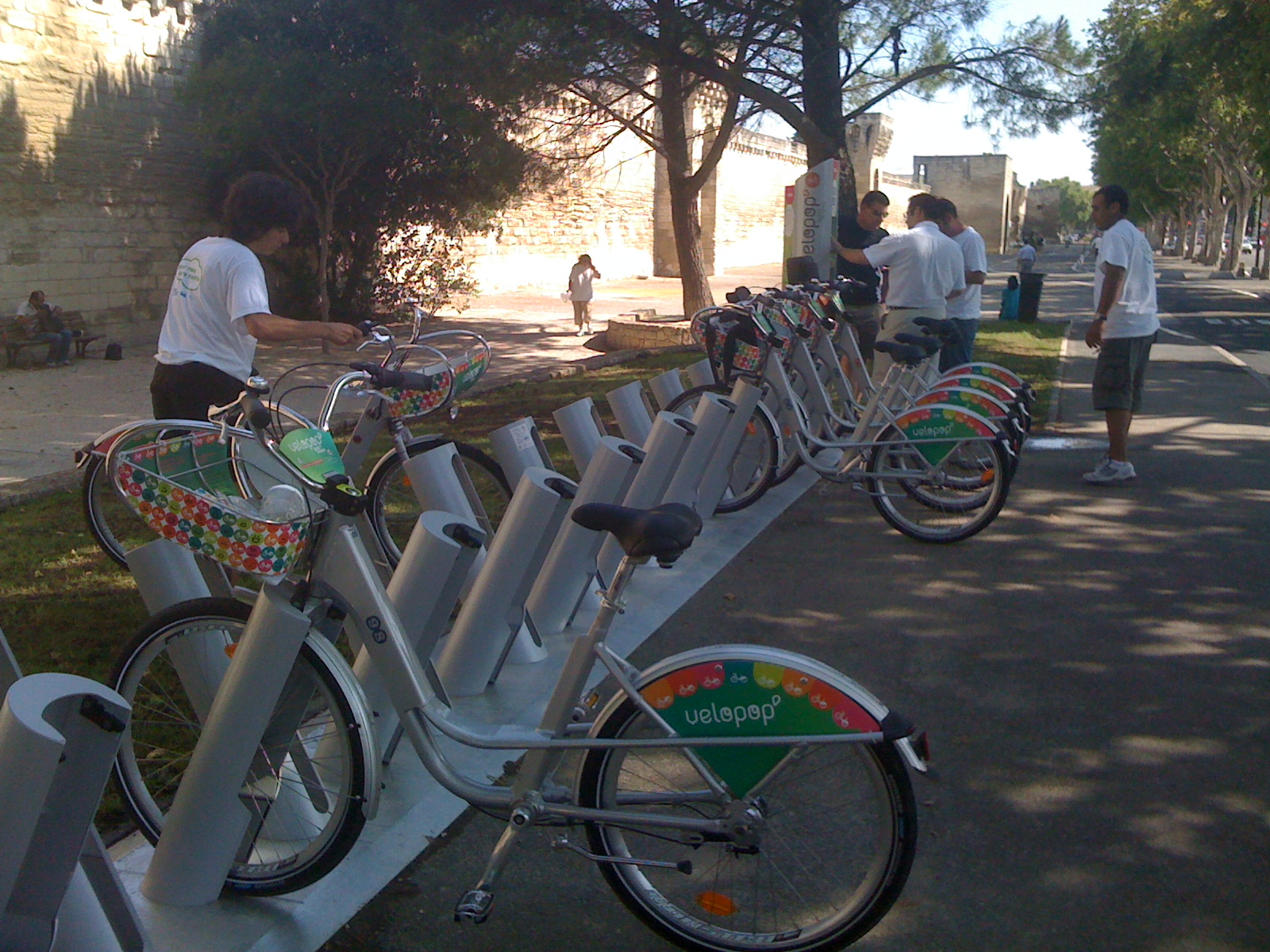
Eine Vélopop-Station vor den Mauern der Stadt

Avignon verfügt über 145 Kilometer an Radwegen und hat sich im Juli 2009 mit einem Fahrradsystem ausgerüstet, dem Vélopop. Das Vélopop wird vom TCRA (Les Transports en Commun de la Région d’Avignon), dem Transportnetz der Gemeinden im Großraum von Avignon, verwaltet.

### Öffentlicher Sektor
Die größten Arbeitgeber der Gemeinde sind mit jeweils 2000 Angestellten das Krankenhauszentrum Henri Duffaut, das Rathaus von Avignon und das Klinikum Montfavet. Danach kommt der Generalrat von Vaucluse mit ungefähr 1300 Angestellten.

#### Schulen
Avignon profitiert von 27 öffentlichen Kindergärten, 34 öffentlichen Grundschulen, sowie fünf privaten Kindergärten und Grundschulen. Die Schulkantinen verteilen ungefähr 4000 Mahlzeiten pro Tag. Auf dem Gemeindegebiet existieren insgesamt neun öffentliche und vier private Gesamtschulen, sowie acht öffentliche und vier private Gymnasien, darunter das Lycée Frédéric-Mistral.
An Berufsschulen gibt es in Avignon neun CFA mit unterschiedlicher Herkunft (Lebensmittelindustrie, Industrie- und Handelskammer von Avignon und Vaucluse, Handwerkskammer von Vaucluse, Bauindustrie, Centre de ressources de techniques avancées (CRTA)) und breit gefächerten Angeboten, zu denen 24 Schulen und Einrichtungen für Aus- und Weiterbildung hinzukommen.
Das Conservatoire de danse du Grande Avignon bietet Ausbildungen in Tanz, Musik und Schauspielkunst an. Die städtische Kunsthochschule École d’art d’Avignon ist nur über eine Aufnahmeprüfung zugänglich und unterrichtet verschiedene Gebiete der Bildenden Kunst (Zeichnen, Malerei, Räumliche Inszenierung, Fotografie, Video, Multimedia), Kulturgeschichte, zeitgenössische Kunstgeschichte und wissenschaftliche Kunstannäherung (Wissenschaft und Kunst, Physik und Chemie).

#### Universität Avignon

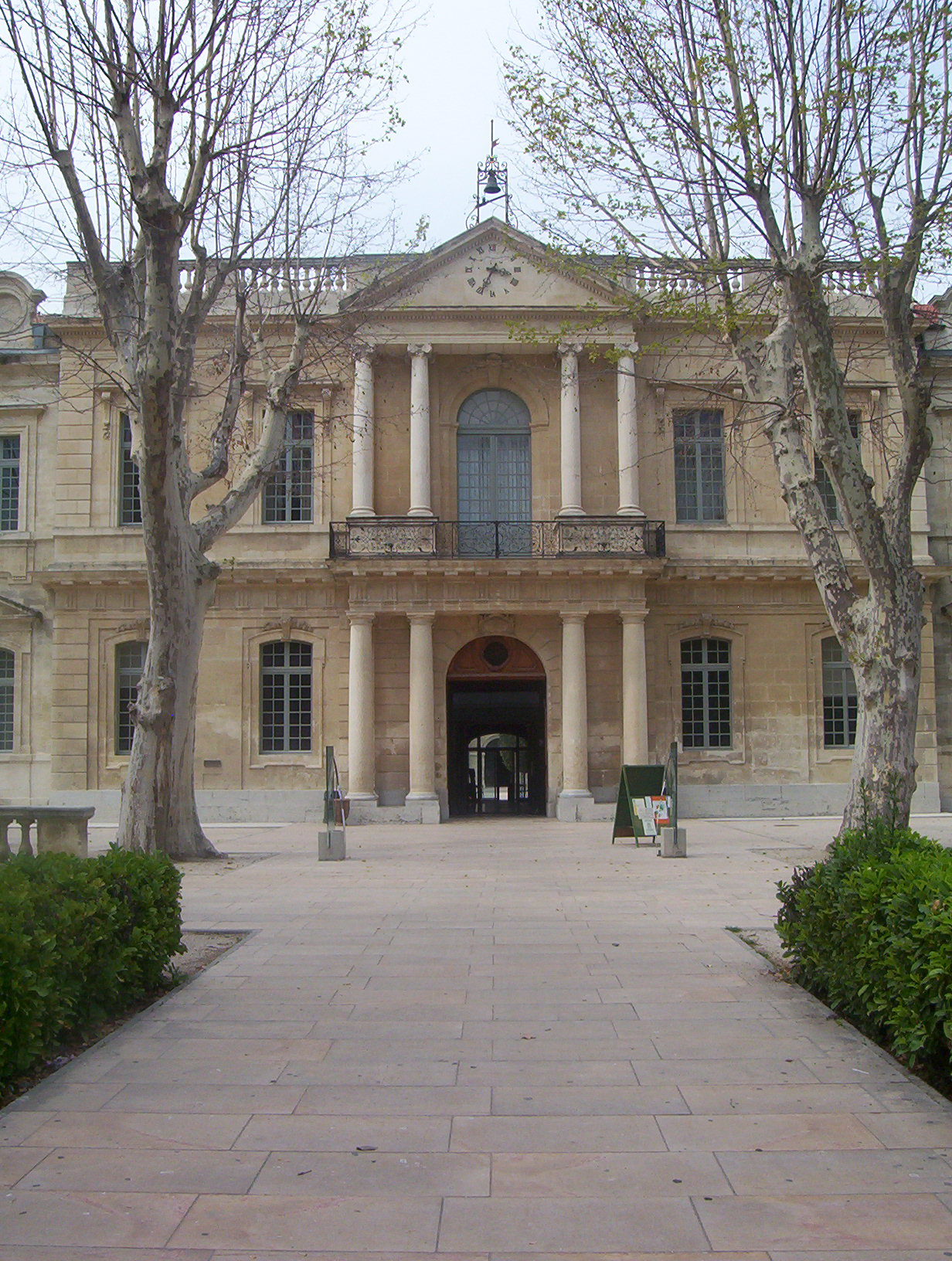
Klassische Fassade des Hauptgebäudes der Universität Avignon (Ehemaliges Krankenhaus Sainte Marthe)

Die Universität Avignon unterrichtet ungefähr 7600 Studenten. Sie vereinigt vier UFR, ein IUT und ein IUP und bietet vor allem akademische Lehrgänge in den Bereichen Kultur, Agrarwissenschaft und Informatik.
1303 durch Papst Bonifatius VIII. gegründet, wurde sie danach von Karl II. gefördert, dem König von Sizilien und Grafen der Provence. Die Universität behauptete sich fast 500 Jahre lang und wurde am 15. September 1793 per Dekret geschlossen. Avignon wurde 1963 mit der Eröffnung eines wissenschaftlichen Hochschulzentrums wieder akademisch. Ein Jahr darauf eröffnete ein Hochschulzentrum für Philologie.
Die beiden Einrichtungen gehörten ursprünglich zur Universität von Aix-Marseille und fusionierten 1972 zu einem akademischen Zentrum, das am 17. Juli 1984 unter dem Namen Université d’Avignon et des Pays de Vaucluse zu einer Volluniversität wurde (unabhängig von der Universität Aix-Marseille). Zu dieser Zeit teilten sich drei UFR (Geisteswissenschaften, Naturwissenschaften, Angewandte Natur- und Sprachenwissenschaften) 2000 Studenten. Die Rechtswissenschaften als vierter Zweig gingen aus einer Rechtswissenschaftlichen Fakultät hervor, die in einem Nebengebäude der Universität Aix-Marseille III untergebracht war. 1990 folgte eine Fachhochschule (IUT) und 1992 ein IUP.
Um eine allzu weite Verteilung der Studenten zu vermeiden (zehn Standorte im Jahr 1991) und das Stadtzentrum zu beleben, beschloss man die verschiedenen Bildungsinstitutionen an einem Standort zu vereinen und dort auch die Gemeinschaftseinrichtungen unterzubringen (besonders die Bibliotheken und Mensen). Als neuer Standort diente das ehemalige Krankenhaus Sainte-Marthe, wo 1997 die ersten Vorlesungen gehalten wurden.

#### Gesundheit
In Avignon befinden sich die wichtigsten Gesundheitseinrichtungen von Vaucluse, darunter die einzige Kindernotaufnahme im Département. Die beiden größten Kliniken in der Gemeinde sind das Krankenhauszentrum von Avignon „Henri Duffaut“ und das Krankenhauszentrum von Montfavet.
Das Klinikum von Avignon versteht sich als Einrichtung mit Pflegeauftrag (Bereitstellung medizinischer Notfallhilfe, Durchführung öffentlicher Gesundheitsmaßnahmen) und ist darüber hinaus für Forschung, Lehre und Ausbildung zuständig. Das Klinikum Montfavet ist in erster Linie eine psychiatrische Klinik und besitzt Abteilungen für Erwachsenen-, Kinder- und Jugendpsychiatrie sowie ein Maison d’accueil spécialisée (MAS) und eine Abteilung für Arbeitshilfe. Das Zentrum befindet sich fünf Kilometer östlich von Avignon im Stadtteil Montfavet, auf dem Hügel von Montdevergues.
Daneben existieren noch mehrere Privatkliniken.

#### Gerichte und Verwaltungsorgane
Avignon ist Sitz eines Landgerichts, eines Handelsgerichts, eines Amtsgerichts, sowie eines Arbeitsgerichts. Der Sitz der Gerichte ist im Gerichtsgebäude im Boulevard Limbert.
Weiterhin ist Avignon Sitz einer Notarkammer und einer Handelskammer.
Die ehemalige Haftanstalt in der Rue Banasterie 55bis wurde geschlossen und nach Pontet verlegt. Der Gefängnisbau wird derzeit saniert und in ein Wohnprojekt mit dem Namen Cour des Doms umgewandelt.

## Avignon in der Kunst und den Medien

### Gemälde, Kupferstiche und Skulpturen
Der Jesuiten-Vater Étienne Martellange fertigte eine Zeichnung an, die Avignon um 1617 zeigt. Er wird auch in Verbindung mit der Carte aux personnages aus demselben Jahr und mit der Kartenzeichnung aus dem Atlas van Loon gebracht.

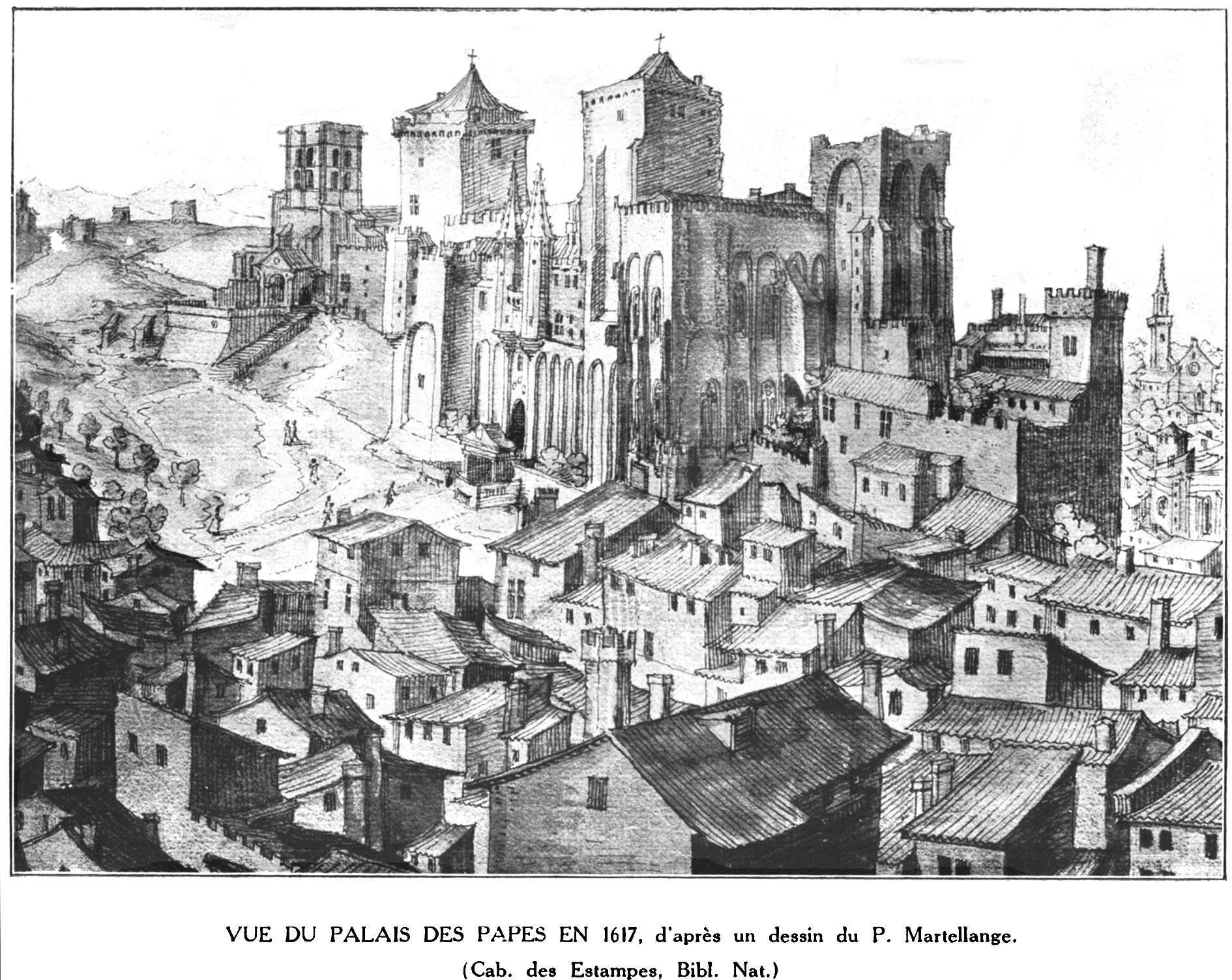
Kavalierperspektive von Avignon vom Jesuiten-Vater Martelange, 1617
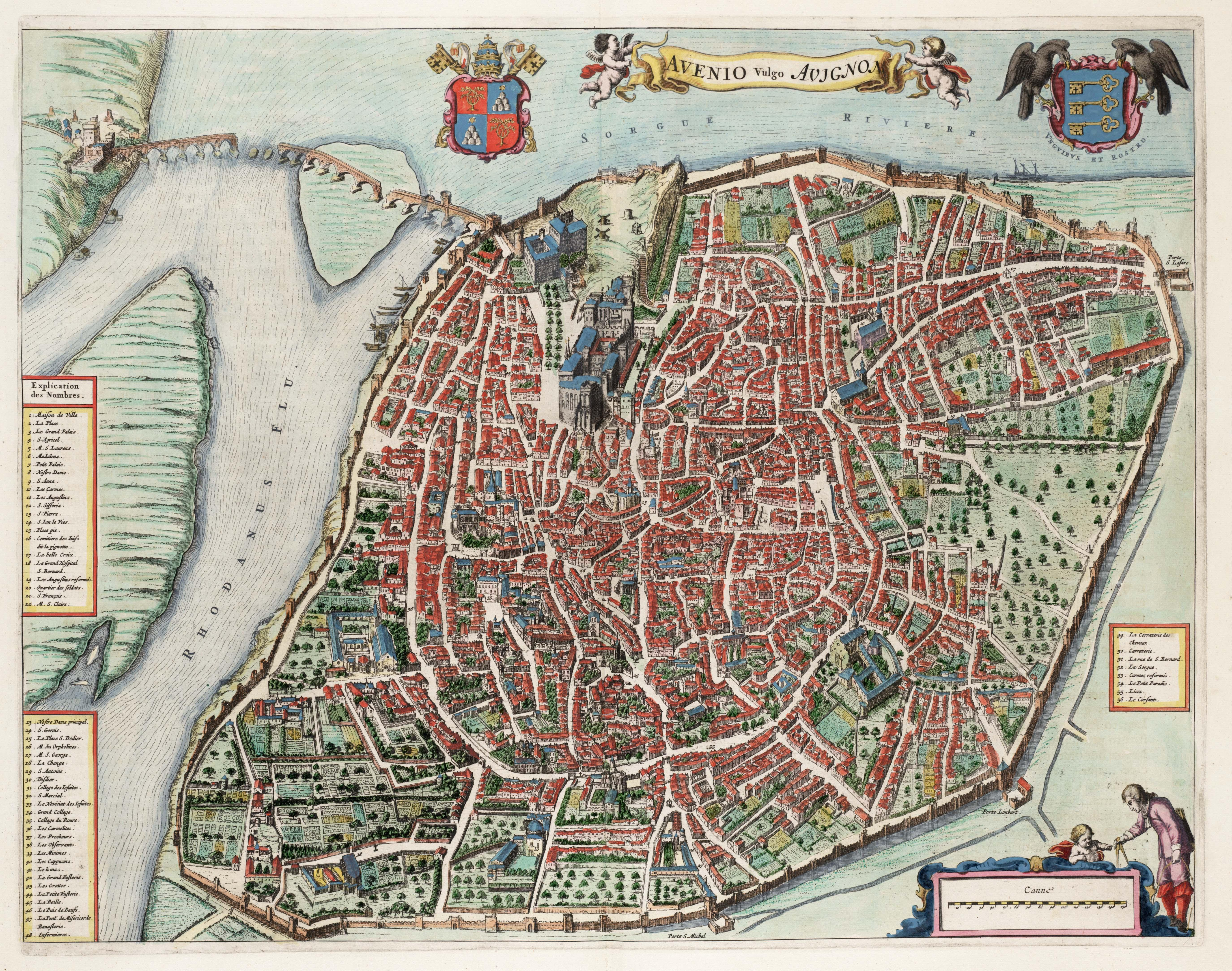
Karte von Avignon aus dem Atlas van Loon, 1647

Avignon, nur in Werktiteln:
- La Pietà d’Avignon, ein Tafelbild aus dem 15. Jahrhundert von Enguerrand Quarton;
- Les Demoiselles d’Avignon[124] von Pablo Picasso (1907) (das sich nicht auf die Stadt, sondern auf die Straße Carrer d’Avinyó in Barcelona bezieht).

### Filme und Serien
In Avignon wurden mehrere Filme gedreht, die Stadt stand jedoch selten im Mittelpunkt der Handlung. Zu erwähnen sind:
- Minuit, place Pigalle von Roger Richebé (1933) mit Raimu[125]
- Elf Uhr nachts von Jean-Luc Godard (1965), gedreht an der Durance und dem Pont de Bonpas[125]
- Die Dame im Auto mit Brille und Gewehr von Anatole Litvak (1970)
- Les Fous du stade von Claude Zidi (1972), gedreht am Stadium und im Stadtbad
- Die Studentin von Claude Pinoteau (1988), mit einer Szene, in der Vincent Lindon aus einer Telefonzelle auf dem Platz des Papstpalastes telefoniert
- Eine Frau für Zwei von und mit Josiane Balasko (1995)[125]
- Victor… pendant qu'il est trop tard von Sandrine Veysset (1998), vor allem auf der Île de la Barthelasse
- L’Affaire Dominici von Pierre Boutron (2003) im Gericht von Avignon
- Ein gutes Jahr von Ridley Scott (2005)
- Mr. Bean macht Ferien von Steve Bendelack (2007), mit Szenen, die in den beiden Bahnhöfen von Avignon gedreht wurden
- Désengagement von Amos Gitai (2007), der Anfang des Films spielt in Avignon
- Le Bruit des gens autour von Diastème (2008), dem internationalen Theater-Festival gewidmet
- Erzähl mir was vom Regen von Agnès Jaoui (2008), wo man die Rue de la Peyrollerie sieht

In der autobiographischen Dokumentation Die Strände von Agnès von Agnès Varda (2008) sieht man die Fotoausstellung von Varda beim Festival in der Kapelle Saint-Charles.
Zusätzlich spielen zwei französische Fernsehserien in der Stadt: La Demoiselle d’Avignon (1972) und La Prophétie d’Avignon (2007), die im Papstpalast gedreht wurde.

### Avignon in der Literatur
Avignon und der Papstpalast dienten schon häufig als Schauplatz literarischer Handlungen, insbesondere in der französischen Literatur. Zu den bekanntesten Werken zählen wahrscheinlich Gargantua und Pantagruel von Rabelais oder die Briefe aus meiner Mühle von Alphonse Daudet, die auf die Zeit der Päpste Bezug nehmen. Zahlreich sind auch die Erwähnungen bekannter Reisender wie etwa Francesco Petrarca, Anne Marguerite Petit Du Noyer oder Stendhal, deren Eindrücke und Ansichten jedoch recht unterschiedlich ausfallen. So wird Avignon von den einen als friedvolle, idyllische Stadt beschrieben, in der es sich gut leben lässt. Andere wie etwa Prosper Mérimée zeigen sich erstaunt über den imposanten Papstpalast, der aufgrund seines festungsartigen Charakters zuweilen auch auf Abneigung stößt. Am unwohlsten in Avignon fühlte sich wohl Petrarca, der sich von der großen Stadt regelrecht abgestoßen fühlte und lieber in Fontaine-de-Vaucluse lebte.

### Philatelie
Am 20. Juni 1938 gab die französische Post eine von André Spitz gezeichnete und von Jules Piel geprägte Briefmarke des Papstpalastes mit einem Nennwert von drei Francs heraus.
Seit 1960 wird von der Société philatélique Vauclusienne et Provençale Jahr für Jahr eine Journée du Timbre nach Avignon organisiert, für die illustrierte Karten mit einem Blick auf den Pont Saint-Bénézet und dem Papstpalast herausgebracht werden.
1974 gab die Post der Isle of Man eine Briefmarke heraus, die den Pont Saint-Bénézet zeigt.
1997 widmete die Postverwaltung der Inseln Wallis und Futuna eine ihrer Ausgaben dem fünfzigsten Jubiläum des Avignon-Festivals. Das Postwertzeichen mit einem Nennwert von 160 Francs zeigt in der Mitte Symbole für Theater, Musik und Tanz, sowie den von einem Feuerwerk erhellten Papstpalast.
In Andenken an Jean Vilar gab die Post am 8. Juni 2001 eine Briefmarke mit doppeltem Nennwert (drei Francs und 0,46 Euro) mit dem Papstpalast im Hintergrund heraus.
2009 verausgabte die französische Postverwaltung eine Briefmarke mit einem Nennwert von 0,70 Euro. Sie zeigt den gesamten Papstpalast einschließlich der Kathedrale von Avignon aus westlicher Blickrichtung und wurde von Martin Mörck entworfen.

### Musik
Mireille Mathieu sang 1970 erstmals An einem Sonntag in Avignon.

## Persönlichkeiten
Es gibt zahlreiche Persönlichkeiten, die mit der Stadt Avignon und ihrer Geschichte in Verbindung stehen. Avignon hat nicht nur unzählige Söhne und Töchter hervorgebracht, sondern auch viele berühmte Persönlichkeiten von außerhalb geprägt. Dazu gehören vor allem Päpste und Kardinäle (Annibaldus von Ceccano, Hélie de Talleyrand-Périgord), ehemalige oder aktuelle Politiker, Militärpersonen (Juan Fernández de Heredia, Raymond de Turenne), Sportler, Bildhauer (Jean-Pierre Gras, Camille Claudel), Maler (Claude Joseph Vernet), Mitglieder der ersten (Simone Martini, Matteo Giovanetti) und zweiten Schule von Avignon (Enguerrand Quarton, Nicolas Froment) oder der (Groupe des Treize), Architekten (Pierre Mignard, Jean Péru, Jean-Baptiste Franque), Sänger (Fernand Sardou, Mireille Mathieu), Schriftsteller (Henri Bosco, Pierre Boulle, René Girard) und Dichter (Petrarca, Alain Chartier, Théodore Aubanel oder andere Mitglieder des Félibrige).